# Thailanda
Thailanda, oficial Regatul Thailandei și cunoscută istoric sub numele de Siam (nume oficial până în 1939), este o țară din Asia de Sud-Est situată pe Peninsula Indochina. Cu o populație de aproape 66 de milioane de locuitori, se întinde pe o suprafață de 513.115 kilometri pătrați. Thailanda se învecinează la nord-vest cu Myanmar, la nord-est și est cu Laos, la sud-est cu Cambodgia, la sud cu Golful Thailandei și Malaysia, iar la sud-vest cu Marea Andaman; de asemenea, are granițe maritime cu Vietnam la sud-est și cu Indonezia și India la sud-vest. Bangkok este capitala și cel mai mare oraș al statului.
Popoarele thailandeze au migrat din sud-vestul Chinei către Asia de Sud-Est continentală între secolele al VI-lea și al XI-lea. Regate indianizate precum Mon, Imperiul Khmer și statele malaeziene au dominat inițial regiunea, concurând cu statele thailandeze, cum ar fi regatele Ngoenyang, Sukhothai, Lan Na și Ayutthaya, care rivalizau, de asemenea, între ele. Contactul cu europenii a început în 1511, odată cu o misiune diplomatică portugheză la Ayutthaya, care a devenit o putere regională până la sfârșitul secolului al XV-lea. Ayutthaya și-a atins apogeul în secolul al XVIII-lea, până când a fost distrusă în timpul Războiului birmano-siamez. Regele Taksin cel Mare a reunificat rapid teritoriul fragmentat și a fondat Regatul Thonburi (1767–1782), de scurtă durată, fiind singurul său monarh. În 1782, a fost succedat de Phutthayotfa Chulalok (Rama I), primul monarh al actualei dinastii Chakri. În perioada imperialismului occidental în Asia, Siam a rămas singurul stat din regiune care a evitat colonizarea, deși a fost adesea forțat să facă concesii teritoriale, comerciale și juridice în tratate inegale. Sistemul de guvernare siamez a fost centralizat și transformat într-o monarhie absolută unitară modernă în timpul domniei lui Chulalongkorn (Rama al V-lea) (1868–1910). În Primul Război Mondial, Siam s-a alăturat Aliaților, decizie politică luată pentru a modifica tratatele inegale. După o revoluție fără vărsare de sânge în 1932, a devenit o monarhie constituțională și și-a schimbat numele oficial în Thailanda, devenind aliat al Japoniei în cel de-Al Doilea Război Mondial. La sfârșitul anilor 1950, o lovitură de stat condusă de Sarit Thanarat a revitalizat rolul influent istoric al monarhiei în politică. În timpul Războiului Rece, Thailanda a devenit un aliat important non-NATO al Statelor Unite și a jucat un rol anti-comunist în regiune, fiind membru SEATO, organizație desființată în 1977.
Cu excepția unei scurte perioade de democrație parlamentară în anii 1970 și 1990, Thailanda a alternat periodic între democrație și guvernare militară. Începând cu anii 2000, țara a fost marcată de conflicte politice continue între susținătorii și oponenții premierului Thaksin Shinawatra, ales de două ori, ceea ce a dus la două lovituri de stat (în 2006 și 2014), la adoptarea actualei constituții, un guvern nominal democratic după alegerile generale din 2019, și la mari proteste pro-democrație între 2020 și 2021, care au inclus cereri fără precedent de reformare a monarhiei. Din 2019, Thailanda este nominal o monarhie constituțională parlamentară; în practică, însă, avantajele structurale din constituție au asigurat influența continuă a armatei în politică.
Thailanda este o putere medie în afacerile globale și membru fondator al ASEAN. Are a doua cea mai mare economie din Asia de Sud-Est și a 23-a din lume în funcție de PIB-ul ajustat la paritatea puterii de cumpărare (PPP), situându-se pe locul 29 după PIB nominal. Thailanda este clasificată drept o economie recent industrializată, cu sectoare principale în industrie, agricultură și turism.

## Etimologie
Thailanda era cunoscută de străini înainte de 1939 sub numele de Siam. Conform lui George Cœdès, cuvântul Thai (ไทย) înseamnă „om liber” în limba thailandeză, „diferențiindu-i pe thailandezi de nativii integrați în societatea thailandeză ca iobagi”. Potrivit lui Chit Phumisak, Thai (ไท) înseamnă pur și simplu „oameni” sau „ființe umane”; investigația sa arată că în unele zone rurale se folosea cuvântul „Thai” în locul termenului uzual thailandez khon (คน) pentru „oameni”. Michel Ferlus susține că etnonimele Thai-Tai (sau Thay-Tay) ar fi evoluat din etimonul k(ə)ri: „ființă umană”.
Thailandezii își numesc adesea țara folosind forma politicoasă prathet Thai (thailandeză: ประเทศไทย). De asemenea, folosesc termenul mai colocvial mueang Thai (thailandeză: เมืองไทย) sau simplu Thai; cuvântul mueang, care se referea arhaic la un oraș-stat, este utilizat în mod obișnuit pentru a desemna un oraș sau un centru regional. Ratcha Anachak Thai (thailandeză: ราชอาณาจักรไทย) înseamnă „Regatul Thailandei” sau „Regatul Thailandezilor”.
Etimologic, componentele termenului sunt:
- ratcha (sanskrită: राजन्, rājan, „rege, regal, regat”),
- ana (Pali: āṇā „autoritate, comandă, putere”, derivat din sanscrita आज्ञा, ājñā, cu același sens),
- chak (din sanscrita चक्र cakra, „roată”, simbol al puterii și conducerii).

Imnul Național al Thailandei (เพลงชาติ), scris de Luang Saranupraphan în anii 1930, în perioada marcată de patriotism, se referă la națiunea thailandeză ca prathet Thai (thailandeză: ประเทศไทย). Primul vers al imnului național este: prathet thai ruam lueat nuea chat chuea thai (thailandeză: ประเทศไทยรวมเลือดเนื้อชาติเชื้อไทย), ceea ce înseamnă „Thailanda este întemeiată pe sânge și carne”.
Fostul nume, Siam, ar putea proveni din sanscrita श्याम (śyāma, „întunecat”) sau din Mon ရာမည (rhmañña, „străin”), probabil aceeași rădăcină ca Shan și Assam. Cuvântul Śyâma este posibil să nu fie originea adevărată, ci o deviație premeditată de la sensul său inițial. O altă teorie susține că numele derivă din denumirea chineză a regiunii, „Xian”.
Khmerii antici foloseau cuvântul Siam pentru a desemna oamenii stabiliți în vestul văii râului Chao Phraya, în jurul orașului antic Nakhon Pathom, din Thailanda centrală de astăzi. Originea poate fi legată de numele Lordului Krishna, cunoscut și sub numele de Shyam, întrucât Inscripția Wat Sri Chum, datată din secolul al XIII-lea, menționează că Phra Maha Thera Sri Sattha a venit să restaureze Phra Pathommachedi în orașul Lordului Krishna (Nakhon Pathom) în perioada timpurie a Regatului Sukhothai.
Semnătura Regelui Mongkut (r. 1851–1868) se citește: SPPM (Somdet Phra Poramenthra Maha) Mongkut Rex Siamensium („Mongkut, Regele Siamezilor”). Această utilizare a numelui în primul tratat internațional al țării a conferit oficial numelui Siam statut oficial până la 24 iunie 1939, când a fost schimbat în Thailanda.

## Istorie

### Preistorie și origini
Există dovezi ale locuirii umane continue pe teritoriul actual al Thailandei de acum 20.000 de ani până în prezent. Cele mai timpurii dovezi ale cultivării orezului datează din jurul anului 2000 î.Hr. Zonele care formează acum Thailanda au făcut parte din Rețeaua Maritimă de Jad, așa cum reiese din cercetările arheologice. Această rețea comercială a existat timp de 3.000 de ani, între 2000 î.Hr. și 1000 d.Hr. Bronzul a apărut în jurul anilor 1250–1000 î.Hr., iar situl Ban Chiang din nord-estul Thailandei este considerat cel mai timpuriu centru cunoscut de producție a cuprului și bronzului din Asia de Sud-Est. Fierul a apărut în jurul anului 500 î.Hr.
Regatul Funan a fost primul și cel mai puternic regat din Asia de Sud-Est în acea perioadă (secolul al II-lea î.Hr.). Poporul Mon a fondat principatele Dvaravati și Regatul Hariphunchai în secolul al VI-lea. Khmerii au întemeiat Imperiul Khmer, cu centrul la Angkor, în secolul al IX-lea. Tambralinga, un stat malaezian care controla comerțul prin strâmtoarea Malacca, a prosperat în secolul al X-lea. Peninsula Indochina a fost profund influențată de cultura și religiile Indiei, din timpul Regatului Funan până la Imperiul Khmer.
Poporul thailandez aparține grupului etnic Tai, caracterizat prin rădăcini lingvistice comune. Cronici chinezești menționează pentru prima dată popoarele Tai în secolul al VI-lea î.Hr. Deși există multe ipoteze privind originea popoarelor Tai, istoricul thailandez David K. Wyatt a susținut că strămoșii acestora, care locuiesc în prezent în Laos, Thailanda, Myanmar, India și China, provin din zona Điện Biên Phủ, între secolele al V-lea și al VIII-lea.
Migrarea poporului thailandez în zona actuală a Thailandei a început treptat între secolele al VI-lea și al XI-lea, când regiunea era locuită de populațiile Mon și Khmer. Astfel, cultura thailandeză a fost influențată de culturile indiană, Mon și Khmer. Poporul Tai s-a amestecat cu diverse grupuri etnice și culturale din regiune, ceea ce a dus la formarea diferitelor grupuri de thailandezi din prezent. Dovezile genetice sugerează că etnolinguistica nu poate prezice cu precizie originile thailandezilor. Sujit Wongthes a argumentat că termenul „thailandez” nu se referă la o rasă sau etnie, ci la un grup cultural.
Potrivit istoricului francez George Cœdès, „Thailandezii apar pentru prima dată în istoria Indiei Îndepărtate în secolul al XI-lea, odată cu menționarea sclavilor sau prizonierilor de război Syam în inscripțiile din Champa” și „în secolul al XII-lea, în basoreliefurile de la Angkor Wat”, unde un „grup de războinici” este descris ca fiind Syam. Totuși, relatările din Champa nu indică originea sau grupul etnic al Syam. Originea și etnia Syam rămân neclare, unele surse sugerând că termenul Syam se referă la popoarele Shan, Bru sau Bra. Cu toate acestea, sursele din Asia de Sud-Est continentală, dinainte de secolul al XIV-lea, au folosit cuvântul Syam ca etnonim, desemnând un grup cultural distinct de Khmerii, Cham, Bagan sau Mon. În contrast, sursele chinezești foloseau termenul Xian ca toponim.

### Primele orașe thailandeze (691 î.Hr. – secolul al XIII-lea î.Hr.)

Hartă care arată distribuția geografică a familiei lingvistice Kra–Dai.

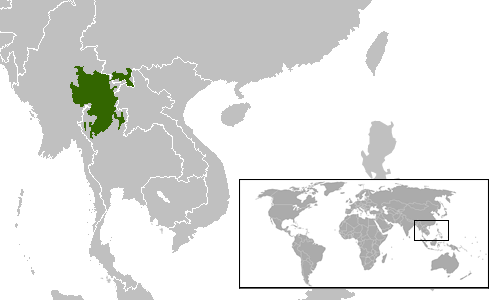
Regatul Lan Na în timpul domniei lui Tilokaraj (1441–1487)

Teoretic, popoarele vorbitoare de limbă Tai-Kadai s-au format încă din secolul al XII-lea î.Hr. în bazinul mijlociu al râului Yangtze. Unele grupuri au migrat mai târziu spre sud, în Guangxi. Cu toate acestea, după mai multe secole de conflicte sângeroase împotriva influenței chineze în Guangxi, între 333 î.Hr. și secolul al XI-lea, sute de mii de membri ai poporului Tai au fost uciși. Astfel, populația Tai a început să se deplaseze spre sud-vest, de-a lungul râurilor și peste trecători montane, ajungând în nordul regiunii muntoase din Asia de Sud-Est și în văile râurilor din actualul Assam, India. Unele dovezi sugerează că strămoșii poporului Tai au migrat în masă din Yunnan spre sud-vest abia după invazia mongolă a Regatulului Dali din 1253; totuși, această teorie nu este acceptată pe scară largă.
Poporul Tai a învins triburile indigene și a devenit noua putere în regiune. Ca rezultat, mai multe orașe-stat Tai au fost fondate, răspândite de la Điện Biên Phủ, în actualul nord-vest al Vietnamului și în zonele înalte din Asia de Sud-Est, până în nord-estul Indiei.
Conform legendei Simhanavati, menționată în mai multe cronici, primul oraș-stat Tai din nordul Thailandei, Singhanavati, a fost fondat în jurul secolului al VII-lea. Totuși, studii geologice și arheologice moderne sugerează că centrul său, Yonok Nahaphan, datează din perioada 691 î.Hr.–545 d.Hr., coincizând aproximativ cu fondarea Statelor Shan, alte principate federate Tai din actualul nord-est al Myanmarului, precum și cu Muang Sua (Luang Prabang) în est.
După ce Singhanavati a fost scufundat sub Lacul Chiang Saen din cauza unui cutremur în anul 545, supraviețuitorii au fondat un nou centru la Wieng–Prueksha. Regatul a mai durat încă 93 de ani.
Pe lângă Singhanavati, un alt principat nordic, probabil legat de poporul Tai, Ngoenyang, a fost fondat ca succesor al Singhanavati în 638 de către Lavachakkaraj, având centrul tot în Wieng–Prueksha (actualul district Mae Sai, Chiang Rai). Reședința sa a fost mutată la Chiang Mai în anul 1262 de Regele Mangrai, considerat fondatorul regatului Lan Na. Mangrai a unificat zona înconjurătoare și a creat o rețea de state prin alianțe politice în est și nordul râului Mekong. Dinastia sa a condus regatul neîntrerupt timp de două secole. Lan Na și-a extins teritoriul spre sud și a anexat Hariphunchai, un regat Mon din Dvaravati, în 1292.
La sfârșitul secolului al X-lea, poporul Tai a început să migreze mai departe spre sud, în zona actualului centru-nord al Thailandei. În jurul anilor 1100, mai multe orașe din această zonă, precum Songkwae, Sawankhalok și Chakangrao, erau deja conduse de poporul Tai. Aceste orașe au lansat mai multe bătălii împotriva populației Mon din Lavo, aflată sub influența Chenla și Khmerilor încă din secolul al VII-lea, ceea ce a dus la întemeierea unui stat independent al poporului Tai, Regatul Sukhothai, în valea superioară a râului Chao Phraya, în 1238.
Cel mai vechi conflict dintre poporul Tai și etniile preexistente este menționat în secolul al IV-lea, când conducătorul Singhanavati, Pangkharat, a pierdut forțat tronul din Yonok în fața regelui Khom din Umongasela (actualul Fang). El s-a refugiat la Vieng Si Tuang, dar a fost obligat să trimită tributuri către Yonok anual până când fiul său, Phrom, a recucerit Yonok și l-a alungat pe regele Khom. Phrom a condus, de asemenea, trupele spre sud pentru a ocupa Chakangrao și a fondat orașul Songkwae. Unii istorici sugerează că Lavo, capitala Lopburi, a fost cândva cucerită de Phrom. În contrast, poporul Tai a stabilit relații cu Monii Siamezi prin căsătorii regale.

### Regatul Mon și Lavo: (secolul al V-lea–secolul al XIII-lea)

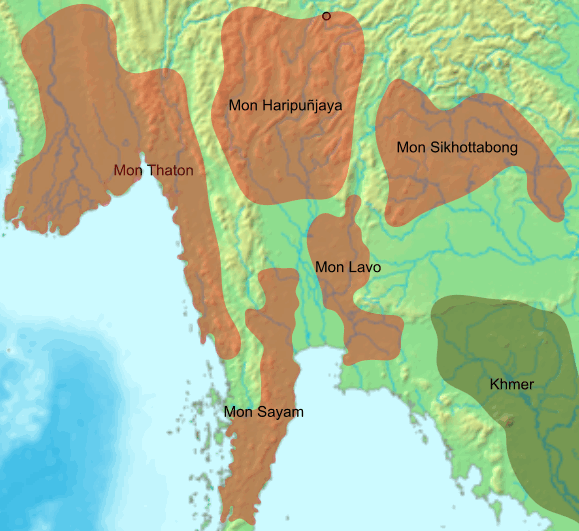
Entități politice ale poporului Mon în jurul secolelor VI–VII

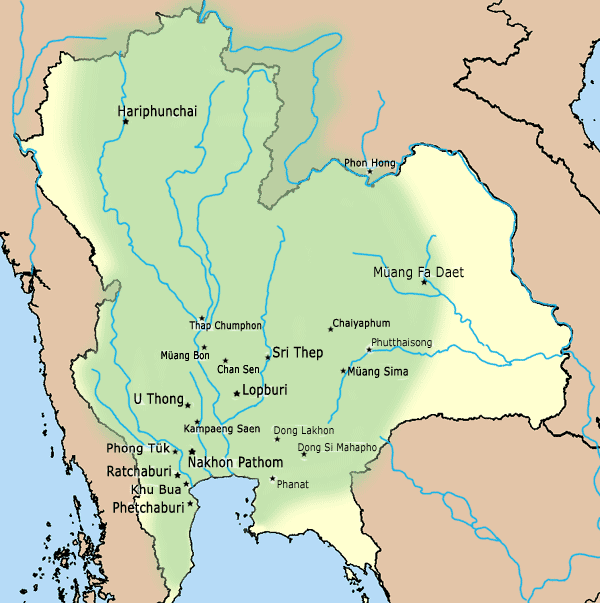
Hartă a așezărilor culturii Dvaravati din secolele VI până IX

Așa cum se știe în general, poporul thailandez din prezent a fost numit anterior siamez, înainte ca țara să fie redenumită Thailanda la mijlocul secolului al XX-lea. Mai multe studii genetice publicate în secolul al XXI-lea sugerează că așa-numiții oameni siamezi (thaii centrali) ar putea avea origini Mon, deoarece profilurile lor genetice sunt mai apropiate de cele ale poporului Mon din Myanmar decât de cele ale Tai-lor din sudul Chinei. Probabil că ulterior au devenit Tai prin difuziune culturală după sosirea poporului Tai din nord în jurul secolelor VIII-X.
Aceasta se reflectă și în limbaj, deoarece peste jumătate din vocabularul limbii thai centrale este derivat sau împrumutat din limba Mon, precum și din pali și sanscrită. Mai mult, cronica Jinakalamali a regatului Lan Na Tai numește regiunea sudică ocupată de Mon-ul Haripuñjaya din Dvaravati drept Shyam Pradesh (literal „ținutul poporului Siam”), ceea ce indică faptul că siamezii antici și poporul Mon din centrul Thailandei erau probabil același grup etnolingvistic.
Cele mai vechi dovezi care menționează poporul Siam se găsesc în inscripțiile de Piatră din Angkor Borei, Funan (K.557 și K.600), datate 661 d.Hr., unde este menționat numele „Ku Sayam” însemnând „sclavi femei siamezi” (Ku este un prefix utilizat pentru a desemna sclavele în era pre-angkoriană). De asemenea, inscripțiile Takéo (K.79), scrise în 682 în timpul domniei lui Bhavavarman al II-lea din Chenla, menționează un nobil siamez: Sāraṇnoya Poña Sayam, tradus în engleză ca „terenul agricol oferit nobilului numit Sayam (Siam)”.
Documentele Song Huiyao Jigao (960–1279) indică faptul că poporul siamez s-a stabilit în vestul Thailandei centrale, iar statul lor era numit Xiān guó (chineză: 暹國), în timp ce câmpia de est aparținea Mon-ului din Lavo (chineză: 羅渦國), care ulterior a căzut sub hegemonia Chenla și Khmerilor în secolele VII-IX. Aceste entități politice Mon, care includeau și Haripuñjaya în nord și mai multe orașe-stat în nord-est, sunt numite colectiv Dvaravati.
Cu toate acestea, statele Mon siameze și Lavo au fost ulterior unite prin alianțe matrimoniale regale și au devenit Regatul Ayutthaya la mijlocul secolului al XIV-lea, în timp ce principatele din sud-vestul Isanului, centrate în Phanom Rung și Phimai, și-au declarat loialitatea față de Ayutthaya în timpul domniei lui Borommarachathirat al II-lea (1424–1448). Restul orașelor-stat principale din regiunea Isan au devenit parte din Langangen în jurul anului 1353, după ce orașele gemene Muang Sua (Luang Prabang) și Vieng Chan Vieng Kham (Vientiane) au devenit independente în urma morții regelui Sukhothai, Ram Khamhaeng.
Conform inscripției Wat Kud Tae (K.1105), datată aproximativ în secolul al VII-lea, în perioada în care entitatea Mon de est, Lavo, era puternic influențată de Chenla, Mon-ul siamez din vest a stabilit de asemenea o alianță matrimonială regală cu Chenla. Prințul Sri Chakatham din Sambhuka (actuala provincie Ratchaburi) s-a căsătorit cu o prințesă a lui Isanavarman I, iar cele două mandala au devenit aliate. După ce Chenla a cucerit Funan și a mutat centrul la Angkor, atât Mon-ul siamez, cât și cei din Angkor au trimis trupe să atace Vijaya din Champa în 1201, în timpul domniei lui Jayavarman al VII-lea, așa cum este menționat în inscripția Cho-Dinh (C.3).

### Regatul Sukhothai (1238 – secolul al XIV-lea )
După declinul Imperiului Khmer și al Regatului Pagan la începutul secolului al XIII-lea, diverse state au prosperat în locul lor. Domeniile poporului Tai se întindeau din nord-estul Indiei de astăzi până în nordul Laosului de astăzi și până pe Peninsula Malay. În secolul al XIII-lea, poporul Tai se stabilise deja în teritoriile centrale ale regatelor Dvaravati și Lavo, ajungând până la Nakhon Si Thammarat în sud. Cu toate acestea, nu există înregistrări care să detalieze sosirea Tai-lor.
În jurul anului 1240, Pho Khun Bang Klang Hao, un conducător local Tai, a mobilizat populația pentru a se răzvrăti împotriva khmerilor. Mai târziu, s-a încoronat ca primul rege al Regatului Sukhothai în 1238. Istoricii thailandezi consideră în mod tradițional Sukhothai drept primul regat al poporului thailandez. Sukhothai s-a extins cel mai mult în timpul domniei lui Ram Khamhaeng (1279–1298). Cu toate acestea, regatul era mai mult o rețea de conducători locali care depuneau jurământ de loialitate față de Sukhothai, decât un teritoriu controlat direct de acesta.
Se crede că Ram Khamhaeng a inventat alfabetul thailandez, iar ceramica thailandeză era un export important în epoca sa. Sukhothai a adoptat Budismul Theravada în timpul domniei lui Maha Thammaracha I(1347–1368).

### Regatul Ayutthaya (1351–1767)
Conform celei mai acceptate versiuni privind originile sale, Regatul Ayutthaya s-a ridicat din fostele regate Lavo și Suvarnabhumi, avându-l pe Uthong drept primul său rege. Ayutthaya era un mozaic de principate autoguvernate și provincii tributare care jurau loialitate regelui Ayutthaya, conform sistemului mandala. Extinderea inițială a regatului s-a realizat prin cuceriri și căsătorii politice.
Până la sfârșitul secolului al XV-lea, Ayutthaya a invadat de trei ori Imperiul Khmer și a prădat capitala acestuia, Angkor. Ayutthaya a devenit astfel o putere regională, înlocuind Khmerii. Interferențele constante asupra regatului Sukhothai l-au transformat efectiv într-un stat vasal al Ayutthayei, fiind în cele din urmă încorporat în regat. Borommatrailokkanat a realizat reforme birocratice care au durat până în secolul al XX-lea și a creat un sistem de ierarhie socială numit sakdina, unde bărbații de rând erau văzuți ca muncitori timp de șase luni pe an. Ayutthaya a manifestat interes pentru Peninsula Malacca, dar nu a reușit să cucerească Sultanatul Malacca, susținut de Dinastia Ming a Chinei.
Contactul cu europenii și comerțul au început la începutul secolului al XVI-lea, odată cu trimiterea unui emisar portughez de către ducele Afonso de Albuquerque în 1511. Portugalia a devenit un aliat al Ayutthayei și a cedat soldați regelui Rama Thibodi al II-lea. Portughezii au fost urmați în secolul al XVII-lea de francezi, olandezi și englezi. Rivalitatea pentru supremația asupra Chiangmaia și a poporului Mon a adus Ayutthaya în conflict cu Regatul Birman. Mai multe războaie cu dinastia Taungoo, începând cu anii 1540, în timpul domniei lui Tabinshwehti și Bayinnaung, s-au încheiat în cele din urmă cu capturarea capitalei în anul 1570. A urmat o scurtă perioadă de vasalitate față de Birmania, până când regele Naresuan a proclamat independența în 1584.
Ayutthaya a încercat să îmbunătățească relațiile cu puterile europene pe durata mai multor domnii. Regatul a prosperat în special în timpul domniei cosmopolitului Narai (1656–1688), când unii călători europeni au considerat Ayutthaya drept o mare putere asiatică, alături de China și India. Totuși, influența tot mai mare a francezilor în ultima parte a domniei sale a generat sentimente naționaliste, conducând în cele din urmă la revoluția siameză din 1688. În ciuda revoluției, relațiile generale au rămas stabile, iar misionarii francezi au continuat să predice creștinismul.
După o perioadă sângeroasă de lupte dinastice, Ayutthaya a intrat într-o "epocă de aur", o perioadă relativ pașnică în al doilea sfert al secolului al XVIII-lea, când arta, literatura și învățătura au prosperat. Războaiele externe au fost rare, cu excepția conflictului cu domnii Nguyễn pentru controlul Cambodgiei, începând cu aproximativ 1715. Ultimii cincizeci de ani ai regatului au fost marcați de crize de succesiune violente, cu epurări ale oficialilor curții și generalilor capabili în timpul mai multor domnii consecutive. În 1765, o forță combinată de 40.000 de soldați birmani a invadat regatul din nord și vest. Sub noua dinastie Alaungpaya, birmanii au devenit rapid o nouă putere locală până în anul 1759. După un asediu de 14 luni, zidurile capitalei au cedat, iar orașul a fost incendiat în aprilie 1767.

### Regatul Thonburi (1767–1782)

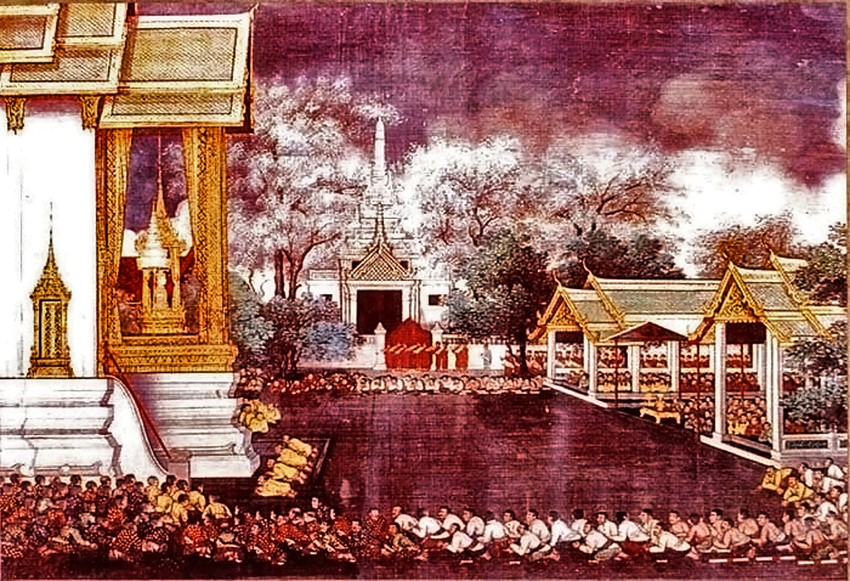
Taksin cel Mare s-a înscăunat ca rege thailandez în anul 1767.

Capitala și multe dintre teritoriile sale erau în haos după război. Fosta capitală era ocupată de garnizoana armatei birmane, iar cinci lideri locali și-au proclamat dominația, inclusiv conducătorii din Sakwangburi, Phitsanulok, Pimai, Chanthaburiși Nakhon Si Thammarat. Chao Tak, un lider militar capabil, a decis să devină lider prin drept de cucerire, începând cu celebrul atac asupra Chanthaburi. Avându-și baza la Chanthaburi, Chao Tak a strâns trupe și resurse și a trimis o flotă pe râul Chao Phraya pentru a captura fortul Thonburi. În același an, Chao Tak a reușit să recucerească Ayutthaya de la birmanezi, la doar șapte luni după căderea orașului.
Chao Tak s-a încoronat apoi sub numele de Taksin și a proclamat Thonburi drept capitală temporară în același an. El a supus rapid și ceilalți lorzi războinici. Forțele sale au purtat războaie cu Birmania, Laos și Cambodgia, reușind să alunge birmanezii din Lan Na în 1775, să captureze Vientiane în 1778 și să încerce să instaleze un rege pro-thailandez în Cambodgia în anii 1770. În ultimii săi ani, a avut loc o lovitură de stat, presupus cauzată de „nebunia” sa, iar în cele din urmă Taksin și fiii săi au fost executați de vechiul său companion, generalul Chao Phraya Chakri (viitorul Rama I). Acesta a devenit primul rege al dinastiei Chakri, întemeind Regatul Rattanakosin pe 6 aprilie 1782.

### Regatul Rattanakosin și modernizarea (1782 –1932)
Sub domnia lui Rama I (1782–1809), Rattanakosin a reușit să apere regatul împotriva atacurilor birmaneze și să pună capăt incursiunilor acestora. De asemenea, a stabilit suzeranitatea asupra unor mari părți din Laos și Cambodgia. În 1821, britanicul John Crawfurd a fost trimis să negocieze un nou acord comercial cu Siam – un semn timpuriu al unei probleme care avea să domine politica siameză din secolul al XIX-lea. Bangkok a semnat Tratatul Burney în 1826, după victoria britanică în Primul Război Anglo-Birman.
Anouvong din Vientiane, care credea în mod eronat că britanicii erau pe punctul de a invada Bangkok, a declanșat rebeliunea laoțiană în 1826, care a fost suprimată. Vientiane a fost distrus, iar un număr mare de laoțieni au fost relocați pe Platoul Khorat. Bangkoka purtat, de asemenea, mai multe războaie cu Vietnamul, recâștigând hegemonia asupra Cambodgei.
Începând cu sfârșitul secolului al XIX-lea, Siam a încercat să guverneze grupurile etnice din teritoriu ca pe niște colonii. În timpul domniei lui Mongkut (1851–1868), care a recunoscut potențialele amenințări reprezentate de puterile occidentale, curtea sa a contactat direct guvernul britanic pentru a detensiona situația. O misiune britanică condusă de Sir John Bowring, guvernatorul Hong Kongului, a dus la semnarea Tratatului Bowring, primul dintr-o serie de tratate inegale cu țările occidentale. Totuși, acest lucru a adus dezvoltare economică și comercială în Siam. Moartea neașteptată a lui Mongkut din cauza malariei a dus la ascensiunea pe tron a regelui minor Chulalongkorn, cu Somdet Chaophraya Sri Suriwongse (Chuang Bunnag) ca regent.
Chulalongkorn (r. 1868–1910) a inițiat centralizarea, a înființat un consiliu privat și a abolit sclavia și sistemul de corvoadă. Criza Palatului de Față din 1874 a blocat încercările de reforme suplimentare. În anii 1870 și 1880, el a încorporat protectoratul din nord în regatul propriu-zis, iar mai târziu a extins acest proces și asupra protectoratelor din nord-est și sud. În 1888, a înființat douăsprezece krom, echivalente cu ministerele de astăzi. Criza din 1893 a fost declanșată de cererile franceze pentru teritoriile laoțiene de est ale râului Mekong.
Thailanda este singurul stat din Asia de Sud-Est care nu a fost colonizat de o putere occidentală, parțial datorită acordului dintre Marea Britanie și Franța din 1896 de a face din valea râului Chao Phraya un stat tampon. Abia în secolul al XX-lea, Siam a reușit să renegocieze toate tratatele inegale începând cu Tratatul Bowring, inclusiv extraterritorialitatea. Apariția sistemului monthon a marcat crearea statului-națiune modern thailandez. În 1905, au avut loc revolte nereușite în vechea zonă Patani, Ubon Ratchathani și Phrae, ca opoziție față de încercările de a reduce puterea conducătorilor locali.
Revolta Palatului din 1912 a fost o încercare eșuată a ofițerilor militari educați în Occident de a răsturna monarhia siameză. Vajiravudh (r. 1910–1925) a răspuns prin propagandă pe toată durata domniei sale, promovând ideea națiunii thailandeze. În 1917, Siam s-a alăturat Primului Război Mondial de partea Aliaților. În urma acestuia, Siam a obținut un loc la Conferința de Pace de la Paris din 1919 și a câștigat libertatea de impozitare și revocarea extrateritorialității.

### Monarhia constituțională, al Doilea Război Mondial și Războiul Rece (1932–1975)

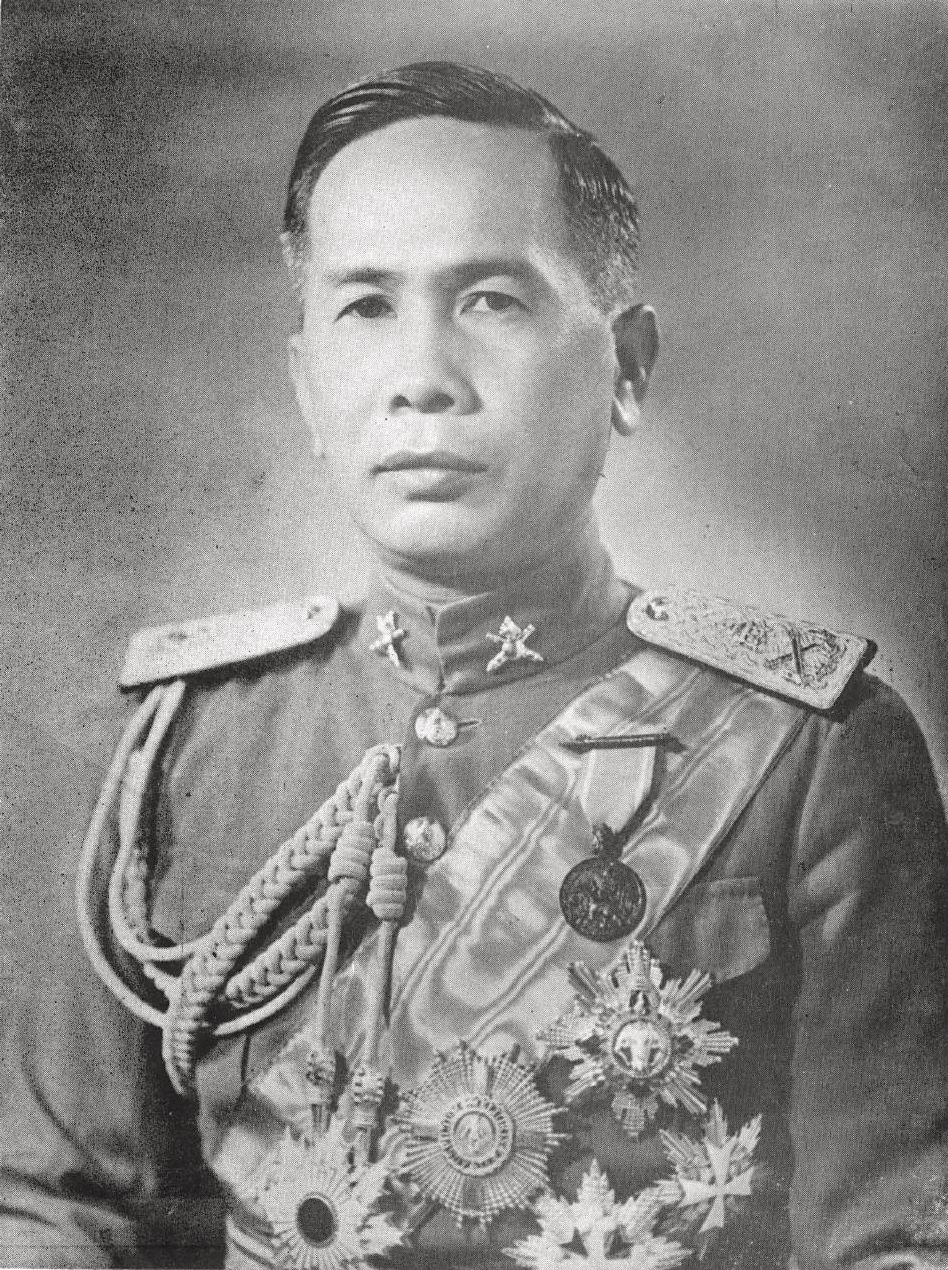
Mareșalul Plaek Phibunsongkhram, cel mai longeviv prim-ministru al Thailandei

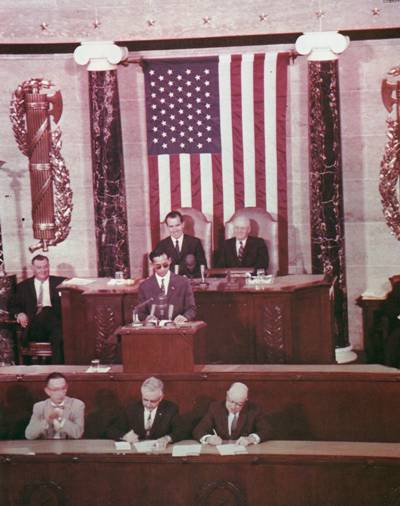
Regele Bhumibol Adulyadej se adresează unei sesiuni comune a Congresului Statelor Unite, în anul 1960.

O revoluție fără vărsare de sânge a avut loc în 1932, în urma căreia Prajadhipok a fost forțat să acorde prima constituție a țării, punând astfel capăt secolelor de monarhie feudală și absolutistă. Rezultatele combinate ale dificultăților economice cauzate de Marea Criză Economică, scăderea accentuată a prețurilor orezului și reducerea semnificativă a cheltuielilor publice au provocat nemulțumiri în rândul aristocraților.
În 1933, a avut loc o rebeliune contrarevoluționară pentru a restabili monarhia absolutistă, dar aceasta a eșuat. Conflictul lui Prajadhipok cu guvernul a dus în cele din urmă la abdicarea sa. Guvernul l-a ales pe Ananda Mahidol, care studia în Elveția, ca nou rege.
Mai târziu, în acel deceniu, ramura militară a Khana Ratsadon a ajuns să domine politica siameză. Plaek Phibunsongkhram, care a devenit prim-ministru în 1938, a inițiat opresiunea politică și a adoptat o poziție deschis anti-monarhistă. Guvernul său a promovat naționalismul, occidentalizarea, precum și politici anti-chineze și anti-franceze.
În 1939, s-a emis un decret prin care numele țării a fost schimbat din „Siam” în „Thailanda”. În 1941, Thailanda a fost implicată într-un conflict scurt cu Franța de sub regimul de la Vichy, în urma căruia Thailanda a obținut unele teritorii din Laos și Cambodgia.
La data de 8 decembrie 1941, Imperiul Japonez a lansat o invazie în Thailanda, iar luptele au izbucnit înainte ca Phibun să ordone un armistițiu. Japoniei i s-a acordat dreptul de liberă trecere, iar pe 21 decembrie Thailanda și Japonia au semnat o alianță militară cu un protocol secret, în care guvernul japonez a fost de acord să ajute Thailanda să recâștige teritorii pierdute.
Guvernul thailandez a declarat apoi război Statelor Unite și Regatului Unit. Regatul Unit, a cărui colonie Malaya era sub amenințarea imediată a forțelor thailandeze, a răspuns în mod similar, dar Statele Unite au refuzat să declare război și au ignorat declarația Thailandei. Mișcarea Free Thai a fost lansată atât în Thailanda, cât și în străinătate pentru a se opune guvernului și ocupației japoneze. După încheierea războiului în 1945, Thailanda a semnat acorduri formale pentru a pune capăt stării de război cu Aliații.
În iunie 1946, tânărul rege Ananda a fost găsit mort în circumstanțe misterioase. Fratele său mai mic, Bhumibol Adulyadej, a urcat pe tron. În 1954, Thailanda a aderat la Organizația Tratatului Asiei de Sud-Est (SEATO), devenind un aliat activ al Statelor Unite.
Mareșalul Sarit Thanarat a lansat o lovitură de stat în 1957, care a eliminat Khana Ratsadon din politică. Conducerea sa (premierat 1959–1963) a fost autocratică; el și-a construit legitimitatea în jurul statutului divinizat al monarhului și al loialității guvernului față de rege. Guvernul său a îmbunătățit infrastructura și educația țării.
După ce Statele Unite s-au implicat în Războiul din Vietnam în 1961, a existat un acord secret prin care SUA au promis să protejeze Thailanda. Această perioadă a adus o modernizare și occidentalizare tot mai accentuată a societății thailandeze. A avut loc o urbanizare rapidă, deoarece populația rurală căuta locuri de muncă în orașele în creștere. Fermierii rurali au devenit conștienți de clasa lor socială și au arătat simpatie față de Partidul Comunist din Thailanda.
Dezvoltarea economică și educația au permis ascensiunea unei clase de mijloc în Bangkok și în alte orașe. În octombrie 1971, a avut loc o demonstrație amplă împotriva dictaturii lui Thanom Kittikachorn (premierat 1963–1973), care a dus la victime civile. Bhumibol l-a instalat pe Sanya Dharmasakti (premierat 1973–1975) pentru a-l înlocui, marcând prima dată când regele a intervenit direct în politica thailandeză de la 1932. Urmările acestui eveniment au marcat o scurtă perioadă de democrație parlamentară, numită adesea „era când democrația a înflorit” (ยุคประชาธิปไตยเบ่งบาน).

### Istoria contemporană

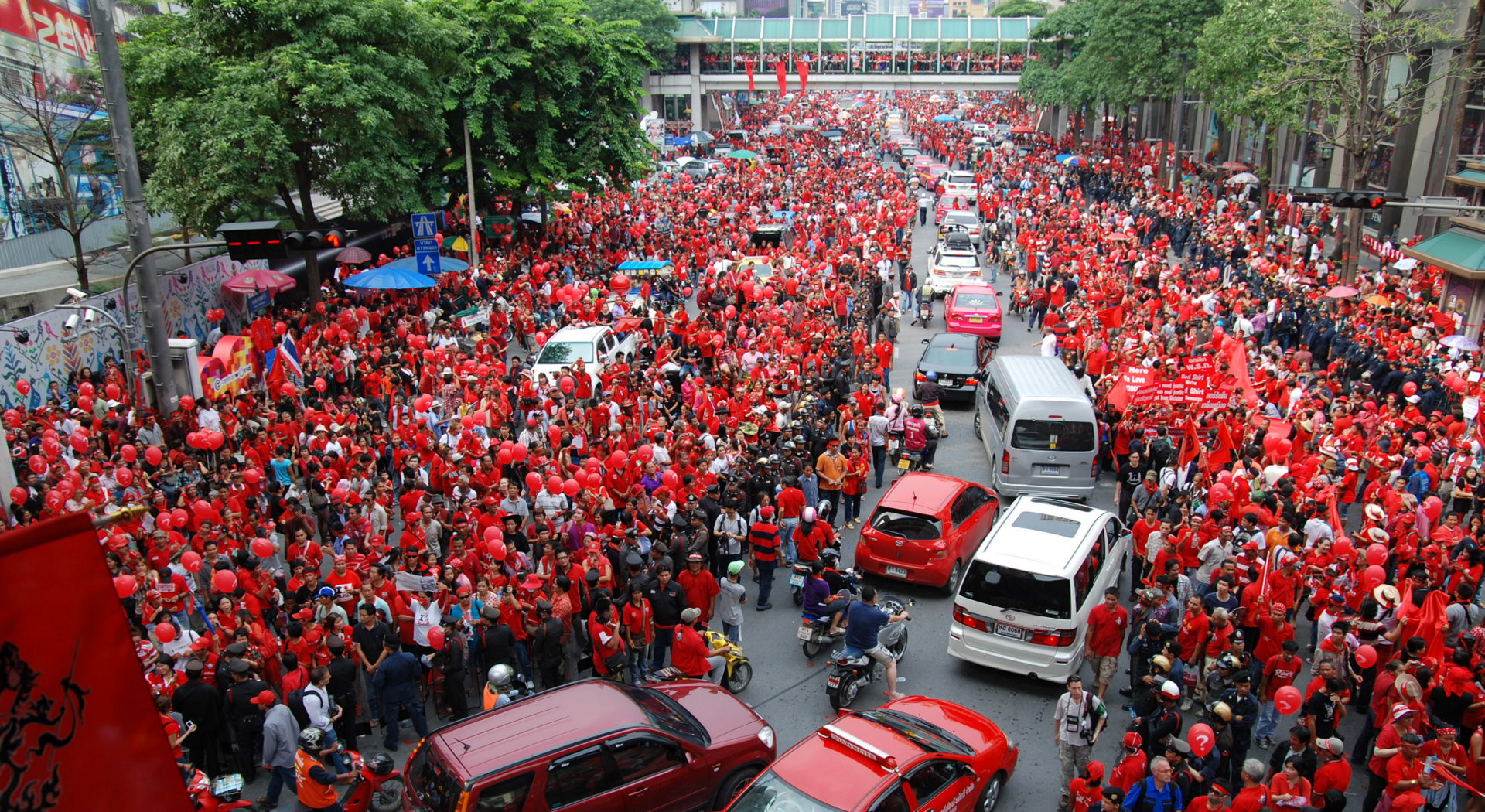
Frontul Unit pentru Democrație împotriva Dictaturii, Cămășile Roșii, protest în anul 2010.

Tulburările și instabilitatea constantă, precum și teama de o preluare comunistă după căderea Saigonului, i-au determinat pe unii membri ai grupurilor de extremă dreapta să eticheteze studenții de stânga drept comuniști. Această situație a culminat cu masacrul de la Universitatea Thammasat din octombrie 1976. O lovitură de stat în aceeași zi a adus Thailandei un nou guvern de extremă dreapta, care a suprimat mass-media, oficialii și intelectualii, alimentând astfel insurgența comunistă. O altă lovitură de stat, în anul următor, a instalat un guvern mai moderat, care a oferit amnistie luptătorilor comuniști în 1978.
Pe fondul crizei refugiaților din Indochina, al raidurilor la granița vietnameză și al dificultăților economice, Prem Tinsulanonda a devenit prim-ministru între 1980 și 1988. Comuniștii au abandonat insurgența în 1983. Mandatul lui Prem a fost numit „semi-democrație”, deoarece Parlamentul era compus atât din membri aleși în Camera Reprezentanților, cât și din membri numiți în Senat. În anii 1980, monarhul a intervenit tot mai mult în politică, iar două tentative de lovituri de stat împotriva lui Prem, în 1981 și 1985, au eșuat. În 1988, Thailanda a avut primul prim-ministru ales democratic de la 1976.
Suchinda Kraprayoon, liderul loviturii de stat din 1991, care declarase că nu va căuta să devină prim-ministru, a fost totuși nominalizat în această funcție de coaliția majoritară după alegerile generale din 1992. Aceasta a provocat proteste masive la Bangkok, care s-au încheiat cu o reprimare sângeroasă din partea armatei. Regele Bhumibol a intervenit, semnând o lege de amnistie, iar Suchinda a demisionat.
Criza financiară asiatică din 1997, care a avut originea în Thailanda, a pus capăt celor 40 de ani de creștere economică neîntreruptă a țării. Guvernul condus de Chuan Leekpai a luat un împrumut de la FMI, cu condiții nepopulare.
Cutremurul și tsunamiul din Oceanul Indian din 2004 au lovit Thailanda, în special sudul țării, provocând aproximativ 5.400 de morți în Phuket, Phang Nga, Ranong, Krabi, Trang și Satun, iar mii de persoane au fost declarate dispărute.
Partidul populist Thai Rak Thai, condus de prim-ministrul Thaksin Shinawatra, a guvernat din 2001 până în 2006. Politicile sale au avut succes în reducerea sărăciei rurale și au inițiat un sistem de asistență medicală universală în țară. Totuși, Thaksin a fost perceput ca un populist corupt, care favoriza săracii din mediul rural în detrimentul clasei de mijloc. A fost criticat și pentru modul în care a gestionat insurgența din sudul Thailandei, care a escaladat începând cu 2004. De asemenea, recomandările sale pentru săracii din mediul rural au intrat în conflict cu cele ale regelui Bhumibol, atrăgând furia monarhiștilor. Aceștia au răspândit zvonuri conform cărora Thaksin și consilierii săi plănuiau să răstoarne monarhia.
Proteste masive împotriva lui Thaksin, conduse de Alianța Populară pentru Democrație (PAD), au început în al doilea său mandat. În 2006, armata, cu sprijinul monarhiei, a organizat o lovitură de stat care l-a înlăturat pe Thaksin. Partidul său a fost dizolvat, iar peste o sută de lideri politici au fost interziși în politică. După lovitura de stat, a fost instalat un guvern militar pentru un an, iar revenirea la democrație a fost un proces dificil. În 2007, a fost ales un guvern civil condus de Partidul Puterii Poporului (PPP), aliat cu Thaksin. Alte proteste au dus la dizolvarea PPP, iar Partidul Democrat a format o coaliție de guvernare.
În urma alegerilor generale din 2011, Partidul Pheu Thai, condus de Yingluck Shinawatra, sora lui Thaksin, a câștigat majoritatea. Criza politică a culminat cu o altă lovitură de stat în 2014, care a instalat o juntă militară condusă de generalul Prayut Chan-o-cha.
După moartea regelui Bhumibol în 2016, fiul său, Vajiralongkorn, a urcat pe tron. Constituția actuală a Thailandei a fost adoptată în timpul regimului militar, care a implementat o strategie națională pe 20 de ani pentru a menține influența armatei.
În mai 2023, partidele reformiste de opoziție, Partidul Mișcării Înainte (MFP) și Partidul Pheu Thai, au câștigat alegerile generale, înlăturând partidele militare-royaliste. Pe 22 august 2023, Srettha Thavisin, din Pheu Thai, a devenit prim-ministru, iar Thaksin Shinawatra s-a întors în Thailanda după ani de exil autoimpus. Pe 14 august 2024, Thavisin a fost destituit de Curtea Constituțională pentru „încălcări grave ale eticii”.

## Geografie

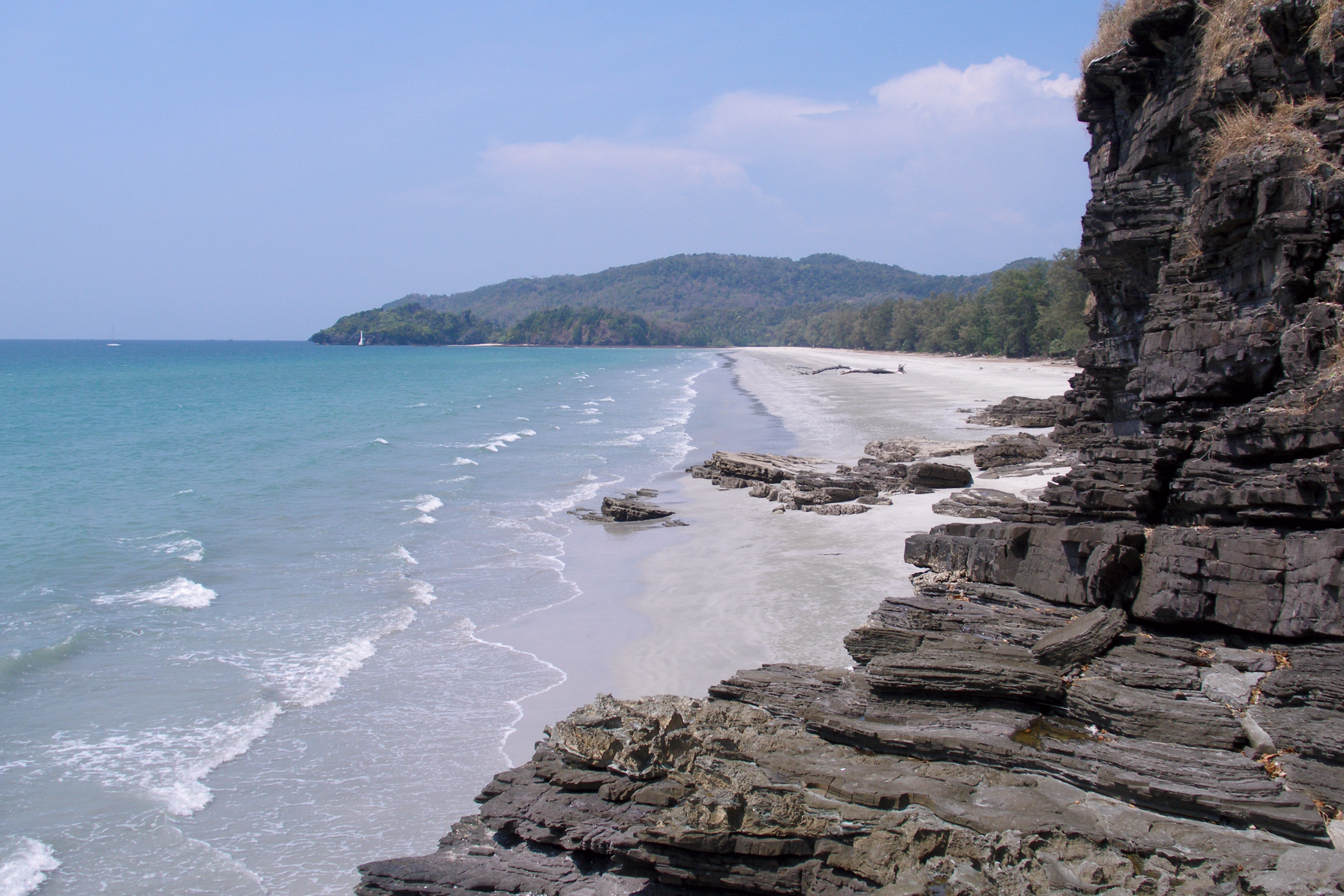
Insula Ko Tarutao, Satun

Având o suprafață totală de 513.120 de kilometri pătrați (198.120 mile pătrate), Thailanda este a 50-a cea mai mare țară din lume ca suprafață totală. Thailanda cuprinde mai multe regiuni geografice distincte, care corespund parțial grupurilor provinciale. Nordul țării este o zonă muntoasă, cunoscută sub numele de înălțimile thailandeze, având cel mai înalt punct în Doi Inthanon, din lanțul muntos Thanon Thong Chai, la 2.565 de metri (8.415 picioare) deasupra nivelului mării. Nord-estul, cunoscut sub numele de Isan, este format din Platoul Khorat, mărginit la est de râul Mekong. Centrul țării este dominat de valea în mare parte plată a Râului Chao Phraya, care se varsă în Golful Thailandei. Sudul Thailandei constă din Istmul Kra, îngust la nord și care se lărgește în Peninsula Malaeziană.
Râurile Chao Phraya și Mekong sunt cursuri de apă indispensabile în zonele rurale ale Thailandei. Producția agricolă la scară industrială folosește ambele râuri și afluenții lor. Golful Thailandei acoperă 320.000 de kilometri pătrați (124.000 mile pătrate) și este alimentat de râurile Chao Phraya, Mae Klong, Bang Pakong și Tapi. Acesta contribuie la sectorul turismului datorită apelor sale limpezi și puțin adânci de-a lungul coastelor din regiunea sudică și Istmul Kra. Malul estic al Golfului Thailandei găzduiește cel mai important port de adâncime al regatului, în Sattahip, și cel mai aglomerat port comercial, Laem Chabang. Phuket, Krabi, Ranong, Phang Nga și Trang, împreună cu insulele acestora, se află de-a lungul coastelor Mării Andaman.

### Climat

Hartă a Thailandei cu clasificarea climatică Köppen

Clima Thailandei este influențată de vânturile musonice, care au un caracter sezonier (musonul sud-vestic și cel nord-estic). Majoritatea țării este clasificată, conform sistemului Köppen, ca având un climat de savană tropicală. Partea de sud și extremitatea estică a țării au un climat musonic tropical, iar anumite părți din sud beneficiază de un climat tropical de pădure tropicală.
Un an în Thailanda este împărțit în trei sezoane. Primul este sezonul ploios sau musonul sud-vestic (din mijlocul lunii mai până la mijlocul lunii octombrie), cauzat de vânturile sud-vestice din Oceanul Indian. Precipitațiile sunt influențate, de asemenea, de Zona de Convergență Intertropicală (ITCZ) și de cicloanele tropicale, iar lunile august și septembrie sunt cele mai ploioase din an. Țara primește, în medie, o cantitate anuală de precipitații cuprinsă între 1.200 și 1.600 mm.
Iarna sau musonul nord-estic are loc din mijlocul lunii octombrie până la mijlocul lunii februarie. În această perioadă, cea mai mare parte a Thailandei se bucură de vreme uscată și temperaturi moderate. Vara sau sezonul pre-musonic durează de la mijlocul lunii februarie până la mijlocul lunii mai.
Datorită poziției lor continentale și latitudinii, regiunile din nord, nord-est, centru și estul Thailandei experimentează o perioadă lungă de vreme caldă, cu temperaturi care pot ajunge până la 40 °C (104 °F) între martie și mai, în contrast cu temperaturi aproape de 0 °C sau sub acest prag în unele zone în timpul iernii.
Sudul Thailandei se caracterizează printr-un climat blând pe tot parcursul anului, cu variații mai mici ale temperaturilor între zi și noapte sau între sezoane, datorită influențelor maritime. Această regiune primește cantități abundente de precipitații, în special în lunile octombrie și noiembrie.
Thailanda se numără printre cele zece țări cele mai expuse la schimbările climatice. În mod special, este extrem de vulnerabilă la creșterea nivelului mării și la fenomenele meteorologice extreme.

### Biodiversitate și conservare

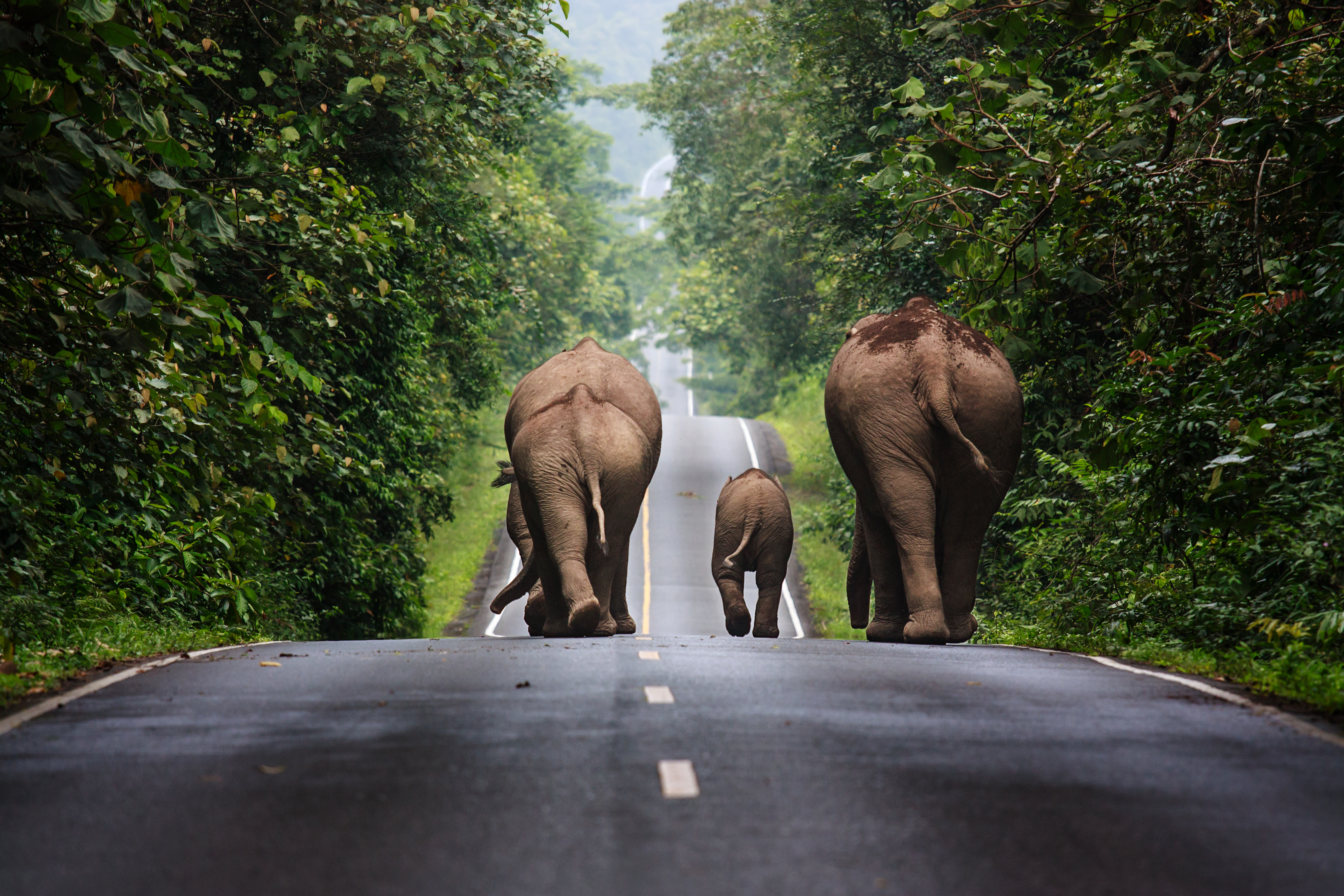
Populația elefanților asiatici din sălbăticia Thailandei a scăzut la un număr estimat de 2.000–3.000.

Parcurile naționale din Thailanda sunt definite ca zone ce conțin resurse naturale de importanță ecologică sau frumusețe unică, ori specii de floră și faună deosebită importanță. Ariile protejate ale Thailandei includ 156 de parcuri naționale, 58 de sanctuare pentru viața sălbatică, 67 de zone unde vânătoarea este interzisă și 120 de parcuri forestiere. Acestea acoperă aproape 31% din teritoriul regatului. Administrarea parcurilor este realizată de Departamentul pentru Parcuri Naționale, Faună Sălbatică și Conservarea Plantelor (DNP) din cadrul Ministerului Resurselor Naturale și Mediului (MNRE).
Thailanda are o performanță mediocră, dar în îmbunătățire, în cadrul Indicelui Global de Performanță de Mediu (EPI), ocupând locul 91 din 180 de țări în 2016. Cele mai slabe performanțe sunt înregistrate în ceea ce privește calitatea aerului (locul 167), efectele industriale asupra mediului în agricultură (106) și sectorul climă și energie (93), ultimul fiind cauzat în principal de emisiile ridicate de CO2 pe kWh produs. Cele mai bune performanțe sunt în gestionarea resurselor de apă (66) și în domeniul sanitației (68), unde se așteaptă îmbunătățiri majore în viitor. În 2019, Thailanda a avut un scor mediu de 6,00/10 în Indexul Integrității Peisajului Forestier, situându-se pe locul 88 la nivel global din 172 de țări.
Populația de Elefanți, simbol național al țării, a scăzut de la 100.000 în 1850 la aproximativ 2.000 în prezent. Braconierii vânează de mult timp elefanți pentru fildeș și piei, iar mai recent și pentru carne. Puii de elefant sunt adesea capturați pentru a fi utilizați în atracții turistice sau ca animale de muncă, existând acuzații de rele tratamente. În 1989, guvernul a interzis utilizarea elefanților în industria exploatării forestiere, ceea ce a determinat mulți proprietari să își mute animalele domestice în sectorul turistic.
Braconajul speciilor protejate rămâne o problemă majoră. Tigrii, Leoparzii și alte Pisici mari sunt vânate pentru blănurile lor. Multe dintre aceste animale sunt crescute sau vânate pentru carne, care se crede că are proprietăți medicinale. Deși acest comerț este ilegal, Piața Chatuchak din Bangkok este cunoscută pentru vânzarea speciilor pe cale de dispariție. Practica de a ține animale sălbatice ca animale de companie afectează specii precum Ursul asiatic negru, Ursul-soare malaysian, Gibonul cu mâini albe, gibonul pileat și binturongul.

## Politică și Guvern

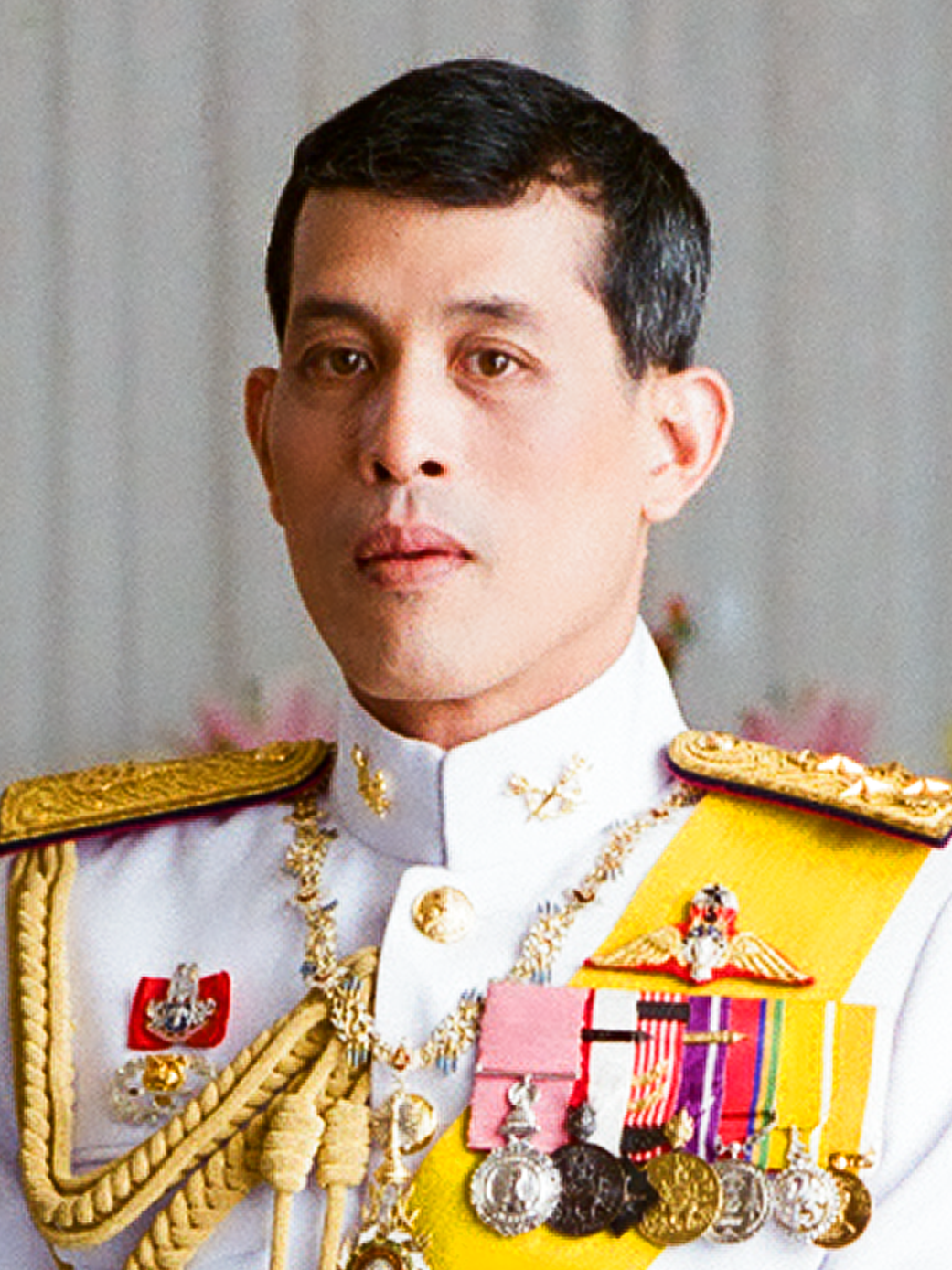
Vajiralongkorn, Regele Thailandei din data de 13 octombrie 2016.

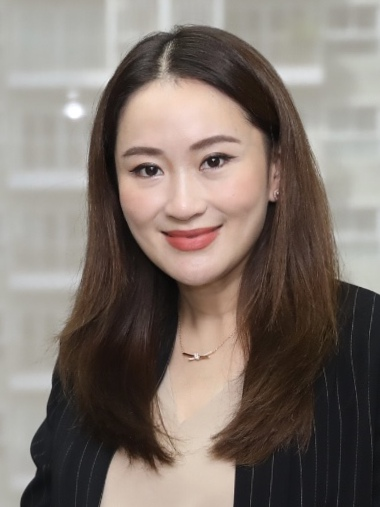
Paetongtarn Shinawatra, Prim-ministru al Thailandei din data de 16 august 2024.

Până în 1932, regii thailandezi erau monarhi feudali sau absoluți. În timpul Regatului Sukhothai, regele era văzut ca un Dharmaraja sau „rege care guvernează în conformitate cu Dharma”. Sistemul de guvernare era o rețea de teritorii tributare conduse de lorzi locali. Monarhia absolută modernă și statalitatea au fost stabilite de Chulalongkorn, care a transformat sistemul descentralizat de protectorat într-un stat unitar. La 24 iunie 1932, Khana Ratsadon (Partidul Poporului) a realizat o revoluție pașnică care a marcat începutul monarhiei constituționale.
Thailanda a avut 20 de constituții și statute din 1932, inclusiv actuala Constituție din 2017. Toate constituțiile afirmă că politica se desfășoară în cadrul unei monarhii constituționale, însă forma de guvernare de facto a variat de la dictatură militară la democrație electorală. Forma actuală de guvernare a Thailandei este parțial democratică și parțial dictatorială, fiind descrisă prin diverse termeni. Thailanda se află pe locul patru în lume ca număr de lovituri de stat. „Oameni în uniformă militară sau foști militari au condus Thailanda timp de 55 din cei 83 de ani” dintre 1932 și 2009. Cel mai recent, junta militară autointitulată Consiliul Național pentru Pace și Ordine a condus țara între 2014 și 2019.
Guvernul este împărțit în trei ramuri:
- Ramura legislativă: Adunarea Națională este compusă din Senat, camera superioară formată din 200 de membri aleși indirect, și Camera Reprezentanților, camera inferioară formată din 500 de membri aleși direct. Cea mai recentă alegere a fost alegerile generale din 2023. Coaliția condusă de Partidul Pheu Thai deține în prezent majoritatea. Alegerile pentru Senatul Thailandei din 2024 au fost primele desfășurate conform actualei constituții, proces criticat ca fiind „cea mai complicată alegere din lume”. Se presupune că Senatul este dominat de senatori afiliați Partidului Bhumjaithai.[83][84]
- Ramura executivă: Este formată din prim-ministrul Thailandei, șeful guvernului, și alți membri ai cabinetului, în număr de până la 35 de persoane. Prim-ministrul este ales de Adunarea Națională. Constituția actuală impune ca prim-miniștrii să fie desemnați din rândul candidaților nominalizați de partidele politice înainte de alegeri. Actualul prim-ministru este Paetongtarn Shinawatra, membru al Partidului Pheu Thai.
- Ramura judiciară: Se presupune că este independentă de ramurile executivă și legislativă, deși deciziile judecătorești sunt suspectate a fi bazate pe considerații politice mai degrabă decât pe legislația existentă.

Aristocrații militari și birocrați au controlat pe deplin partidele politice din Thailanda între 1946 și anii 1980. Majoritatea partidelor din Thailanda au o existență de scurtă durată. Între 1992 și 2006, Thailanda a avut un sistem bipartid. Constituțiile ulterioare au creat un sistem multipartid în care un singur partid nu poate obține majoritatea în parlament.
Un monarh ereditar servește ca șef de stat al Thailandei. Actualul rege al Thailandei este Vajiralongkorn (Rama al X-lea), care domnește din octombrie 2016. Puterile regelui sunt limitate de constituție, acesta fiind în principal o figură simbolică. Cu toate acestea, monarhul intervine ocazional în politica thailandeză, deoarece toate constituțiile permit pronunțări regale cu caracter tradițional. Unii academicieni din afara Thailandei, inclusiv Duncan McCargo și Federico Ferrara, au remarcat rolul extraconstituțional al monarhului prin intermediul unei „rețele monarhice” din spatele scenei politice. Monarhia este protejată de legea strictă privind lèse-majesté, deși atitudinea populației față de instituție variază de la o domnie la alta.
Regii sunt protejați de legile lèse-majesté, care permit condamnarea criticilor la închisoare între trei și cincisprezece ani. După lovitura de stat din 2014, Thailanda a înregistrat cel mai mare număr de prizonieri în baza legii lèse-majesté din istoria sa. Drepturile omului în Thailanda sunt evaluate ca fiind „ne-liberale” conform Indexului Freedom House din 2014. Pe 7 august 2024, Curtea Constituțională a Thailandei a interzis Partidul Move Forward, câștigător al alegerilor parlamentare din 2023, și tuturor liderilor săi să mai participe în politică, pe motiv că propunerea de a reforma legea lèse-majesté reprezenta o amenințare la adresa ordinii constituționale. The Economist a criticat această măsură, catalogând-o drept un exemplu de „război juridic” și făcând referire la dizolvarea partidului predecesor, Future Forward, în 2020, ca exemplu al modului în care „o alianță a forțelor conservatoare din Thailanda—incluzând monarhiștii, armata și un grup restrâns de magnați—au încercat să suprime opoziția”.
În Raportul Freedom in the World 2024 pentru Thailanda, statutul țării a fost îmbunătățit de la „ne-liber” la „parțial liber”, datorită alegerilor parlamentare competitive și formării unei noi coaliții de guvernare de către un fost partid major de opoziție, deși senatorii nealeși au asigurat excluderea partidului cu cele mai multe voturi.

### Divizii administrative
Thailanda este un stat unitar, iar serviciile administrative ale ramurii executive sunt împărțite în trei niveluri conform Legii Organizației Guvernului Național, BE 2534 (1991): central, provincial și local. Thailanda este compusă din 76 de provincii (จังหวัด, changwat), care reprezintă diviziuni administrative de prim nivel. Există, de asemenea, două districte administrate special: capitala Bangkok și Pattaya. Bangkok are statut de provincie și, prin urmare, este adesea considerat ca o provincie.
Fiecare provincie este împărțită în districte (อำเภอ, amphoe), iar districtele sunt împărțite la rândul lor în sub-districte (ตำบล, tambon). Numele capitalei fiecărei provincii (เมือง, mueang) este același cu numele provinciei. De exemplu, capitala provinciei Chiang Mai (Changwat Chiang Mai) este Mueang Chiang Mai sau Chiang Mai. Toți guvernatorii provinciilor și șefii de districte, care sunt administratorii provinciilor și districtele respective, sunt numiți de guvernul central. Provinciile Thailandei sunt uneori grupate în patru până la șase regiuni, în funcție de sursă.

### Relații internaționale

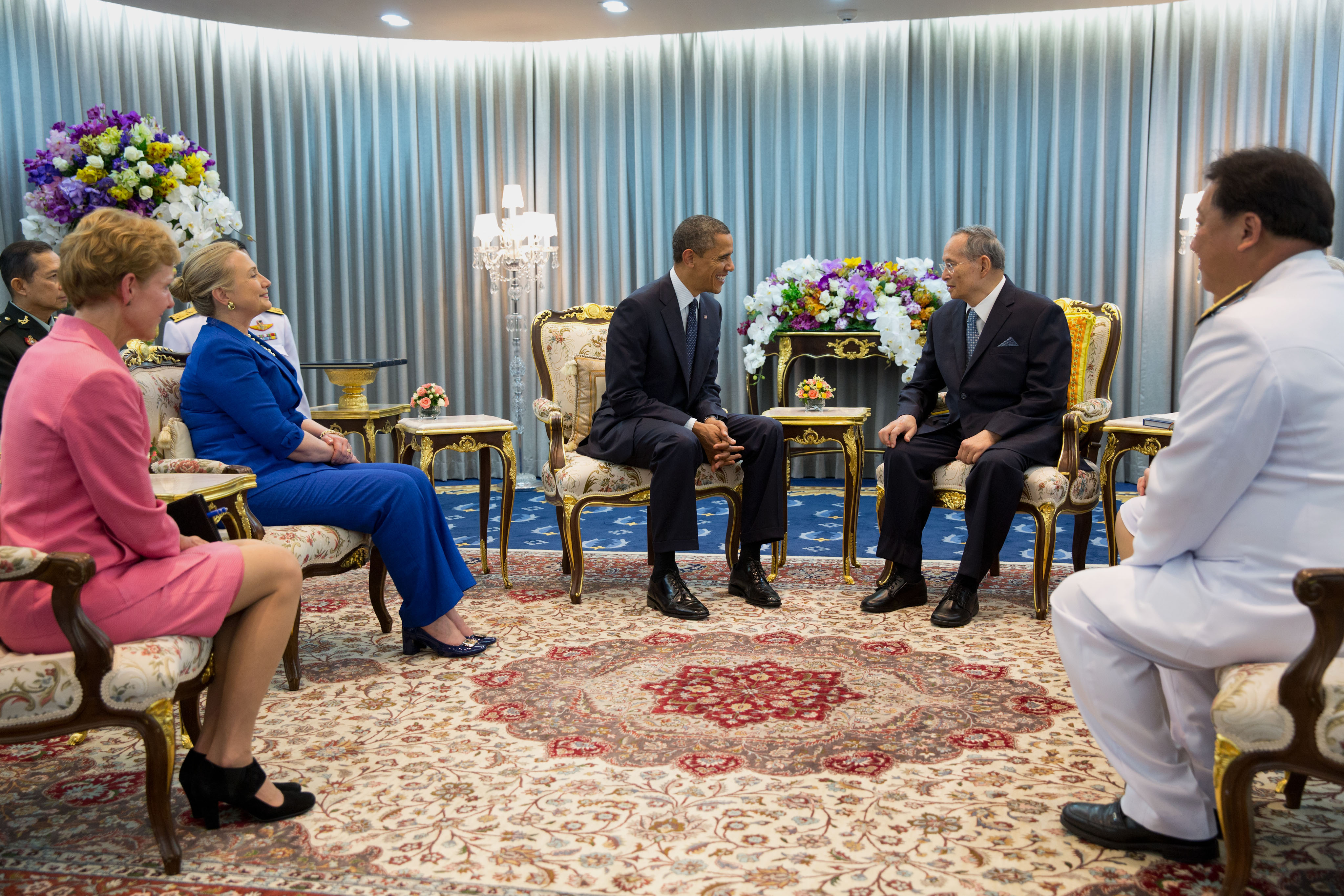
Regele Bhumibol Adulyadej într-o întâlnire cu președintele american Barack Obama, pe 18 noiembrie 2012.

Modul în care Siamul și Thailanda și-au gestionat relațiile externe a fost descris de mult timp drept „bambus care se apleacă în bătaia vântului”, o politică „întotdeauna solid înrădăcinată, dar suficient de flexibilă pentru a se adapta direcției vântului, pentru a supraviețui” sau adaptabilă și pragmatică. Pentru a-și asigura independența, a încercat să pună marile puteri una împotriva celeilalte, astfel încât să nu fie dominată de niciuna.
În timpul Războiului Rece, Thailanda a urmărit prevenirea răspândirii comunismului, alăturându-se Statelor Unite, inclusiv participând la alianța SEATO, trimițând expediții în Coreea și Vietnam și oferind SUA posibilitatea de a folosi bazele sale. Thailanda este unul dintre cei cinci membri fondatori ai Asociației Națiunilor din Asia de Sud-Est (ASEAN), creată inițial pentru a contracara comunismul. Sfârșitul Războiului din Vietnam a reprezentat un punct de cotitură în politica externă a Thailandei, care ulterior a căutat să îmbunătățească relațiile cu China comunistă și cu vecinii săi, acum comuniști. Thailanda rămâne un membru activ al ASEAN și urmărește să își proiecteze influența în cadrul acesteia. Thailanda a dezvoltat legături tot mai strânse cu ceilalți membri, progresând în cooperarea regională în domenii economice, comerciale, bancare, politice și culturale.
În anii 2000, Thailanda a jucat un rol activ pe scena internațională și a participat pe deplin în organizațiile internaționale și regionale. Este un aliat major non-NATO și este inclusă pe lista specială de supraveghere a SUA (Special 301 Report). Când Timorul de Est și-a câștigat independența față de Indonezia, Thailanda a contribuit cu trupe la eforturile internaționale de menținere a păcii. Ca parte a eforturilor sale de a-și consolida legăturile internaționale, Thailanda a stabilit relații cu organizații regionale precum Organizația Statelor Americane (OAS) și Organizația pentru Securitate și Cooperare în Europa (OSCE).
În timpul mandatului lui Thaksin Shinawatra, au fost inițiate negocieri pentru mai multe acorduri de liber schimb cu China, Australia, Bahrain, India și SUA. Thaksin a urmărit să poziționeze Thailanda ca lider regional, inițiind diverse proiecte de dezvoltare în țările vecine mai sărace. Mai controversat, el a stabilit legături apropiate și amicale cu dictatura din Birmania. Thailanda s-a alăturat invaziei conduse de SUA în Irak, trimițând un contingent umanitar până în septembrie 2004. Thailanda a contribuit, de asemenea, cu trupe la eforturile de reconstrucție din Afganistan.
În aprilie 2009, disputa de frontieră dintre Cambodgia și Thailanda a adus trupe pe teritoriul situat imediat lângă ruinele templului hindus Preah Vihear, vechi de 900 de ani, din apropierea graniței.
După lovitura de stat din 2014, Thailanda s-a orientat mai mult către China. Creșterea influenței chineze și fluxurile de capital au determinat unii membri ai parlamentului să exprime îngrijorări cu privire la posibilitatea ca Thailanda să devină o „colonie economică” a Chinei, după numeroase concesii.
În timpul conflictului militar Israel-Hamas din 2023, premierul Thailandei a declarat inițial că guvernul său condamnă ferm atacul împotriva Israelului și își exprimă cele mai profunde condoleanțe guvernului și poporului israelian. Ulterior, guvernul și-a schimbat poziția și a anunțat că Thailanda adoptă o poziție neutră în acest conflict. În acest conflict, 28 de cetățeni thailandezi au fost uciși.

### Armata

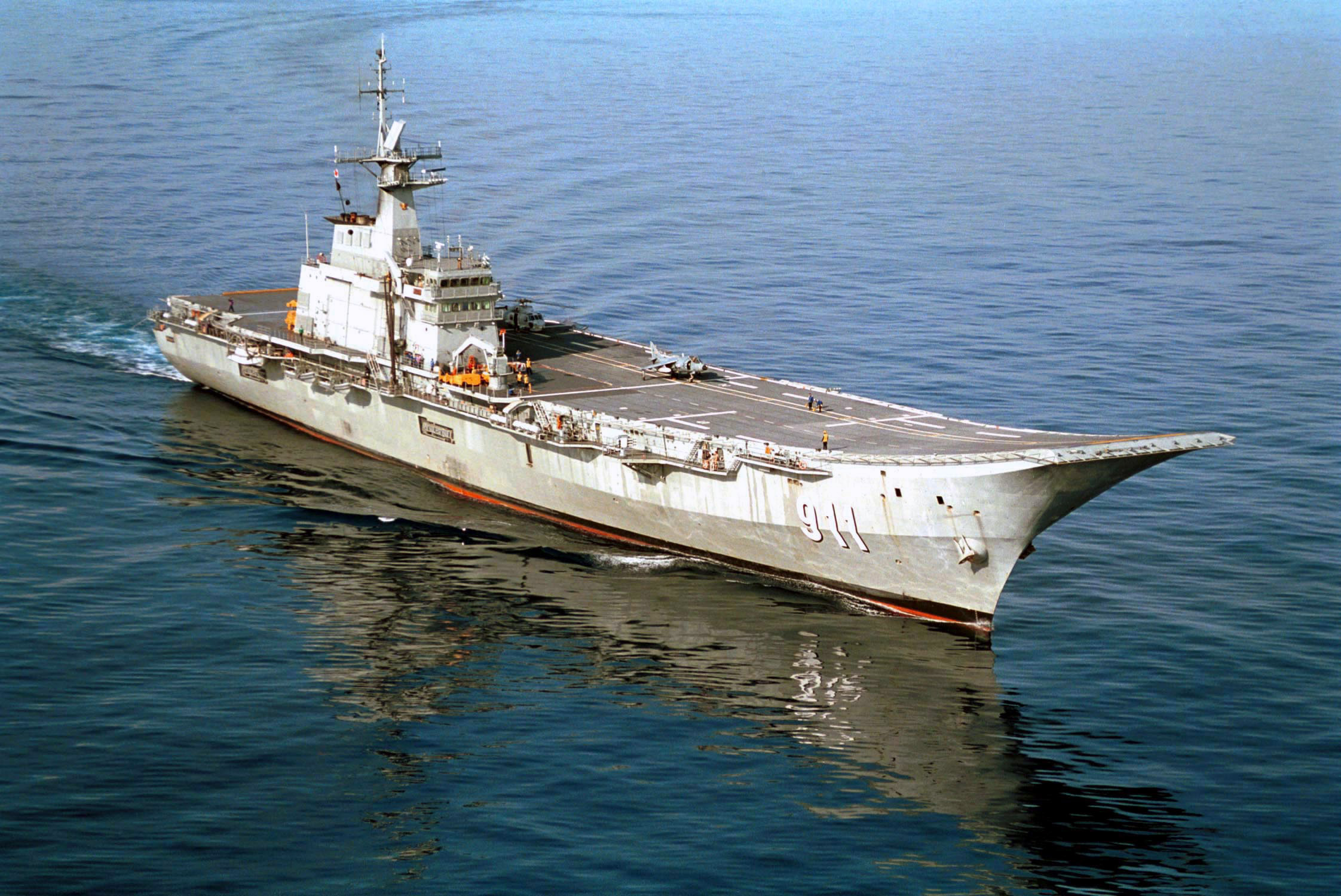
HTMS Chakri Naruebet, un portavion al Marinei Regale Thailandeze.

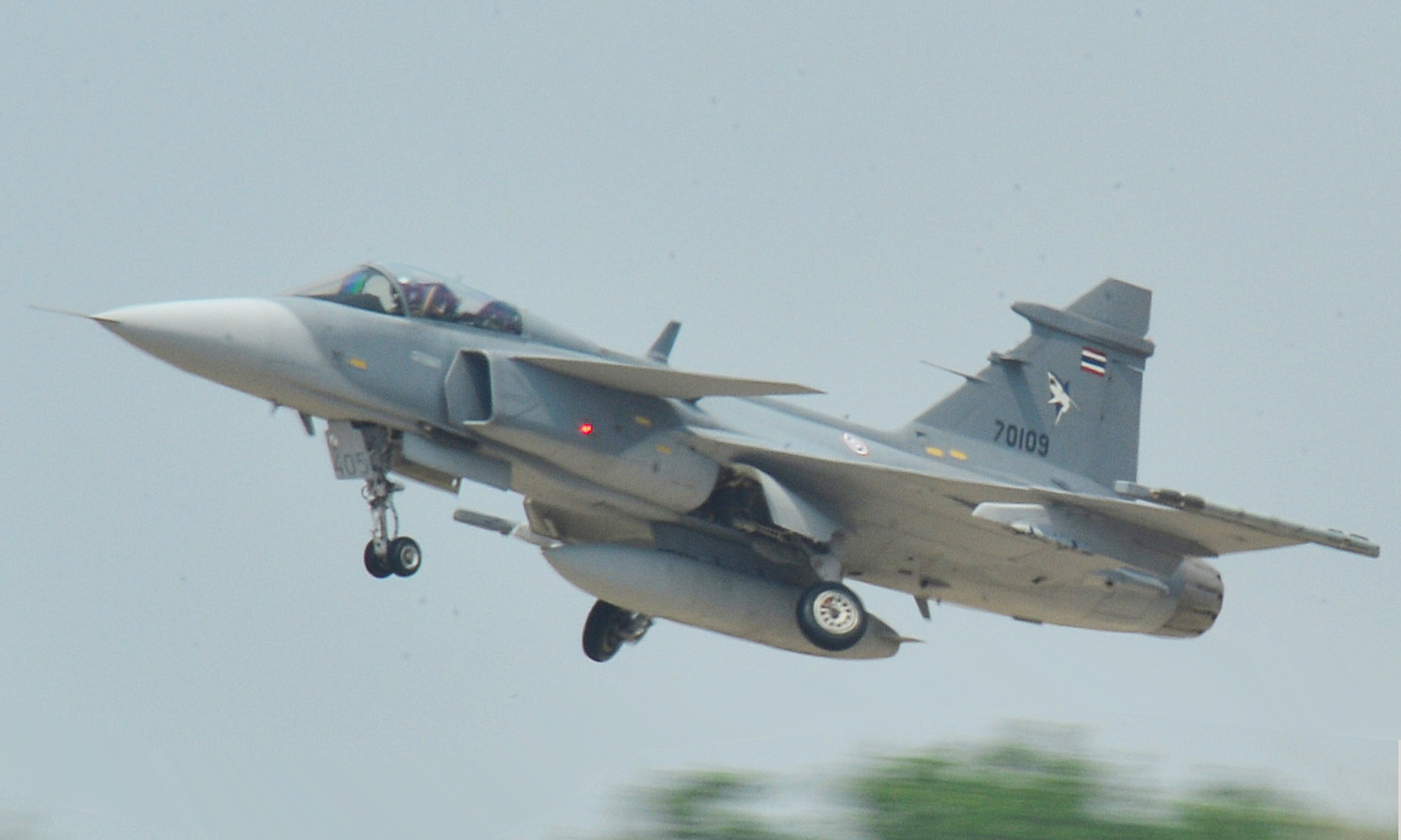
Un JAS 39 Gripen al Forțelor Aeriene Regale Thailandeze.

Forțele Armate Regale Thailandeze (กองทัพไทย; RTGS: Kong Thap Thai) constituie armata Regatului Thailandei. Acestea includ Armata Regală Thailandeză (กองทัพบกไทย), Marina Regală Thailandeză (กองทัพเรือไทย) și Forțele Aeriene Regale Thailandeze (กองทัพอากาศไทย). De asemenea, ele încorporează diverse forțe paramilitare.
Forțele Armate Thailandeze au un efectiv combinat de 306.000 de membri activi și alți 245.000 de rezerviști activi. Șeful Forțelor Armate Thailandeze (จอมทัพไทย, Chom Thap Thai) este regele, deși această funcție este doar nominală. Forțele armate sunt gestionate de Ministerul Apărării din Thailanda, condus de ministrul apărării (membru al cabinetului Thailandei) și comandate de Cartierul General al Forțelor Armate Regale Thailandeze, care este la rândul său condus de șeful apărării din Thailanda.
Bugetul anual de apărare al Thailandei aproape s-a triplat, crescând de la 1,98 miliarde USD în 2005 la 5,88 miliarde USD în 2016, reprezentând aproximativ 1,4% din PIB. În septembrie 2015, Thailanda s-a clasat pe locul 16 la nivel global în Indicele Puterii Militare conform raportului Credit Suisse. Armata are, de asemenea, misiuni umanitare, cum ar fi escortarea refugiaților Rohingya către Malaysia sau Indonezia, sau asigurarea securității și bunăstării refugiaților în timpul crizei refugiaților din Indochina.
Conform constituției, serviciul militar este o datorie a tuturor cetățenilor thailandezi. Thailanda încă utilizează un sistem de recrutare activă pentru bărbații de peste 21 de ani. Durata serviciului activ variază în funcție de perioada de pregătire în rezervă ca Student de Apărare Teritorială și de nivelul educației. Cei care au completat trei ani sau mai mult de pregătire în rezervă sunt scutiți în totalitate. Această practică a fost mult timp criticată, iar unele medii de informare îi pun la îndoială eficacitatea și valoarea. Se afirmă că recruții ajung să fie slujitori pentru ofițeri superiori sau funcționari în magazinele cooperativelor militare.
Într-un raport publicat în martie 2020, Amnesty International a acuzat că recruții armatei thailandeze sunt supuși abuzurilor instituționalizate, mușamalizate sistematic de autoritățile militare.
Criticii observă că obiectivul principal al armatei thailandeze este de a gestiona amenințările interne, mai degrabă decât cele externe. Comandamentul pentru Operațiuni de Securitate Internă este considerat brațul politic al armatei thailandeze, având funcții sociale și politice care se suprapun cu birocrația civilă. De asemenea, are o misiune anti-democratică.
Armata este cunoscută pentru numeroasele incidente de corupție, inclusiv acuzații de trafic de persoane și nepotism în promovarea ofițerilor de rang înalt. De asemenea, este profund implicată în politică. Recent, mai mult de 100 de senatori numiți sunt activi sau foști militari.
Thailanda este a 75-a cea mai pașnică țară din lume, conform Indicelui Global al Păcii din 2024.

## Economie
| GDPNominal                                 | ฿14.53 trilionane (2016)    |
| Creșterea PIB-ului (Produsul Intern Brut). | 3.9% (2017)                 |
| Inflația generală.                         | 0.7% (2017)                 |
| Inflația de bază.                          | 0.6% (2017)                 |
| Rata de ocupare a populației.              | 68.0% (2017):29             |
| Șomaj                                      | 1.2% (2017)                 |
| Datoria publică totală.                    | ฿6.37 trilioane (Dec. 2017) |
| Sărăcia.                                   | 8.61% (2016):36             |
| Produsul net al gospodăriei.               | ฿20.34 trilioane (2010):2   |

Economia Thailandei este puternic dependentă de exporturi, acestea reprezentând mai mult de două treimi din produsul intern brut (PIB). Thailanda exportă anual bunuri și servicii în valoare de peste 105 miliarde USD. Principalele exporturi includ mașini, Computere, Electrocasnice, Orez, textile și încălțăminte, produse piscicole, Cauciuc și bijuterii.
Thailanda este o economie emergentă și este considerată o țară recent industrializată. În 2017, PIB-ul Thailandei era de 1,236 trilioane USD (pe baza parității puterii de cumpărare). Thailanda este a doua cea mai mare economie din Asia de Sud-Est, după Indonezia. Din punct de vedere al distribuției averii în regiune, Thailanda se află la mijlocul clasamentului, fiind a patra cea mai bogată națiune după PIB pe cap de locuitor, după Singapore, Brunei și Malaezia.
Thailanda funcționează ca o economie ancoră pentru economiile în curs de dezvoltare ale vecinilor săi, Laos, Myanmar și Cambodgia. În al treilea trimestru al anului 2014, rata șomajului din Thailanda era de 0,84%, conform Consiliului Național pentru Dezvoltare Economică și Socială al Thailandei (NESDB).
În 2017, economia thailandeză a crescut cu 3,9% ajustat pentru inflație, față de 3,3% în 2016, marcând cea mai rapidă expansiune din 2012. Cheltuielile publice ridicate, mai ales în timpul pandemiei de COVID-19, au determinat autoritățile să crească plafonul datoriei publice din Thailanda de la 60% la 70% din PIB.
Începând cu 2024, Thailanda se confruntă cu productivitate scăzută, un sistem educațional slab, datorii mari ale gospodăriilor, investiții private reduse și o creștere economică lentă. Un grup de cercetare economică a prognozat o creștere anuală a PIB-ului sub 2% în următoarele decenii, în lipsa unor reforme structurale.

### Diferențe de venit

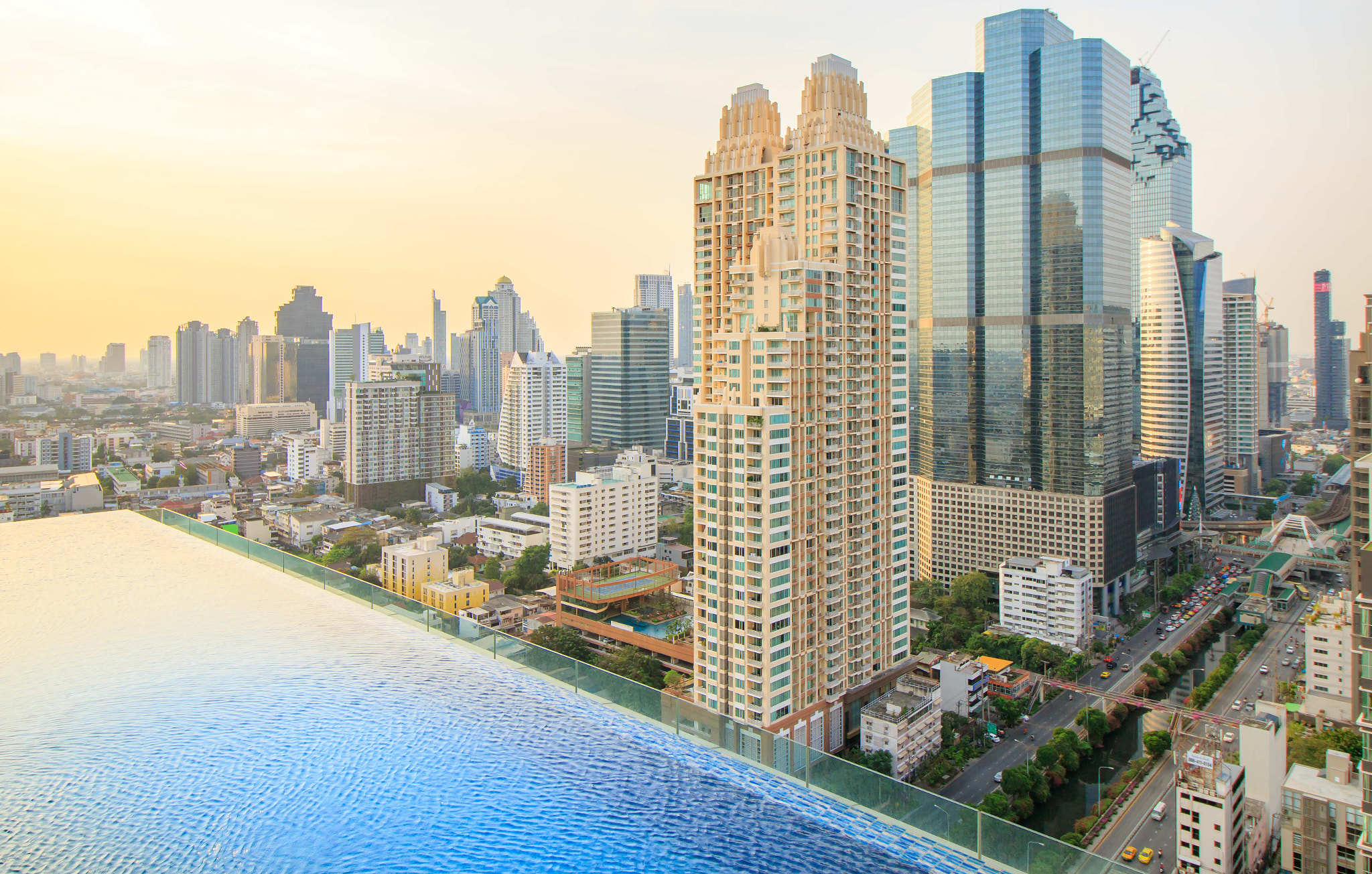
Sathorn din Bangkok este un cartier de afaceri plin de zgârie-nori, care găzduiește hoteluri importante și ambasade.

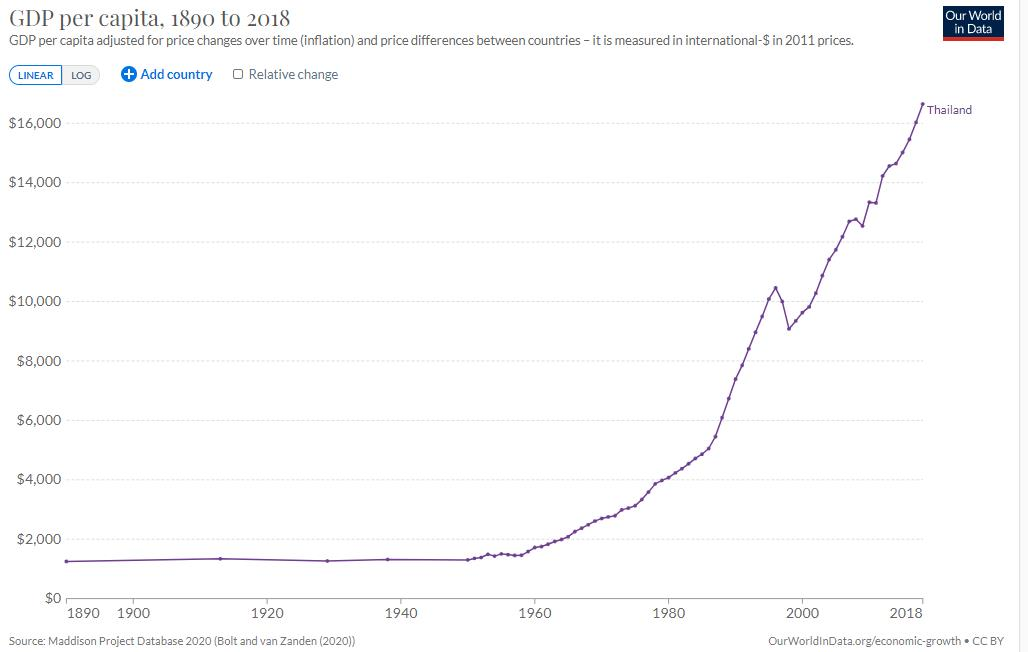
Evoluția PIB-ului real pe cap de locuitor, 1890–2018.

În 2016, thailandezii aveau o avere mediană per adult de 1.469 USD, în creștere de la 605 USD în 2010. În același an, Thailanda s-a clasat pe locul 87 în Indicele Dezvoltării Umane (HDI) și pe locul 70 în HDI ajustat pentru inegalitate.
În 2017, venitul mediu lunar al gospodăriilor thailandeze era de 26.946 baht. Gospodăriile din cel mai bogat quintil aveau 45,0% din venitul total, în timp ce gospodăriile din cel mai sărac quintil aveau doar 7,1%. Aproximativ 26,9 milioane de persoane din cele mai sărace 40% din gospodării câștigau mai puțin de 5.344 baht per persoană pe lună. În timpul crizei politice din Thailanda din 2013–2014, un sondaj a arătat că majoritatea susținătorilor mișcării anti-guvernamentale PDRC (32%) aveau un venit lunar de peste 50.000 baht, în timp ce majoritatea susținătorilor mișcării pro-guvernamentale UDD (27%) câștigau între 10.000 și 20.000 baht pe lună.
În 2014, Credit Suisse a raportat că Thailanda era a treia cea mai inegală țară din lume, după Rusia și India. Cele mai bogate 10% dintre gospodării dețineau 79% din averea țării, iar cel mai bogat 1% controla 58% din active. Cele mai bogate 50 de familii din Thailanda aveau o avere netă totală echivalentă cu 30% din PIB. Banca Thailandei a raportat că, între 2006 și 2016, cele mai mari 5% dintre companiile din Thailanda generau 85% din veniturile corporative ale națiunii, în timp ce doar 6% din companii operau în industriile de export, care reprezentau 60% din PIB.
În 2016, 5,81 milioane de oameni trăiau în sărăcie, sau 11,6 milioane (17,2% din populație) dacă includem și cei considerați „aproape săraci”. Proporția celor săraci în raport cu populația totală din fiecare regiune era de 12,96% în nord-est, 12,35% în sud și 9,83% în nord. În 2017, 14 milioane de persoane au solicitat asistență socială (venitul anual trebuia să fie mai mic de 100.000 baht pentru a fi eligibil).
În primul trimestru al anului 2023, datoriile gospodăriilor din Thailanda totalizau 14,6 trilioane baht, sau 89,2% din PIB; datoria medie pe gospodărie era de aproximativ 500.000 baht. În 2016, se estima că existau aproximativ 30.000 de persoane fără adăpost în țară.

### Export și Producție
Economia Thailandei este puternic dependentă de exporturi, acestea reprezentând mai mult de două treimi din produsul intern brut (PIB). Principalele exporturi includ automobile, computere, electrocasnice, orez, textile și încălțăminte, produse piscicole, cauciuc și bijuterii. În 2022, exporturile de bunuri ale Thailandei au fost în valoare de aproximativ 290 miliarde USD, în timp ce importurile au totalizat aproximativ 305 miliarde USD.
Industriile semnificative includ electrocasnice, componente electronice, componente pentru computere și vehicule. Redresarea Thailandei după criza financiară asiatică din 1997–1998 s-a bazat în principal pe exporturi, alături de alți factori. Începând cu 2012, industria auto thailandeză era cea mai mare din Asia de Sud-Est și a 9-a cea mai mare din lume. Industria auto din Thailanda are o producție anuală de aproximativ 1,5 milioane de vehicule, majoritatea fiind vehicule comerciale.
Cele mai multe vehicule produse în Thailanda sunt dezvoltate și licențiate de producători străini, în principal japonezi și americani. Industria auto thailandeză beneficiază de Zona de Liber Schimb ASEAN (AFTA) pentru a găsi piețe de desfacere pentru multe dintre produsele sale. Opt producători – cinci japonezi, doi americani și Tata Motors din India – produc camioane pick-up în Thailanda.
Începând cu anul 2012, datorită taxării favorabile pentru pick-up-uri cu 2 uși (doar 3–12% față de 17–50% pentru mașinile de pasageri), Thailanda era al doilea cel mai mare consumator de pick-up-uri din lume, după SUA. În 2014, pick-up-urile reprezentau 42% din toate vânzările de vehicule noi în Thailanda.

### Turism

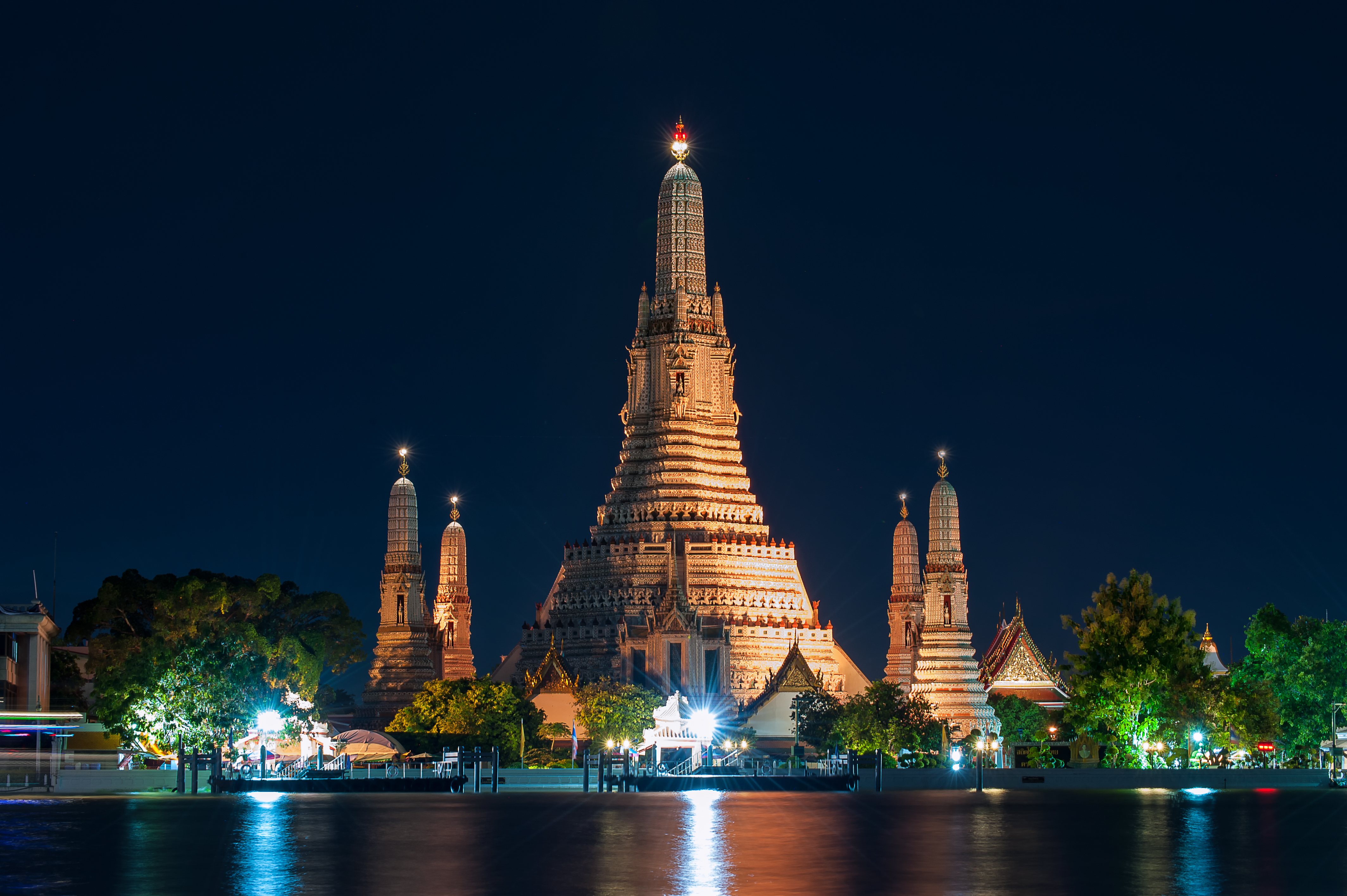
Wat Arun, din Bangkok, este unul dintre cele mai cunoscute repere ale Thailandei.

Turismul reprezintă aproximativ 6% din economia Thailandei. Înainte de pandemie, Thailanda era a opta cea mai vizitată țară din lume, conform clasamentelor Organizației Mondiale a Turismului a Națiunilor Unite. În 2019, Thailanda a primit 39,8 milioane de turiști internaționali, depășind Regatul Unit și Germania, și s-a clasat pe locul patru în ceea ce privește veniturile din turism internațional, generând 60,5 miliarde de dolari SUA.
În 2013, Thailanda a fost cea mai vizitată țară din Asia de Sud-Est, conform Organizației Mondiale a Turismului. Veniturile din turism, contribuind direct la PIB-ul Thailandei de 12 trilioane de baht, variază între 9% (1 trilion de baht, în 2013) și 16%. Dacă sunt incluse și efectele indirecte ale turismului, acesta reprezintă 20,2% (2,4 trilioane de baht) din PIB-ul Thailandei.
Turiștii asiatici vizitează în principal Bangkok și atracțiile istorice, naturale și culturale din apropiere. Turiștii occidentali vizitează nu doar Bangkok și zonele adiacente, ci călătoresc și spre plajele și insulele din sud. Nordul Thailandei este principala destinație pentru drumeții și turism de aventură, datorită diversității grupurilor etnice și munților împăduriți. Regiunea cea mai puțin vizitată de turiști este Isan. Pentru a veni în sprijinul vizitatorilor străini, au fost înființate birouri de poliție turistică în principalele zone turistice, alături de un număr de urgență.
Thailanda este a cincea cea mai mare destinație din lume pentru turismul medical, conform Consiliului Mondial al Turismului și Călătoriilor, atrăgând peste 2,5 milioane de vizitatori în 2018, fiind pe primul loc în Asia. Țara este populară pentru practicarea tot mai frecventă a operațiilor de schimbare de sex (SRS) și a chirurgiei estetice. Între 2010 și 2012, peste 90% dintre turiștii medicali au călătorit în Thailanda pentru SRS.
Prostituția și turismul sexual în Thailanda formează o parte a economiei. Campaniile promovează Thailanda ca o destinație exotică pentru a atrage turiști. O estimare publicată în 2003 a evaluat comerțul sexual la 4,3 miliarde de dolari pe an, aproximativ 3% din economia Thailandei.

### Agricultură și resurse

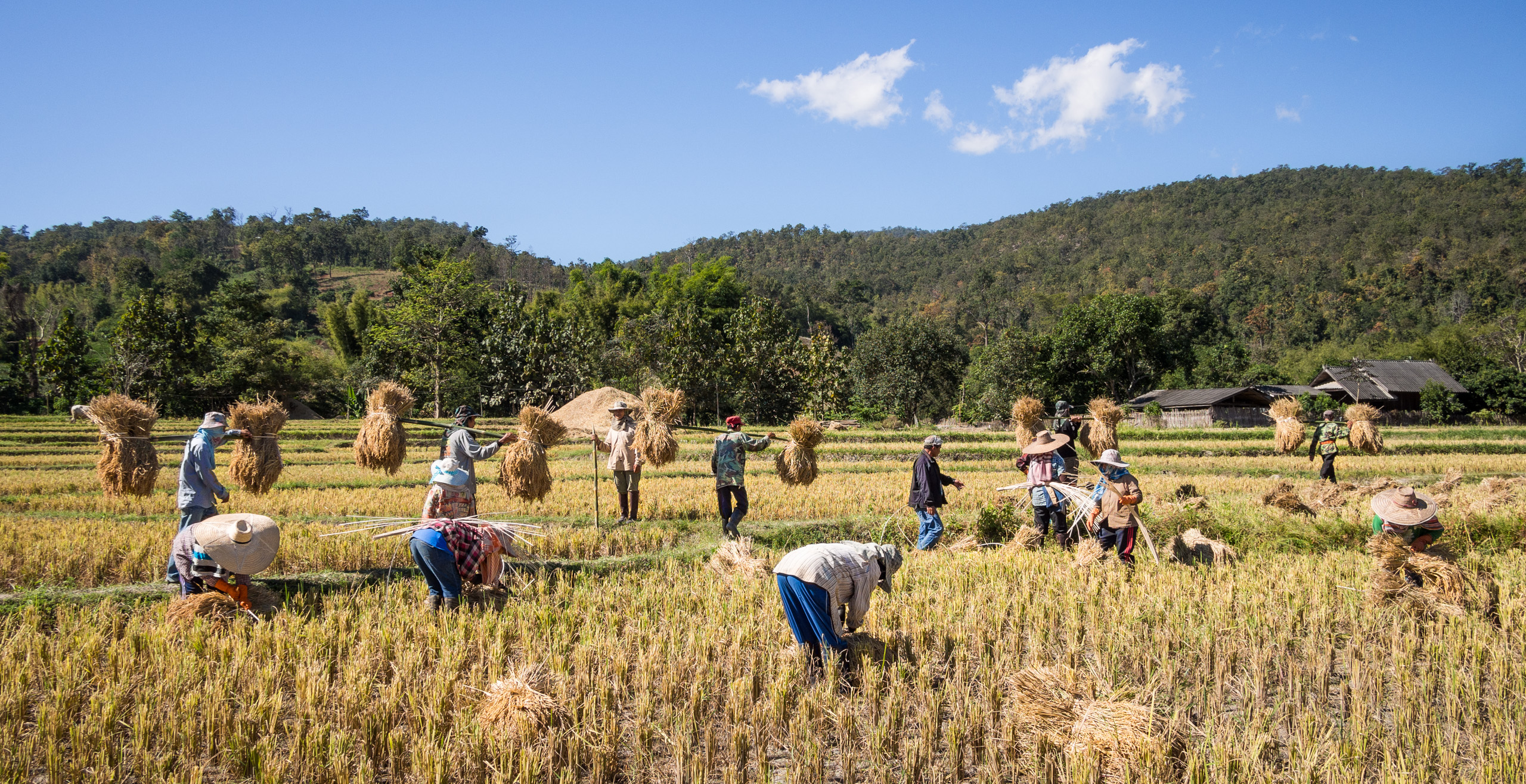
Thailanda a fost de mult timp unul dintre cei mai mari exportatori de orez din lume.

Patruzeci și nouă la sută din forța de muncă a Thailandei este angajată în agricultură, în scădere față de 70% în 1980. Orezul este cea mai importantă cultură a țării, iar Thailanda a fost mult timp cel mai mare exportator de orez din lume, de curând fiind depășită de India și Vietnam. Thailanda are cel mai mare procent de teren arabil din Subregiunea Mekongului Superior, reprezentând 27,25%. Aproximativ 55% din suprafața terenurilor arabile este utilizată pentru producția de orez.
Agricultura din Thailanda trece printr-o tranziție de la metode tradiționale și intens manuale la un sector mai industrializat și competitiv. Între 1962 și 1983, sectorul agricol a crescut cu o medie de 4,1% pe an, iar între 1983 și 2007, creșterea a continuat la o rată de 2,2% pe an. Contribuția relativă a agriculturii la PIB a scăzut, în timp ce exporturile de bunuri și servicii au crescut.
În plus, accesul la biocapacitate în Thailanda este mai mic decât media mondială. În 2016, Thailanda avea 1,2 hectare globale de biocapacitate pe persoană în teritoriul său, puțin sub media mondială de 1,6 hectare globale pe persoană. În schimb, în același an, utilizarea biocapacității a fost de 2,5 hectare globale de consum, ceea ce înseamnă că Thailanda folosește de aproximativ două ori mai multă biocapacitate decât dispune, rezultând un deficit ecologic.

### Economia informală

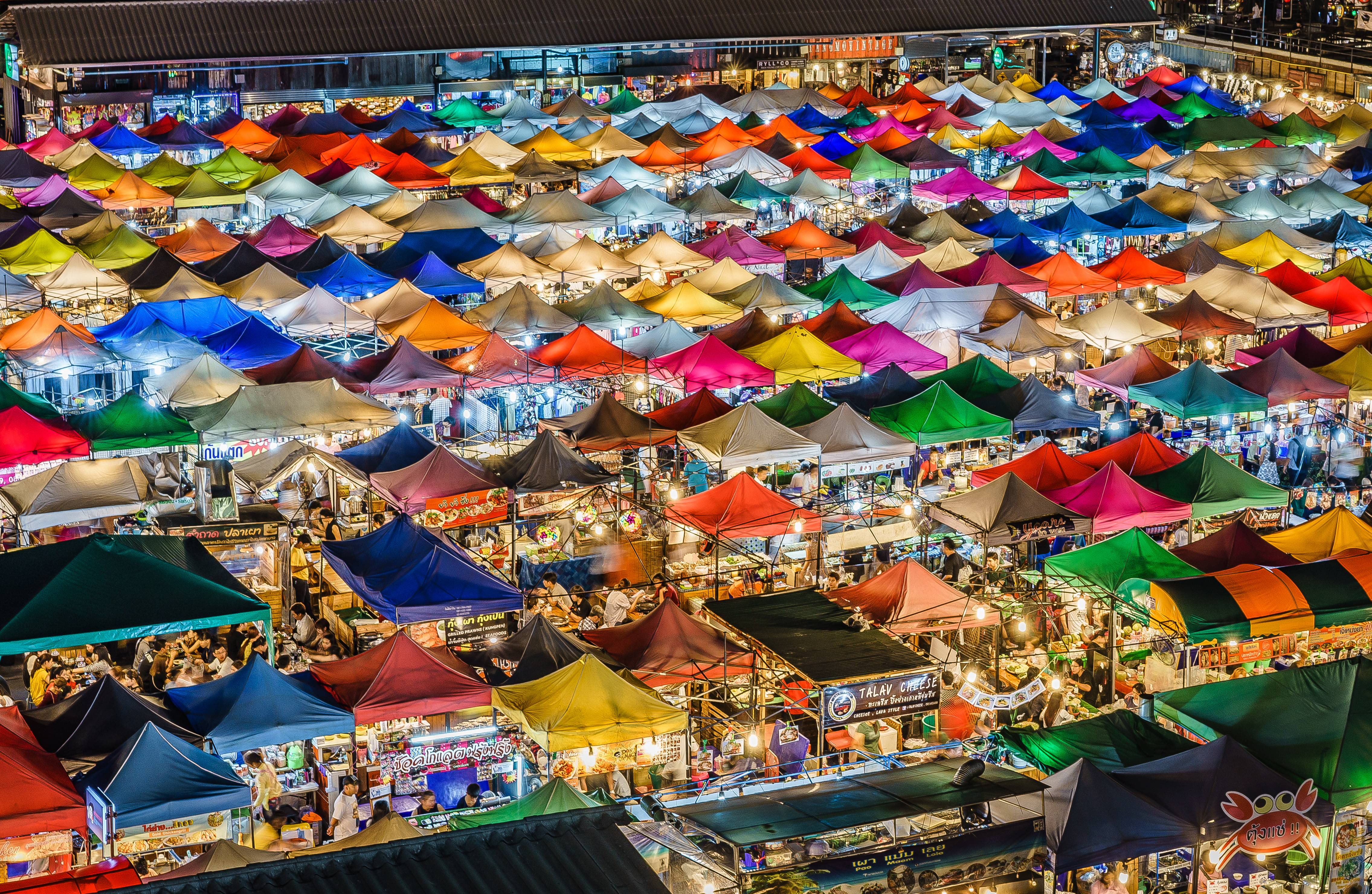
Piața de noapte The Train din Bangkok.

În 2012, s-a estimat că muncitorii informali reprezentau 62,6% din forța de muncă a Thailandei. Ministerul Muncii definește muncitorii informali ca fiind indivizi care lucrează în economii informale și nu au statut de angajați conform Legii Protecției Muncii (LPA) din țara respectivă. Sectorul informal din Thailanda a crescut semnificativ în ultimele șase decenii, pe măsură ce economia țării a trecut treptat de la o bază agricolă la una mai industrializată și orientată spre servicii.
Între 1993 și 1995, 10% din forța de muncă thailandeză s-a mutat din sectorul agricol către locuri de muncă urbane și industriale, în special în sectorul manufacturier. Se estimează că, între 1988 și 1995, numărul muncitorilor din fabrici s-a dublat, de la două la patru milioane, în timp ce PIB-ul Thailandei s-a triplat.
Deși criza financiară asiatică din 1997 a afectat grav economia Thailandei, sectorul industrial a continuat să se extindă pe fondul dereglementărilor, deoarece Thailanda a fost obligată să adopte o serie de reforme de ajustare structurală pentru a primi finanțare de la FMI și Banca Mondială. Aceste reforme au promovat privatizarea, liberalizarea comerțului și reducerea subvențiilor guvernamentale pentru bunuri și utilități publice, sprijinirea prețurilor agricole și reglementările privind salariile echitabile și condițiile de muncă.
Mulți fermieri migranți au acceptat locuri de muncă în ateliere de lucru și fabrici, unde reglementările muncii erau minime, iar condițiile adesea exploatatoare. Cei care nu au găsit locuri de muncă formale în fabrici, inclusiv migranții ilegali și familiile migranților rurali thailandezi, au fost afectați de reglementările impuse prin programele de ajustare structurală. Cercetătorii susțin că consecințele economice și costurile sociale ale reformelor pieței muncii din Thailanda, în urma crizei financiare asiatice din 1997, au căzut asupra indivizilor și familiilor, mai degrabă decât asupra statului.
Munca informală în divertisment și viața de noapte implică vulnerabilități suplimentare, inclusiv recrutarea în cercuri de exploatare sexuală și trafic de persoane. Un studiu din 2012 a arătat că 64% dintre muncitorii informali nu au absolvit educația mai departe de școala primară. Mulți muncitori informali sunt migranți, dintre care doar o parte au statut legal în țară. Sectorul muncii informale nu este recunoscut în cadrul Legii Protecției Muncii (LPA). Politicile de securitate socială din Thailanda nu oferă protecție împotriva accidentelor la locul de muncă, șomajului sau asigurării pentru pensionare. Mulți muncitori informali nu au contracte legale de muncă și nu câștigă un salariu decent.
Zeci de mii de migranți din țările vecine se confruntă cu exploatare în câteva industrii, în special în pescuit, unde au fost raportate condiții asemănătoare sclaviei.

### Știință și tehnologie

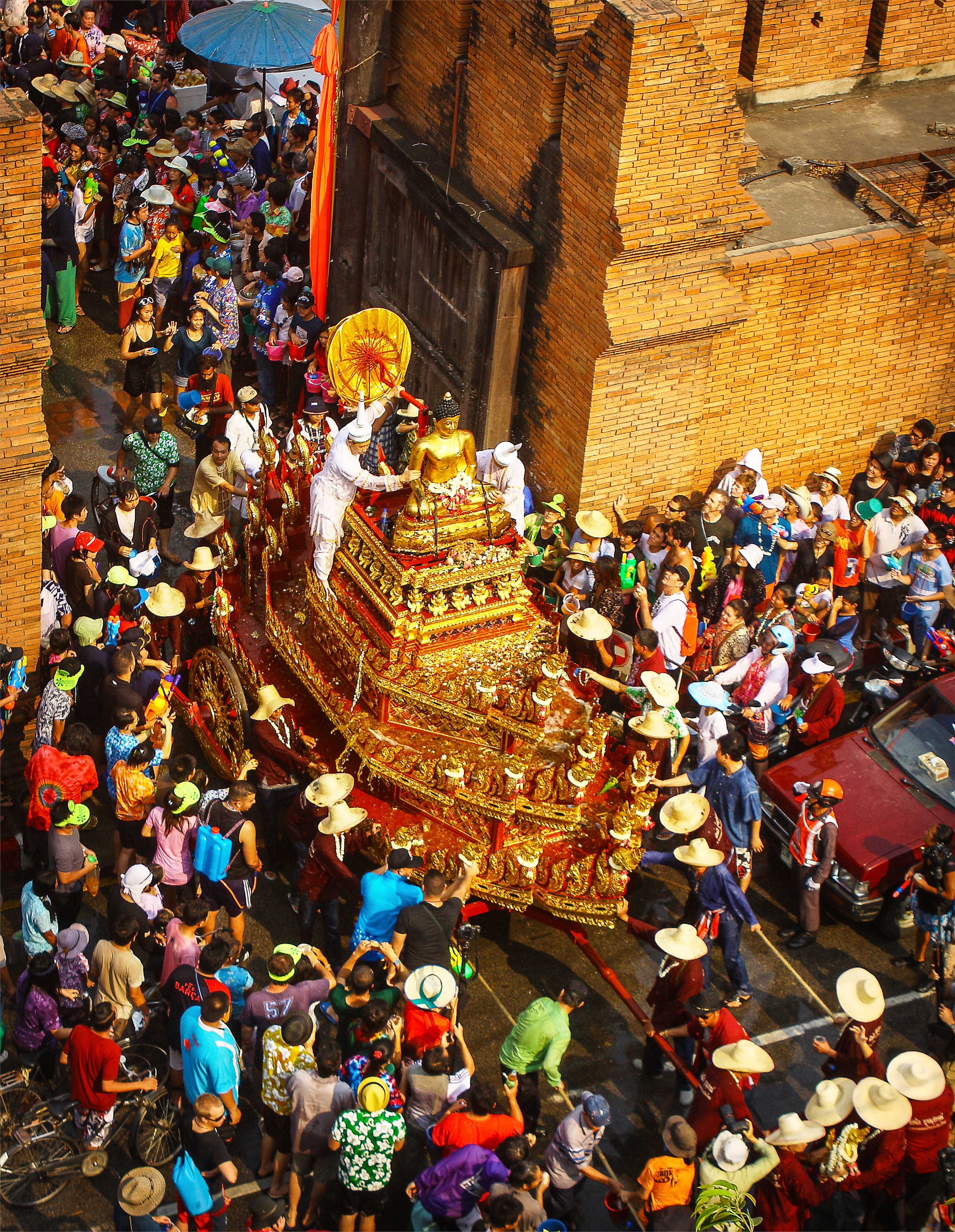
Festivalul Songkran, zidul orașului vechi din Chiang Mai.

Thailanda s-a clasat pe locul 41 în Indicele Global al Inovației din 2024. Ministerul Învățământului Superior, Științei, Cercetării și Inovării și agențiile sale supraveghează dezvoltarea științei, tehnologiei și cercetării în Thailanda. Potrivit Consiliului Național de Cercetare al Thailandei, țara a alocat 1,1% din PIB pentru cercetarea și dezvoltarea științei în 2019, având peste 166.788 de persoane implicate în cercetare și dezvoltare echivalent normă întreagă în acel an.

## Infrastructură

### Transport

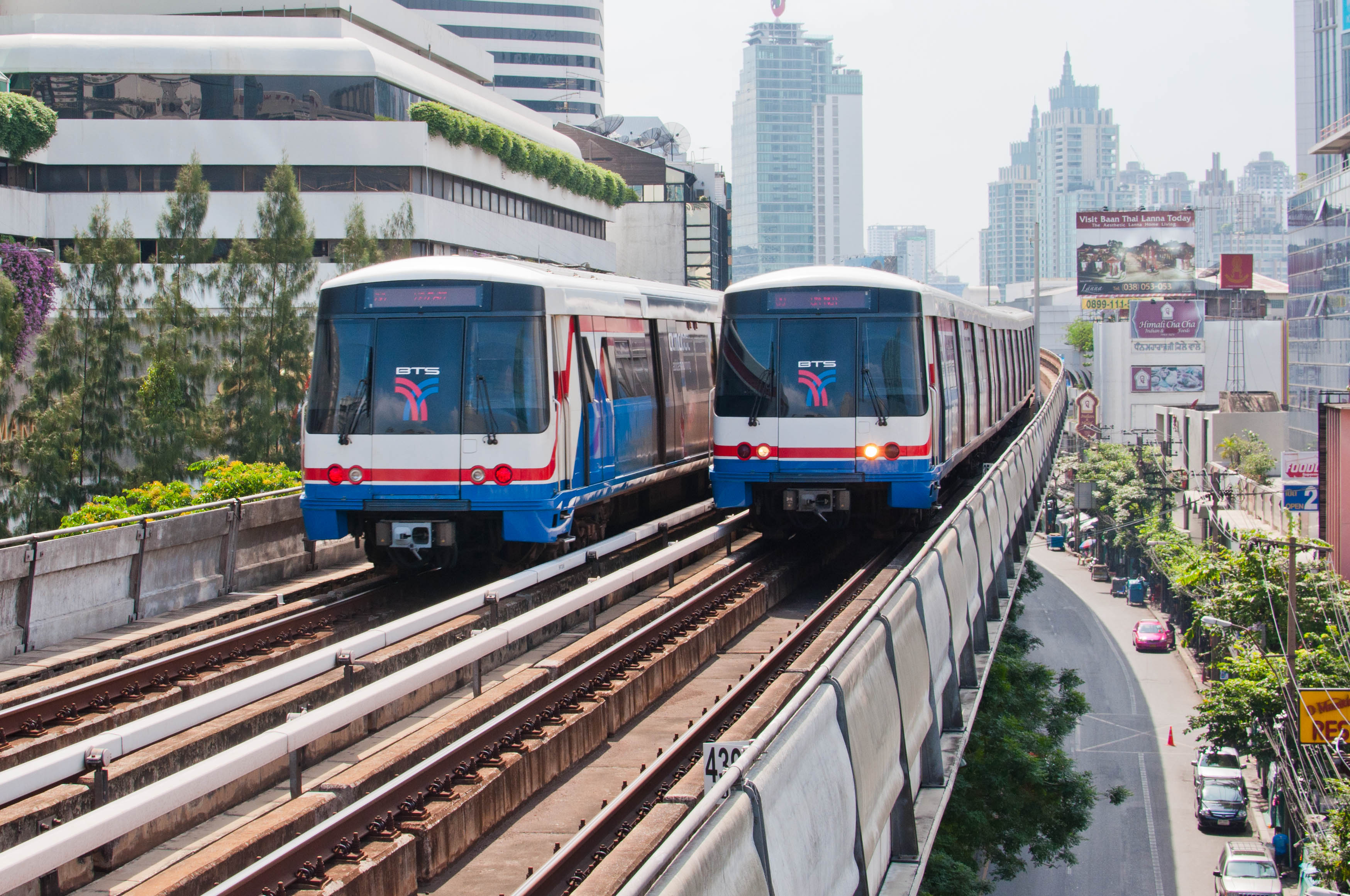
BTS Skytrain este un sistem de transport rapid suspendat din Bangkok.

Căile Ferate de Stat ale Thailandei (SRT) administrează toate liniile feroviare naționale ale țării. Krung Thep Aphiwat Central Terminal și Bangkok (Hua Lamphong) sunt principalele terminale ale rutelor interurbane. Phahonyothin și ICD Lat Krabang sunt principalele terminale de marfă. În 2024, SRT avea 4.507 km de cale ferată, toate cu ecartament metric. Aproape toate liniile sunt cu o singură cale (2.847,1 km), deși unele secțiuni importante din jurul Bangkokului sunt cu dublă cale (1.089,9 km) sau cu trei căi (107 km), iar planurile prevăd extinderea acestora.
Transportul feroviar în Bangkok include servicii pe distanțe lungi. În capitală există patru sisteme de transport feroviar rapid: BTS Skytrain, MRT, liniile roșii SRT și Airport Rail Link. În Bangkok, două proiecte eșuate de transport feroviar rapid, Lavalin Skytrain și Bangkok Elevated Road and Train System, au precedat Master Planul pentru Transport Rapid din Regiunea Metropolitană Bangkok, aprobat de cabinet pe 27 septembrie 1994 și implementat din 1995 până în prezent.
Thailanda are 390.000 de kilometri de autostrăzi. În 2017, existau peste 462.133 de drumuri și 37 de milioane de vehicule înregistrate, dintre care 20 de milioane erau motociclete. Multe drumuri cu două benzi au fost transformate în drumuri cu patru benzi. În Regiunea Metropolitană Bangkok, există mai multe autostrăzi cu acces controlat. Doar în Bangkok, operează 4.125 de microbuze pe 114 rute. Alte forme de transport rutier includ tuk-tuk-urile, taxiurile—peste 80.647 de taxiuri înregistrate la nivel național în 2018—microbuzele, motocicletele-taxi și songthaew-urile.
În 2012, Thailanda avea 103 aeroporturi cu 63 de piste pavate, precum și 6 heliporturi. Cel mai aglomerat aeroport din țară este Aeroportul Suvarnabhumi din Bangkok.

### Energie
75% din producția de energie electrică a Thailandei era alimentată de gaze naturale în 2014. Centralele electrice pe bază de cărbune produceau încă 20% din electricitate, restul provenind din biomasă, hidroenergie și biogaz. Comparativ cu alte țări din ASEAN, Thailanda este cel mai mare importator de Gaze naturale după greutate. În 2022, producția de petrol și gaze a Thailandei a scăzut cu 19%, respectiv 17%.
Guvernul, în 2018, a dezvoltat Planul de Dezvoltare a Energiei Alternative 2018–2037 (AEDP 2018). Planul stabilește obiective pentru creșterea energiei regenerabile la aproape 30.000 MW până în 2037.

## Demografie
Grupuri etnice din Thailanda, estimare din 2015 conform The World Factbook.
     Thailandezi (97,5%)
     Birmani. (1,3%)
     Altele (1,1%)
     Nespecificat (0,1%)
Thailanda are o populație estimată la 71,7 milioane de locuitori în 2023. Primul recensământ al Thailandei, realizat în 1909, a raportat o populație de 8,2 milioane de persoane. Populația Thailandei este predominant rurală, concentrată în zonele de cultivare a orezului din regiunile centrale, nord-estice și nordice. Aproximativ 44,2% din populația Thailandei locuia în zone urbane în 2010, în creștere lentă față de 29,4% în recensământul din 1990 și 31,1% în cel din 2000.
Programul guvernamental de planificare familială al Thailandei a dus la o scădere dramatică a creșterii populației, de la 3,1% în 1960 la aproximativ 0,4% în prezent. În 1970, o gospodărie thailandeză avea în medie 5,7 membri; în 2022, dimensiunea medie a unei gospodării thailandeze era de 3 persoane. În prezent, peste 20% din populație are peste 60 de ani, iar rata scăzută a natalității ridică provocări economice. Raportul de gen între bărbați și femei este de 1,05, cu un ușor avantaj numeric al bărbaților.

### Grupuri etnice

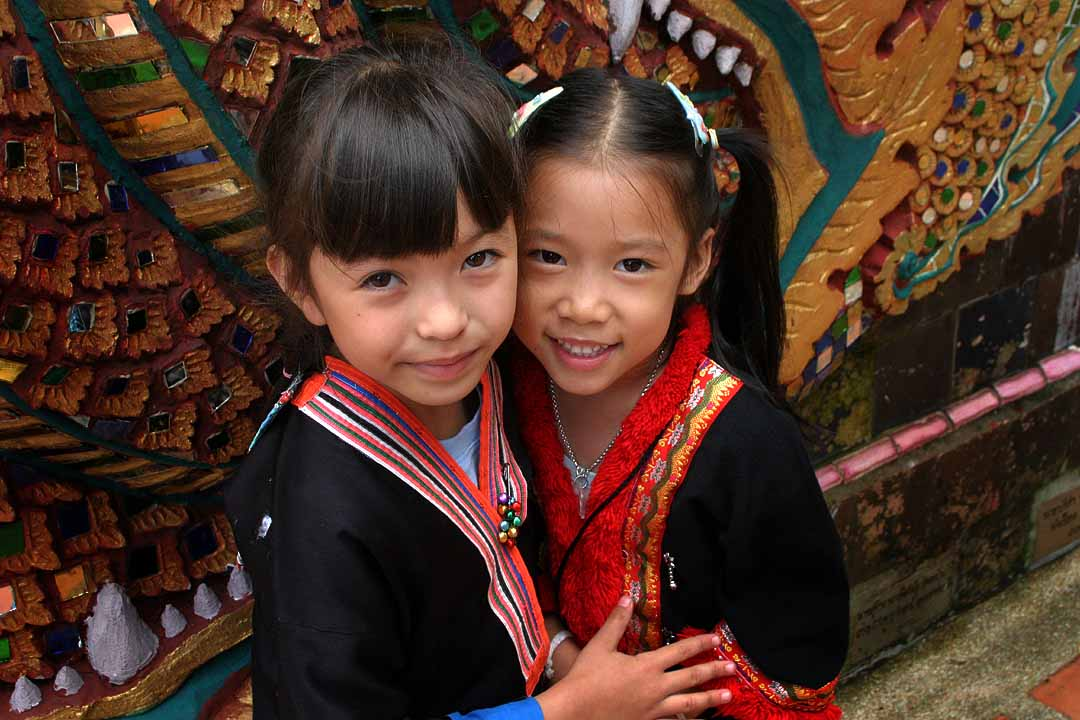
Fete din triburile de colină din nord-estul Thailandei.

În 2010, populația Thailandei era alcătuită în proporție de 95,9% din thailandezi. Restul de 4,1% includea birmanezi (2,0%), alte grupuri etnice (1,3%) și persoane neprecizate (0,9%).
Conform cercetărilor genetice, populația thailandeză actuală este împărțită în trei grupuri: grupul nordic (Khon Mueang), care are legături strânse cu grupurile etnice Tai din sudul Chinei; grupul din nord-est (poporul Isan), format dintr-un amestec de Tai și diverse grupuri etnice vorbitoare de limbi austroasiatice; iar grupurile centrale și sudice (denumite anterior siamezi), care împărtășesc profiluri genetice puternice cu poporul Mon.
Conform Raportului Național al Guvernului Thailandei din 2011 către Comitetul ONU responsabil de Convenția Internațională pentru Eliminarea Tuturor Formelor de Discriminare Rasială, sunt recunoscute oficial 62 de comunități etnice în Thailanda. Aproximativ 20 de milioane de thailandezi centrali (inclusiv aproximativ 650.000 de thailandezi Khorat) reprezentau circa 20.650.000 (34,1%) din populația statului de 60.544.937 de locuitori, conform datelor din Hărțile Etnolingvistice ale Thailandei realizate de Universitatea Mahidol (1997).
Raportul din 2011 oferă date despre populațiile triburilor de munte ("hill tribes") și comunitățile etnice din nord-est și se bazează pe datele Hărților Etnolingvistice ale Thailandei. Deși peste 3,288 milioane de persoane din nord-est nu au putut fi categorisite, populațiile și procentele altor comunități etnice în 1997 sunt cunoscute și constituie valori minime. În ordine descrescătoare, cele mai mari grupuri etnice (cu populație egală sau mai mare de 400.000) sunt:
a) 15.080.000 Lao (24,9%), incluzând thailandezii Lao (14 milioane) și alte grupuri Lao mai mici, precum Thai Loei (400-500.000), Lao Lom (350.000), Lao Wiang/Klang (200.000), Lao Khrang (90.000), Lao Ngaew (30.000) și Lao Ti (10.000);
b) șase milioane Khon Muang (9,9%, cunoscuți și ca thailandezi nordici);
c) 4,5 milioane Pak Tai (7,5%, cunoscuți și ca thailandezi sudici);
d) 1,4 milioane Khmer Leu (2,3%, cunoscuți și ca khmeri nordici);
e) 900.000 malaezi (1,5%);
f) 500.000 Nyaw (0,8%);
g) 470.000 Phu Thai (0,8%);
h) 400.000 Kuy/Kuay (cunoscuți și ca Suay) (0,7%);
i) 350.000 Karen (0,6%).
Thailandezii chinezi, cei cu o moștenire chineză semnificativă, reprezintă 14% din populație, în timp ce cei cu o ascendență parțial chineză constituie până la 40% din populație. Malaezii thailandezi reprezintă 3% din populație, restul fiind format din Mons, Khmeri și diverse triburi de munte.
Un număr tot mai mare de migranți din Myanmar, Laos, Cambodgia, precum și din Nepal și India, a dus numărul total al rezidenților non-naționali la aproximativ 3,5 milioane în 2009, în creștere față de 2 milioane estimați în 2008. Aproximativ 41.000 de britanici și 20.000 de australieni locuiesc în Thailanda.

### Limbă

O hartă etnolingvistică a Thailandei.

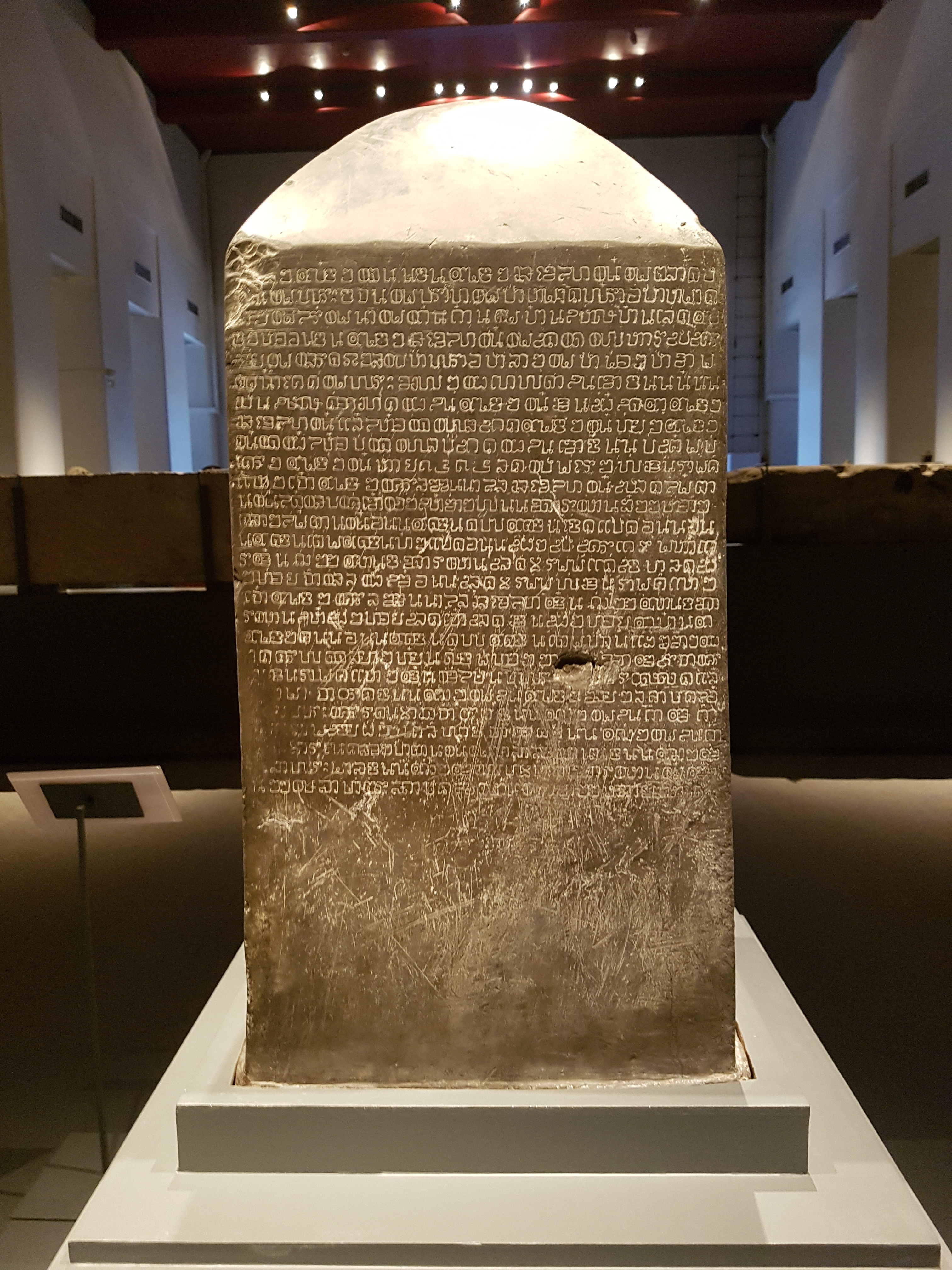
Silajaruek din Regatul Sukhothai sunt sute de inscripții în piatră care constituie o înregistrare istorică a acelei perioade.

Thailandeza este limba oficială a Thailandei. Este o limbă din familia Kra-Dai, înrudită îndeaproape cu laoțiana, shan din Myanmar și numeroase alte limbi mai mici vorbite într-un arc ce se întinde de la Hainan și Yunnan până la granița cu China. Este principala limbă folosită în educație și administrație și este vorbită pe întreg teritoriul țării. Standardul este bazat pe dialectul thailandezilor centrali și este scris cu alfabetul thailandez, un sistem abugida derivat din alfabetul khmer.
Guvernul Regal al Thailandei recunoaște 62 de limbi. Pentru scopurile recensământului național, sunt identificate patru dialecte ale limbii thailandeze, care se suprapun parțial cu delimitările regionale, cum ar fi thailandeza sudică și thailandeza nordică.
Cel mai mare dintre limbile minoritare ale Thailandei este dialectul laoțian al Isanului, vorbit în provinciile din nord-est. În extremitatea sudică, malaeza Kelantan-Pattani este limba principală a musulmanilor malaezi. Diferite variante ale limbii chineze sunt vorbite de populația thailandeză de origine chineză, cel mai reprezentativ fiind dialectul Teochew. Se vorbesc, de asemenea, numeroase limbi tribale, inclusiv multe limbi austroasiatice, precum mon, khmer și mlabri; limbi austronesiene precum cham, moken și urak lawoi'; limbi sino-tibetane precum lawa, akha și karen; și alte limbi tai, precum phu thai și saek. Hmong aparține familiei de limbi Hmong-Mien, considerată în prezent o familie lingvistică de sine stătătoare.

### Religie
Religii în Thailanda (2018)
     Budism (93,46%)
     Islam (5,37%)
     Creștinism (1,13%)
     Altele (0,04%)
Cea mai răspândită religie din Thailanda este budismul Theravada, care reprezintă o parte integrantă a identității și culturii thailandeze. Participarea activă la practicile budiste este printre cele mai ridicate din lume. Thailanda are al doilea cel mai mare număr de budiști din lume, după China. Conform datelor Biroului Național de Statistică din 2018, 93,46% din populația țării s-a identificat ca fiind budistă.
Musulmanii constituie al doilea cel mai mare grup religios din Thailanda, reprezentând 5,37% din populație în 2018. Islamul este concentrat în special în provinciile din sudul extrem al țării: Pattani, Yala, Satun, Narathiwat și o parte din Songkhla, care sunt predominant locuite de malaezi, majoritatea fiind musulmani sunniți. Creștinii reprezentau 1,13% din populație în 2018, iar restul populației este format din hinduși și sikhi, care locuiesc în mare parte în orașele țării. De asemenea, există o mică comunitate evreiască în Thailanda, care datează din secolul al XVII-lea.
Constituția nu desemnează o religie oficială de stat și garantează libertatea religioasă. Nu au fost raportate abuzuri sau discriminări pe scară largă bazate pe credințe sau practici religioase. Legislația thailandeză recunoaște oficial cinci grupuri religioase: budiști, musulmani, brahmani-hinduși, sikhi și creștini. Totuși, unele legi sunt inspirate din practicile budiste, cum ar fi interzicerea vânzării de alcool în zilele de sărbători religioase.

### Educație

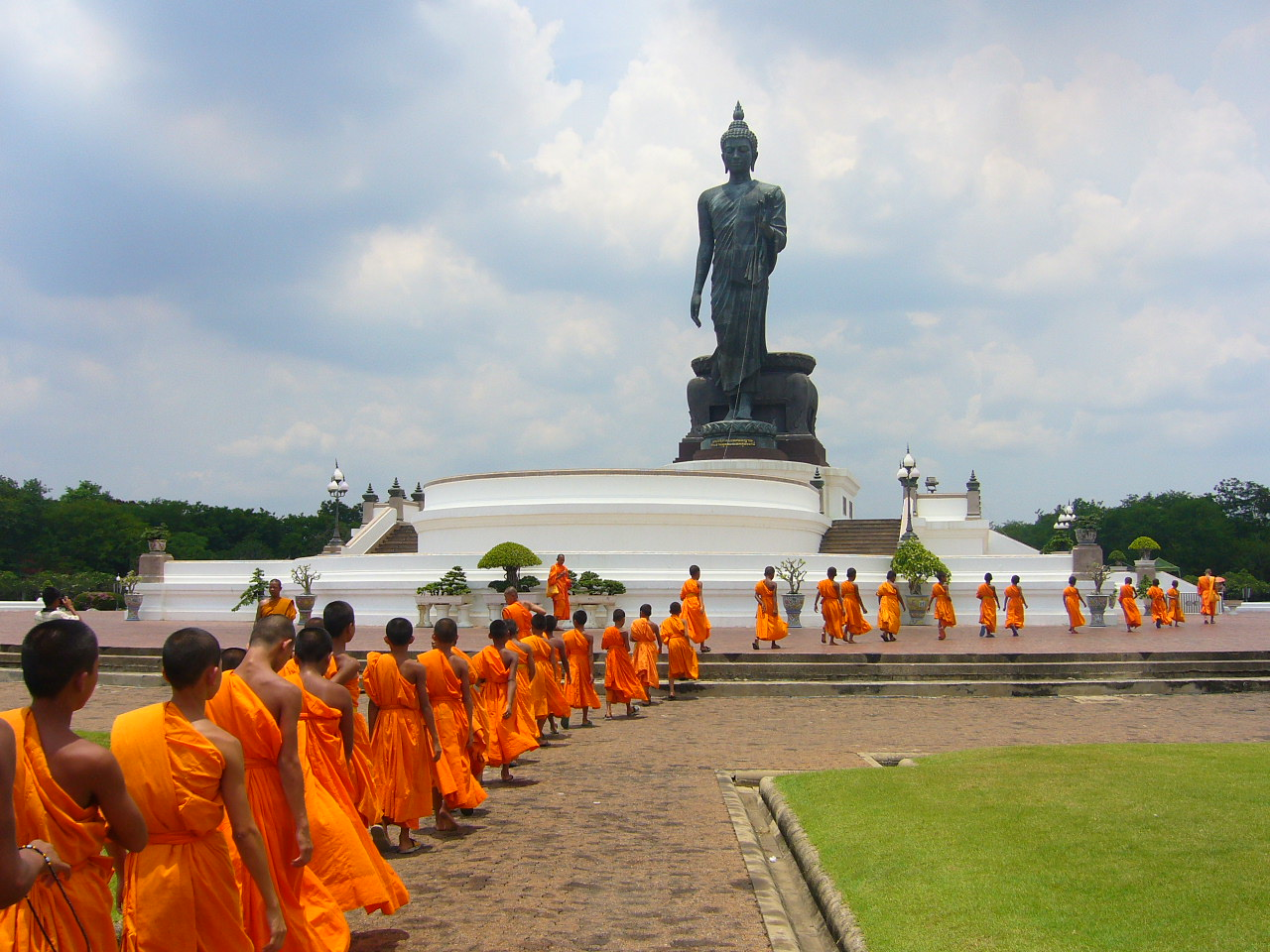
Samanera din budismul Theravada, cea mai practicată religie din Thailanda.

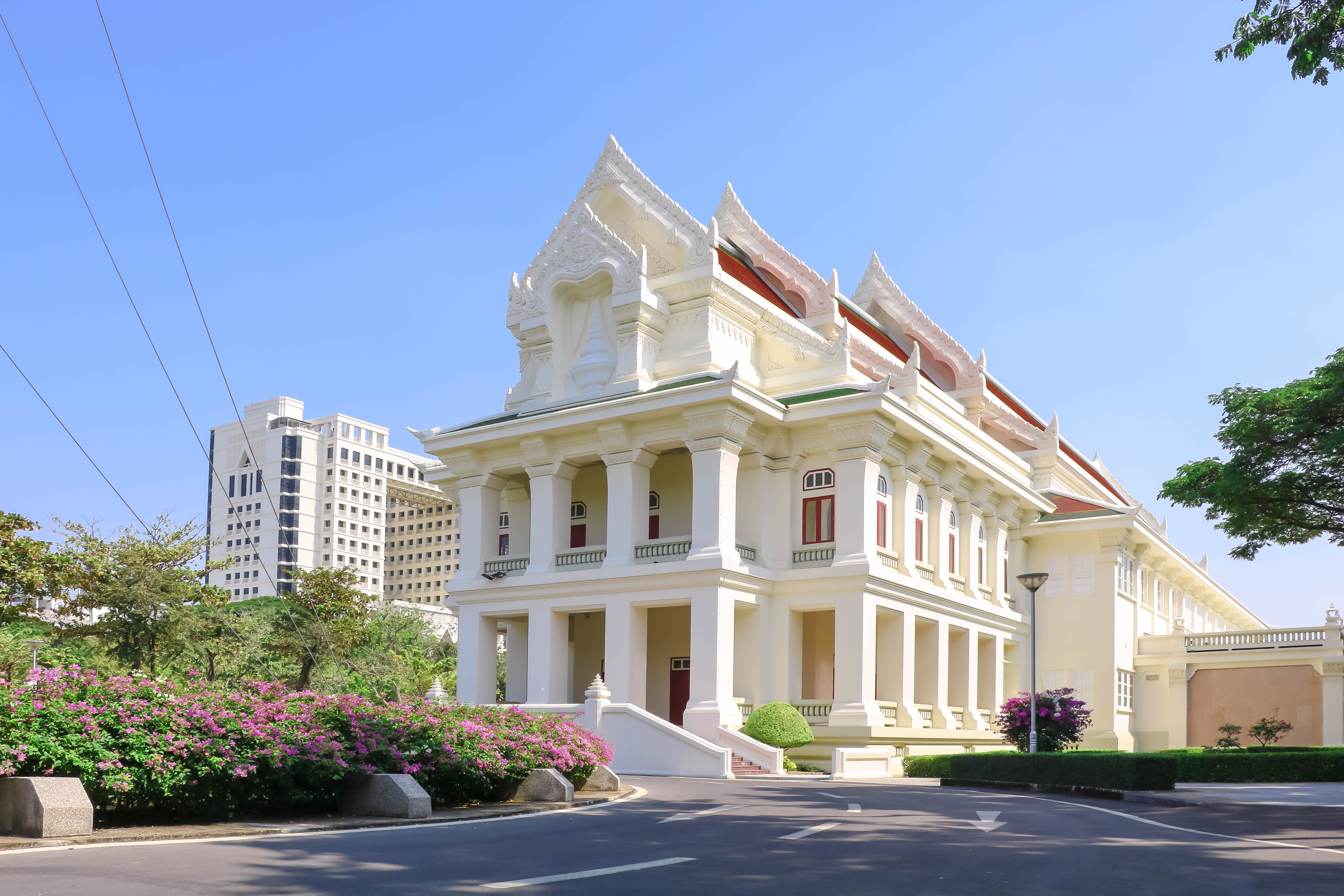
Universitatea Chulalongkorn, înființată în 1917, este cea mai veche universitate din Thailanda.

În 1995, în calitate de ministru al educației, Sukavich Rangsitpollaid și-a prezentat planurile de reformă educațională în Thailanda. Reforma a fost considerată un moment de referință după aproape 100 de ani de educație sub sistemul anterior. Rata de alfabetizare a tinerilor din Thailanda era de 98,1% în 2015.
Educația este oferită printr-un sistem școlar care include grădinițe, învățământ primar, gimnazial și liceal, numeroase colegii vocaționale și universități. Educația este obligatorie până la vârsta de 14 ani, iar guvernul este obligat să ofere educație gratuită până la vârsta de 17 ani. Problemele legate de admiterea la universități au fost o preocupare constantă timp de mai mulți ani. De asemenea, Thailanda este una dintre puținele țări care încă impune purtarea uniformei până la nivelul universitar, un subiect care continuă să fie dezbătut.
În 2013, Ministerul Tehnologiei Informației și Comunicațiilor a anunțat că 27.231 de școli vor beneficia de acces la internet de mare viteză la nivel de clasă. Cu toate acestea, infrastructura educațională a țării era încă nepregătită pentru predarea online, în special școlile mai mici și cele izolate fiind afectate de restricțiile impuse de pandemia de COVID-19.
Numărul instituțiilor de învățământ superior din Thailanda a crescut în ultimele decenii, ajungând la 156 oficial. Cele mai bine clasate universități din Thailanda sunt Universitatea Chulalongkorn și Universitatea Mahidol. Deși producția de cercetare a universităților thailandeze este încă relativ scăzută, numărul publicațiilor științifice din țară a crescut cu 20% între 2011 și 2016. Thailanda are al doilea cel mai mare număr de școli internaționale private în limba engleză din cadrul națiunilor ASEAN. Școlile de meditație pentru examenele de admitere la universități sunt deosebit de populare.
Elevii din zonele cu minorități etnice obțin constant scoruri mai mici la testele standardizate naționale și internaționale. Acest lucru se datorează probabil alocării inegale a resurselor educaționale, pregătirii slabe a profesorilor, sărăciei și competențelor reduse în limba thailandeză, limba în care sunt susținute testele. În 2020, Thailanda era pe locul 89 din 100 de țări la nivel global în ceea ce privește competența în limba engleză.
Thailanda este a treia cea mai populară destinație de studiu din ASEAN. Numărul studenților internaționali care urmează programe de licență în Thailanda a crescut de 9,7 ori între 1999 și 2012, de la 1.882 la 20.309 de studenți. Majoritatea studenților internaționali provin din țările vecine, cum ar fi China, Myanmar, Cambodgia și Vietnam.

### Sănătate

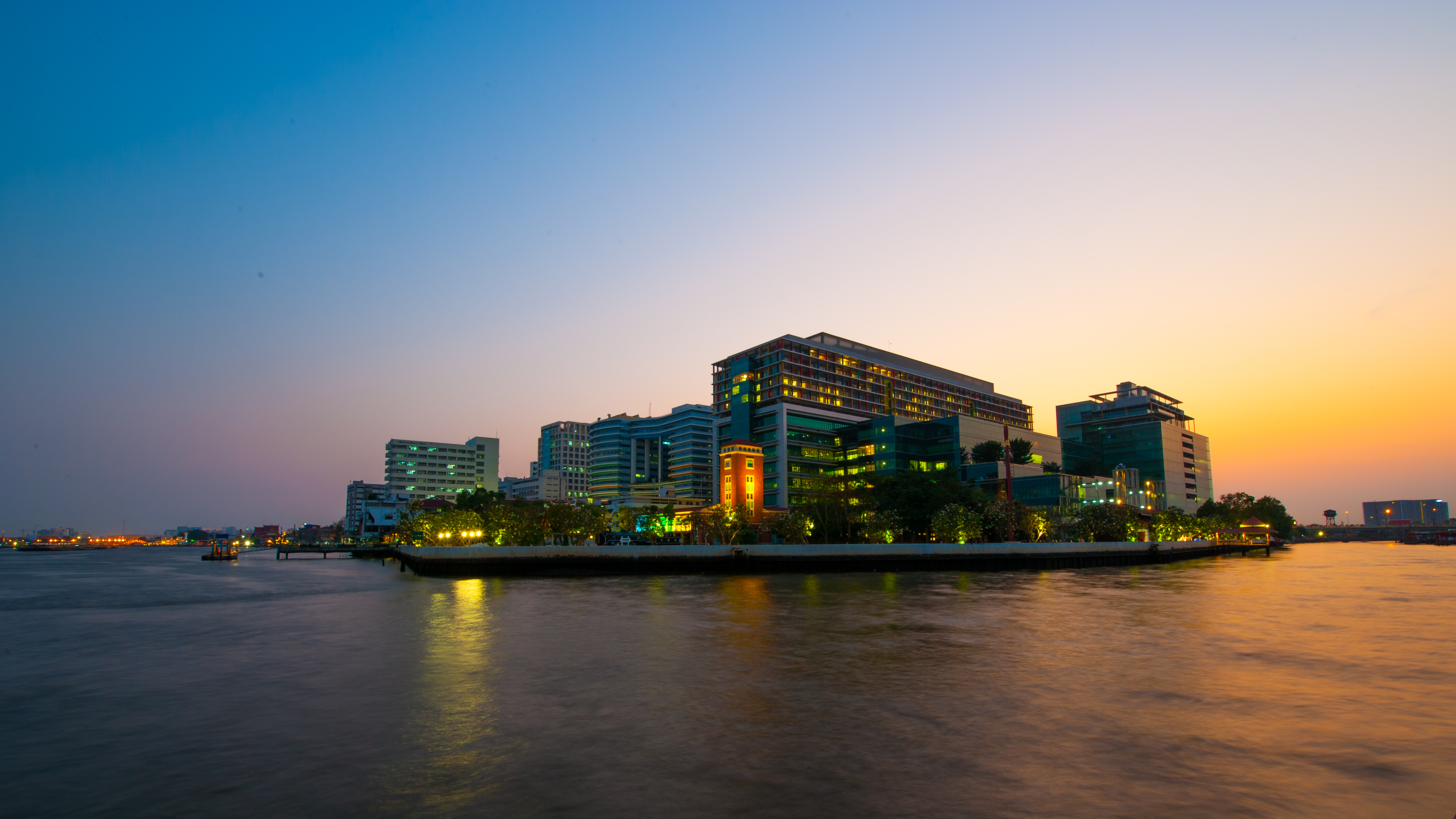
Spitalul Siriraj din Bangkok, cel mai vechi și cel mai mare spital din Thailanda.

Thailanda se clasează pe locul șase în lume și pe primul loc în Asia în Indexul Global de Securitate a Sănătății din 2019, care evaluează capacitățile de securitate sanitară globală în 195 de țări, fiind singura țară în curs de dezvoltare din top zece la nivel mondial. Thailanda avea 62 de spitale acreditate de Joint Commission International. În 2002, Bumrungrad a devenit primul spital din Asia care a atins acest standard.
Sănătatea și îngrijirile medicale sunt gestionate de Ministerul Sănătății Publice (MOPH), cheltuielile totale naționale pentru sănătate reprezentând 4,3% din PIB în 2009. Bolile netransmisibile constituie principala povară a morbidității și mortalității, în timp ce bolile infecțioase, inclusiv malaria și tuberculoza, precum și accidentele rutiere, reprezintă, de asemenea, probleme importante de sănătate publică.
În decembrie 2018, parlamentul interimar a votat pentru legalizarea utilizării canabisului în scopuri medicale, făcând din Thailanda prima țară din Asia de Sud-Est care permite utilizarea canabisului medical.

## Cultură

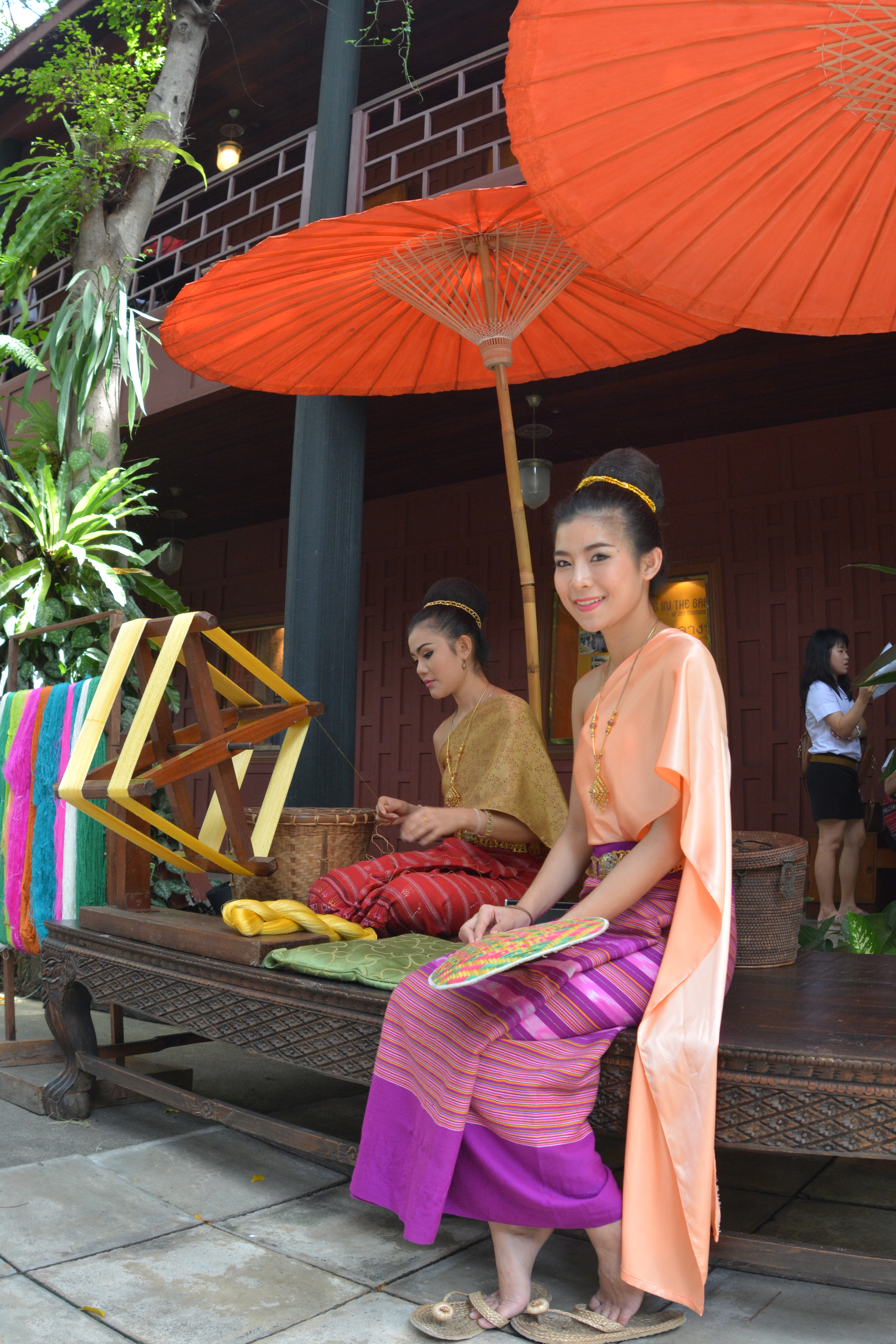
Femei thailandeze purtând sabai, Casa Jim Thompson.

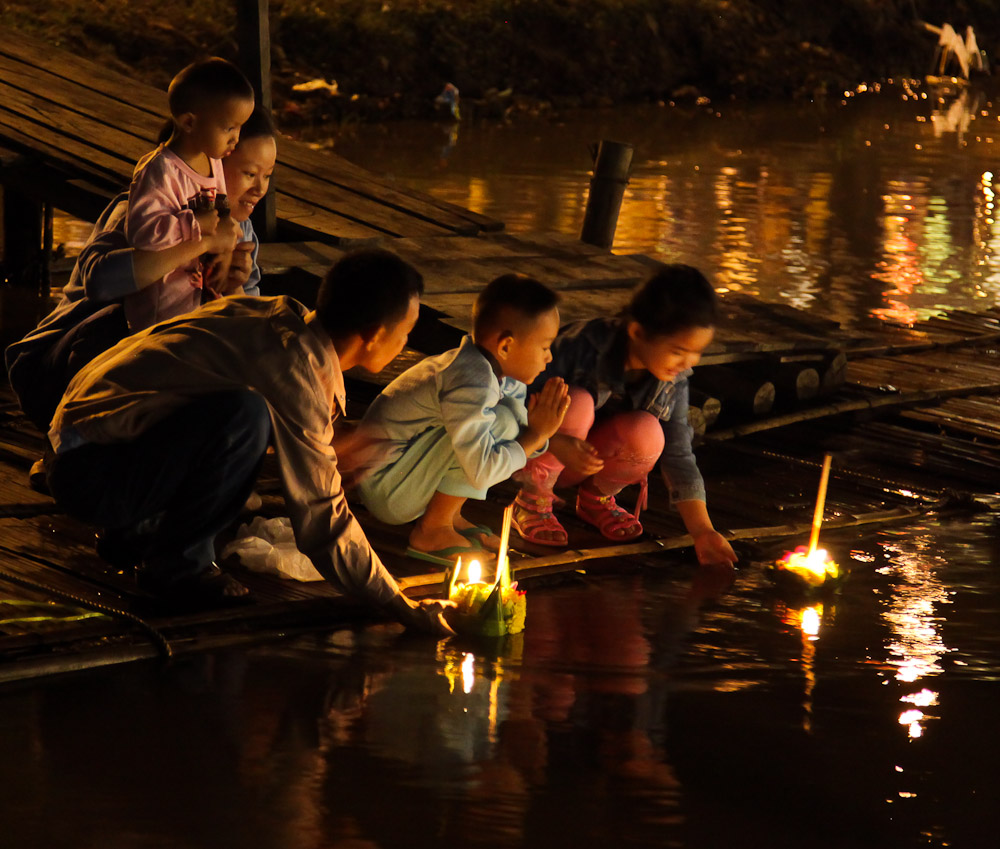
Oameni care lasă pe apă plute krathong în timpul festivalului Loi Krathong din Chiang Mai, Thailanda.

Cultura și tradițiile thailandeze încorporează influențe din India, China, Cambodgia și restul Asiei de Sud-Est. Religia națională a Thailandei, budismul Theravada, este centrală pentru identitatea modernă thailandeză. Budismul thailandez a evoluat în timp, incluzând numeroase credințe regionale provenite din hinduism, animism și cultul strămoșilor. Calendarul oficial din Thailanda se bazează pe versiunea estică a Ereii Budiste (EB). Identitatea thailandeză de astăzi este o construcție socială a regimului Phibun din anii 1940.
Mai multe grupuri etnice au mediat schimbările între cultura lor locală tradițională, cultura națională thailandeză și influențele culturale globale. Chinezii din diaspora formează, de asemenea, o parte semnificativă a societății thailandeze, în special în și în jurul Bangkok-ului. Afacerile thailandezilor de origine chineză prosperă ca parte a rețelei economice cunoscute sub numele de „rețeaua de Bambus”. Respectul față de vârstnici și superiori (după vârstă, poziție, călugări sau anumite profesii) este o normă fundamentală în Thailanda, reflectată în utilizarea diverselor clase de formule de politețe. Wai este salutul tradițional thailandez și este oferit, în general, mai întâi de o persoană mai tânără sau cu un statut social inferior. Frații mai mari au îndatoriri față de cei mai mici.
Tabuurile în cultura thailandeză includ atingerea capului unei persoane sau indicarea cu piciorul, deoarece capul este considerat cea mai sacră parte a corpului, iar piciorul cea mai de jos.

### Artă

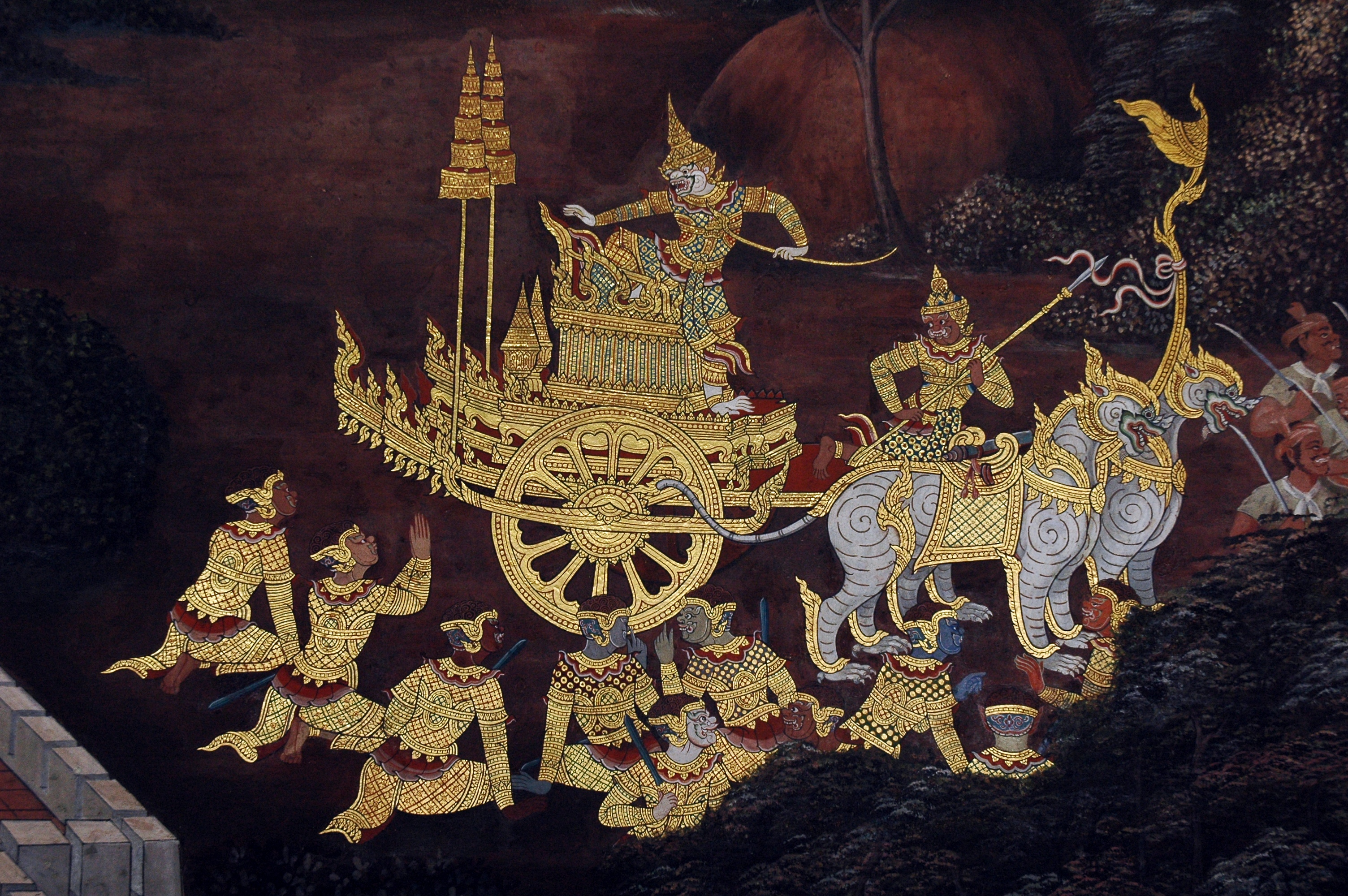
Scenă din Ramakien reprezentată pe un mural la Wat Phra Kaew.

Originile artei thailandeze au fost influențate de arta budistă și de scene din epopeile indiene. Sculptura tradițională thailandeză reprezintă aproape exclusiv imagini ale lui Buddha, fiind foarte asemănătoare cu alte stiluri din Asia de Sud-Est. Picturile tradiționale thailandeze constau, de obicei, în ilustrații de cărți și ornamente pictate ale clădirilor, cum ar fi palatele și templele.
Arta thailandeză a fost influențată de civilizațiile indigene ale Mon și de alte civilizații. În perioadele Sukhothai și Ayutthaya, arta thailandeză a dezvoltat un stil unic propriu, fiind ulterior influențată și de alte stiluri asiatice, în special cel din Sri Lanka și China. Sculptura și pictura thailandeză, precum și curțile regale, au beneficiat de patronaj, prin construirea de temple și alte sanctuare religioase ca acte de merit sau pentru a comemora evenimente importante.
Picturile tradiționale thailandeze prezentau subiecte în două dimensiuni, fără perspectivă. Dimensiunea fiecărui element în imagine reflecta gradul său de importanță. Tehnica principală de compoziție consta în împărțirea spațiilor: elementele principale erau izolate unele de altele prin separatoare spațiale. Această abordare elimina planul intermediar, care ar fi sugerat perspectiva. Perspectiva a fost introdusă doar sub influența occidentală, la mijlocul secolului al XIX-lea. Artistul-călugăr Khrua In Khong este cunoscut ca fiind primul care a introdus perspectiva liniară în arta tradițională thailandeză.
Cele mai frecvente subiecte narative pentru picturi erau sau sunt: poveștile Jataka, episoade din viața lui Buddha, cerurile și infernurile budiste, teme derivate din versiunile thailandeze ale Ramayanei și Mahabharatei, precum și scene din viața de zi cu zi. Unele dintre scene sunt influențate de folclorul thailandez, în loc să urmeze strict iconografia budistă.

### Arhitectură

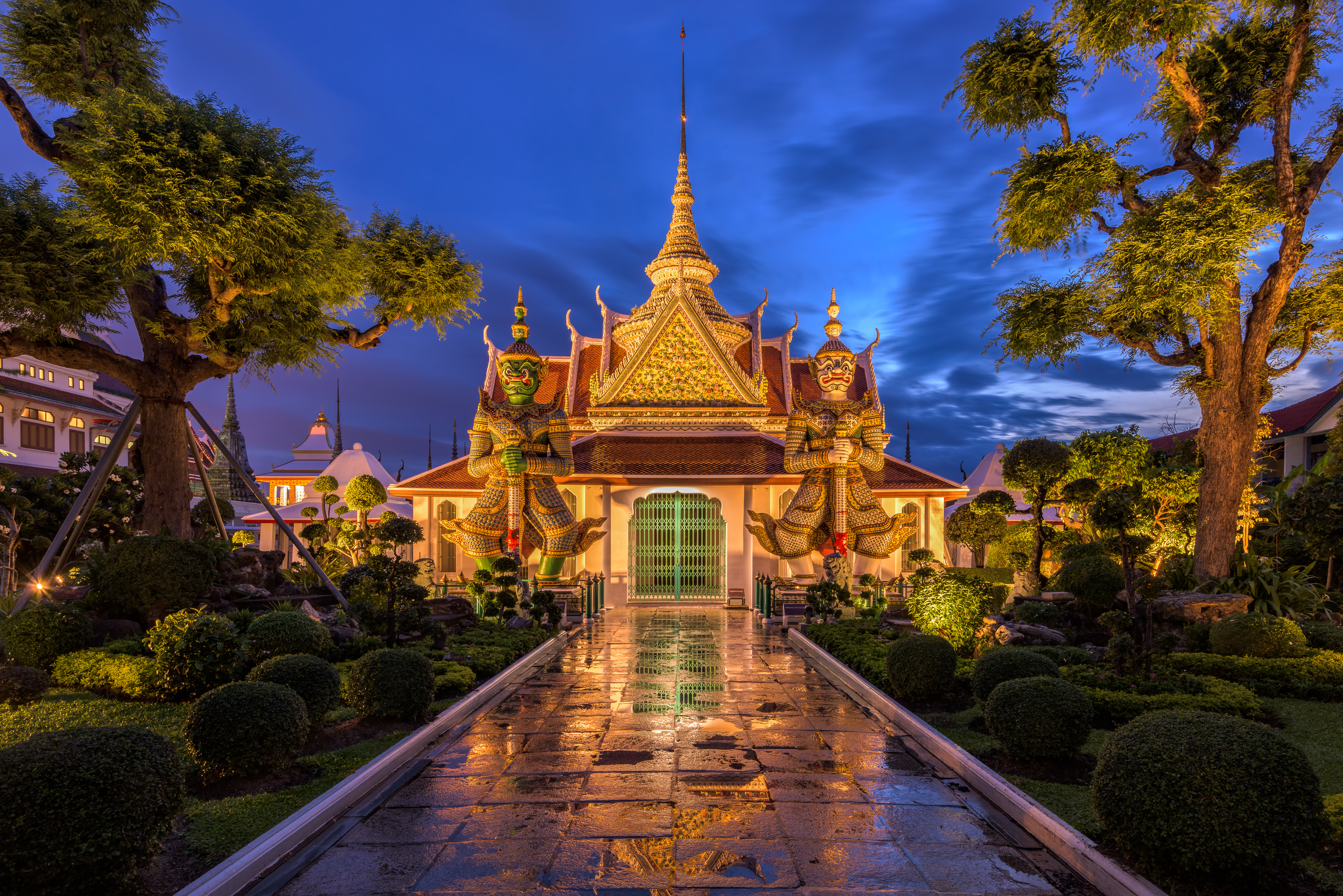
Două sculpturi în fața porții estice a capelei principale a templului Wat Arun.

Mișcarea Regatului Ayutthaya este concepută pentru a afișa puterea și bogăția. Templele din Ayutthaya rareori aveau streșini extinse de la acoperișul principal. Templele budiste din Thailanda sunt cunoscute sub numele de „wat”, termen derivat din Pāḷi „vāṭa”, care înseamnă o incintă: un templu are un zid de împrejmuire care îl separă de lumea seculară. Arhitectura wat-urilor prezintă numeroase diferențe în ceea ce privește dispunerea și stilul, însă toate respectă aceleași principii.

### Literatură

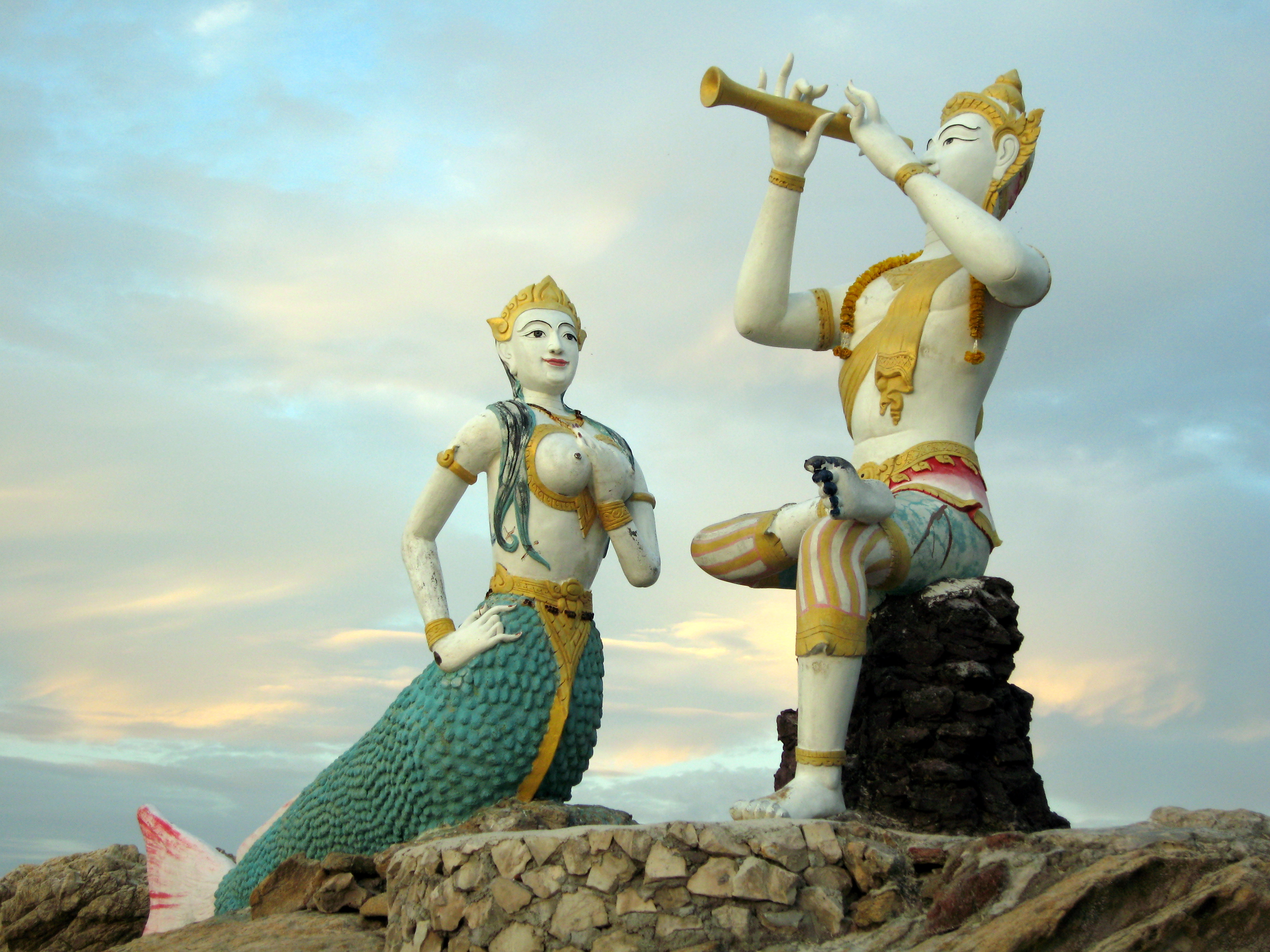
Sculpturi ale lui Phra Aphai Mani și ale sirenei din poemul epic Phra Aphai Mani, o lucrare a lui Sunthorn Phu.

Literatura thailandeză are o istorie îndelungată. Chiar înainte de înființarea Regatului Sukhothai, existau opere orale și scrise.
În timpul Regatului Sukhothai, majoritatea operelor literare erau scrise în proză simplă, cu anumite scheme de aliterație. Printre lucrările importante se numără Inscripția Regelui Ram Khamhaeng, care descrie viața din acea perioadă și este considerată prima operă literară scrisă în alfabet thailandez, deși unii istorici au pus la îndoială autenticitatea sa. Trai Phum Phra Ruang, scrisă în 1345 de Regele Maha Thammaracha I, expune filosofia budistă bazată pe un studiu amplu al peste 30 de texte sacre și poate fi considerată prima disertație de cercetare a națiunii.
În perioada Regatului Ayutthaya, au fost create noi forme poetice, cu scheme și ritmuri diferite. Este comun să se găsească o combinație de forme poetice diferite într-o singură lucrare. Lilit Yuan Phai este un poem narativ care descrie războiul dintre Regele Borommatrailokkanat din Ayutthaya și Prințul Tilokaraj din Lan Na. O altă lucrare literară este Kap He Ruea, compusă de Prințul Thammathibet în tradiția nirat. Versurile erau cântate, în mod tradițional, în timpul procesiunii regale a bărcilor și au servit drept model pentru poeții ulteriori. Același prinț a compus și foarte apreciatele Kap Ho Khlong on the Visit to Than Thongdaeng și Kap Ho Khlong Nirat Phrabat.
Perioada Thonburi a produs Ramakien, o dramă versificată atribuită Regelui Taksin cel Mare.
În timpul perioadei Rattanakosin din secolul al XVIII-lea, care a fost încă marcată de luptele cu birmanii, multe opere din această epocă se concentrau pe război și strategii militare. Exemple includ Nirat Rop Phama Thi Tha Din Daeng și Phleng Yao Rop Phama Thi Nakhon Si Thammarat. De asemenea, existau recitaluri de versuri acompaniate de muzică, precum Mahori, care relata povestea lui Kaki, și Sepha, care prezenta povestea Khun Chang Khun Phaen. Alte recitaluri includ Sri Thanonchai.
Poetul thailandez Sunthorn Phu este cunoscut drept „bardul Rattanakosinului” (thailandeză: กวีเอกแห่งกรุงรัตนโกสินทร์). Este renumit pentru epopeea sa Phra Aphai Mani, un roman fantastic de aventuri versificat, un gen al literaturii siameze cunoscut sub numele de nithan kham klon (thailandeză: นิทานคำกลอน).
Printre cei mai cunoscuți scriitori thailandezi moderni se numără Kukrit Pramoj, Kulap Saipradit (pseudonim Siburapha), Suweeriya Sirisingh (pseudonim Botan), Chart Korbjitti, Prabda Yoon și Duanwad Pimwana.

### Muzică și dans

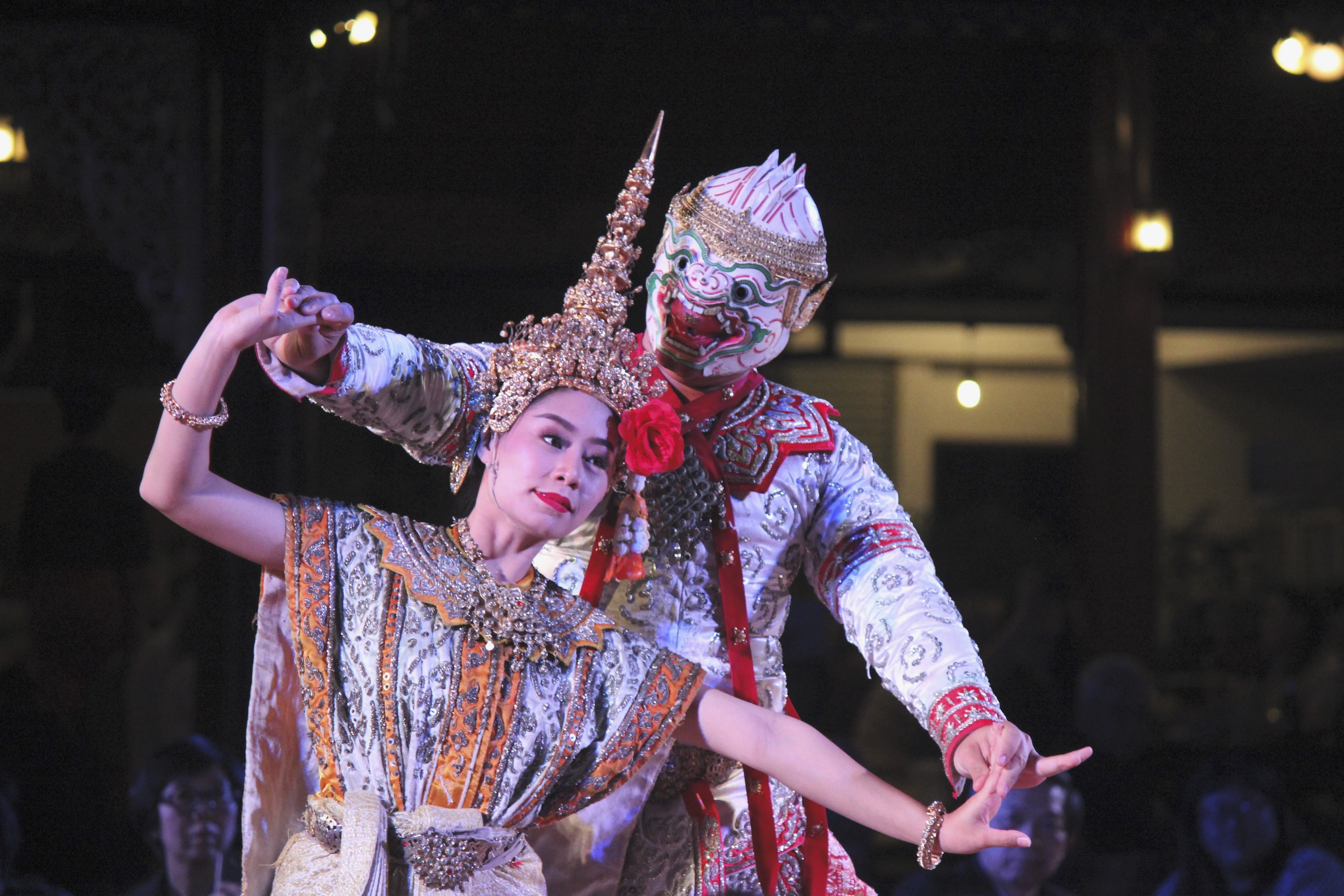
Spectacolul Khon.

Pe lângă dansurile populare și regionale (cum ar fi Menora și Ramwong din sudul Thailandei), cele două forme majore de teatru-dans clasic thailandez sunt Khon și Lakhon nai. La început, ambele erau divertismente exclusiv ale curții regale, iar abia mult mai târziu a apărut un stil popular de teatru-dans, likay, ca divertisment pentru oamenii de rând.
Formele de dans popular includ forme de teatru-dans precum likay, numeroase dansuri regionale (ram), dansul ritual ram muay și omagiul adus profesorului, wai khru. Atât ram muay, cât și wai khru au loc înainte de toate meciurile tradiționale de muay Thai.
Cele trei ansambluri clasice principale sunt Piphat, Khrueang sai și Mahori. Ansamblul Mahori utilizează ching, niște mici talgere de mână.

### Divertisment

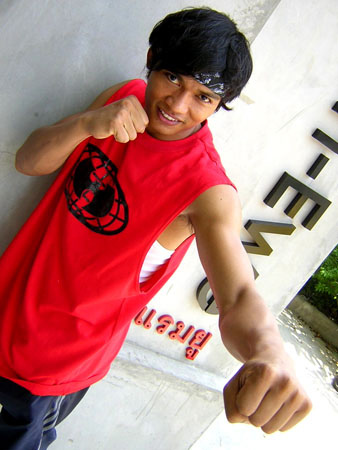
Tony Jaa

Filmele thailandeze sunt exportate și difuzate în Asia de Sud-Est. Cinematografia thailandeză și-a dezvoltat o identitate proprie unică.
Thrillerul thailandez despre jafuri Bad Genius (2017) a fost unul dintre cele mai de succes filme thailandeze la nivel internațional; a doborât recordurile de încasări ale filmelor thailandeze în mai multe țări asiatice. Bad Genius a câștigat 12 categorii la cea de-a 27-a ediție a Premiilor Naționale de Film Suphannahong și a obținut Premiul Juriului la cea de-a 16-a ediție a Festivalului de Film Asiatic de la New York, având încasări mondiale de peste 42 de milioane de dolari.
Shutter (2004) a fost unul dintre cele mai cunoscute filme horror thailandeze și a fost recunoscut la nivel global. Filme precum Ong-Bak: Muay Thai Warrior (2003) și Tom-Yum-Goong (2005), cu Tony Jaa, pun în evidență aspecte distinctive ale artelor marțiale thailandeze, Muay Thai. Dramele de televiziune thailandeze, cunoscute sub numele de Lakorn, au devenit populare în Thailanda și în regiune.
Industria divertismentului a contribuit direct cu aproximativ 2,1 miliarde de dolari la PIB-ul Thailandei în 2011 și a susținut direct 86.600 de locuri de muncă. Printre artiștii de dance-pop thailandezi care au avut succes internațional se numără "Lisa" Lalisa Manobal, Violette Wautier și Tata Young.

### Gastronomie
Bucătăria thailandeză este una dintre cele mai populare din lume. Ingredientele comune includ usturoiul, lemongrass, frunza de kaffir lime, galangalul, turmericul, coriandrul și laptele de cocos. Fiecare regiune a Thailandei are specialitățile sale: kaeng khiao wan (curry verde) în regiunea centrală, som tam (salată de papaya verde) în nord-est, khao soi în nord și curry-ul massaman în sud.
În 2017, șapte preparate thailandeze au apărut pe lista „Celor mai bune 50 de mâncăruri din lume” – un sondaj online realizat de CNN Travel. Thailanda a avut mai multe preparate pe listă decât orice altă țară. Acestea au fost: tom yam goong (locul 4), pad Thai (locul 5), som tam (locul 6), curry massaman (locul 10), curry verde (locul 19), orez prăjit thailandez (locul 24) și nam tok mu (locul 36). Două deserturi thailandeze au fost, de asemenea, incluse pe lista CNN a celor mai bune 50 de deserturi din lume: orezul lipicios cu mango (mango sticky rice) și tub tim krob.

Alimentul de bază în Thailanda este orezul, în special orezul de iasomie, care face parte din aproape fiecare masă. Thailanda este un lider mondial în exportul de orez, iar thailandezii consumă peste 100 kg de orez decorticat pe persoană pe an. De asemenea, Thailanda este lider mondial în industria insectelor comestibile și este renumită pentru mâncarea sa stradală; Bangkok este uneori numit capitala mondială a mâncării stradale.

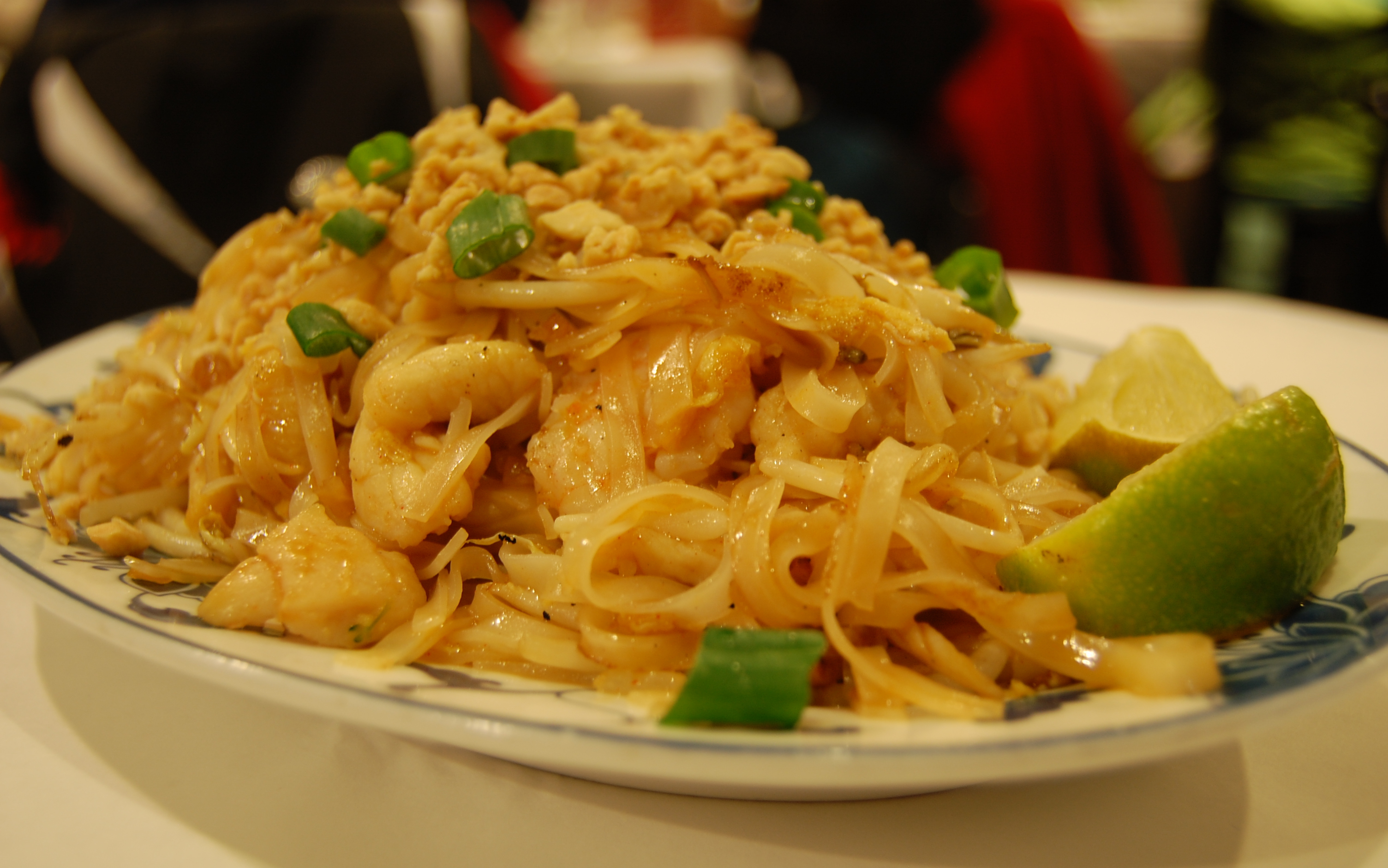
Pad Thai
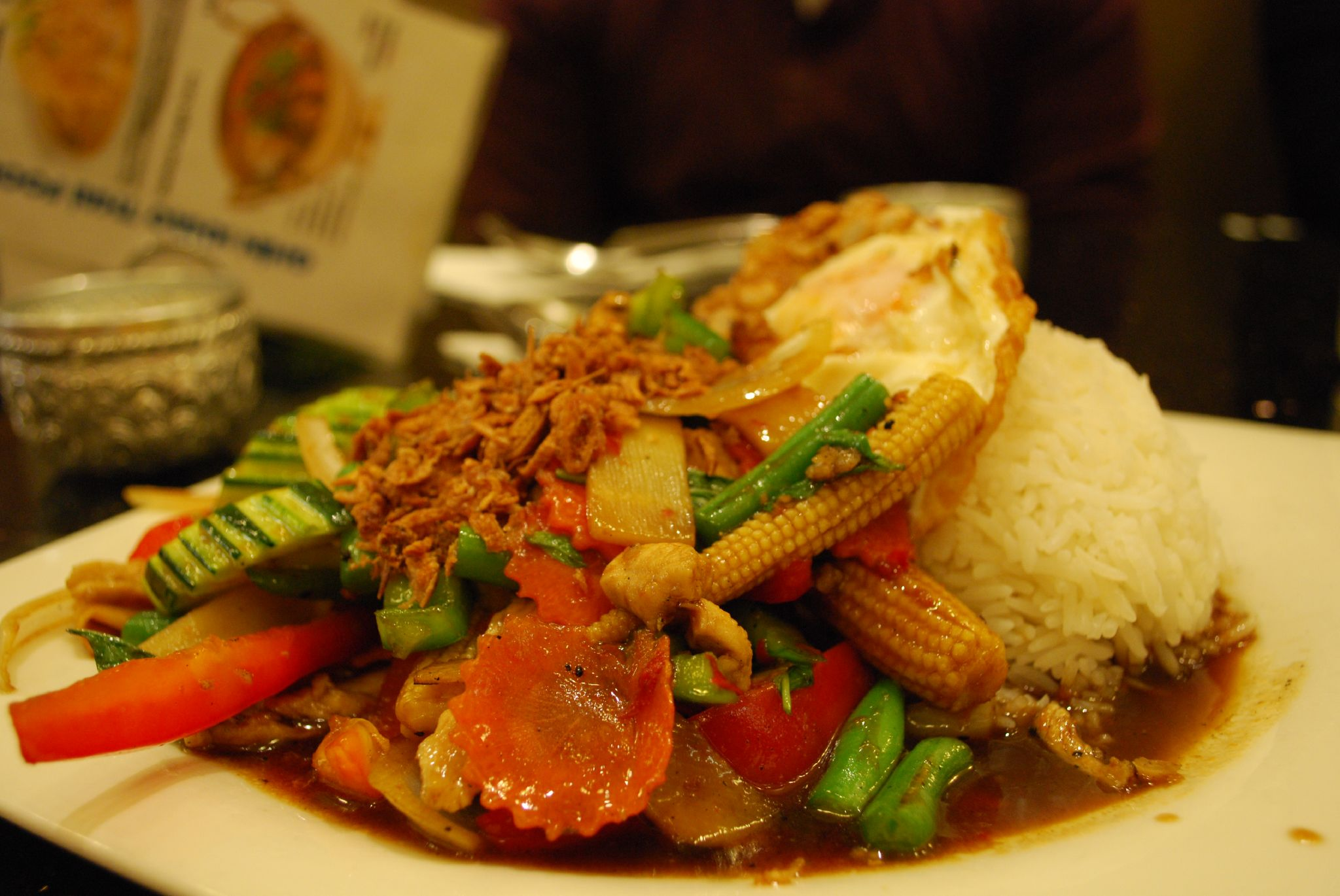
Pad Grapow kai
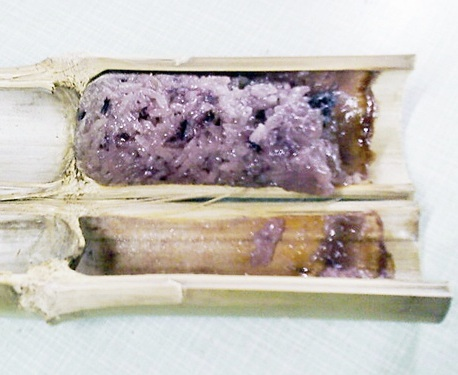
Khao lam
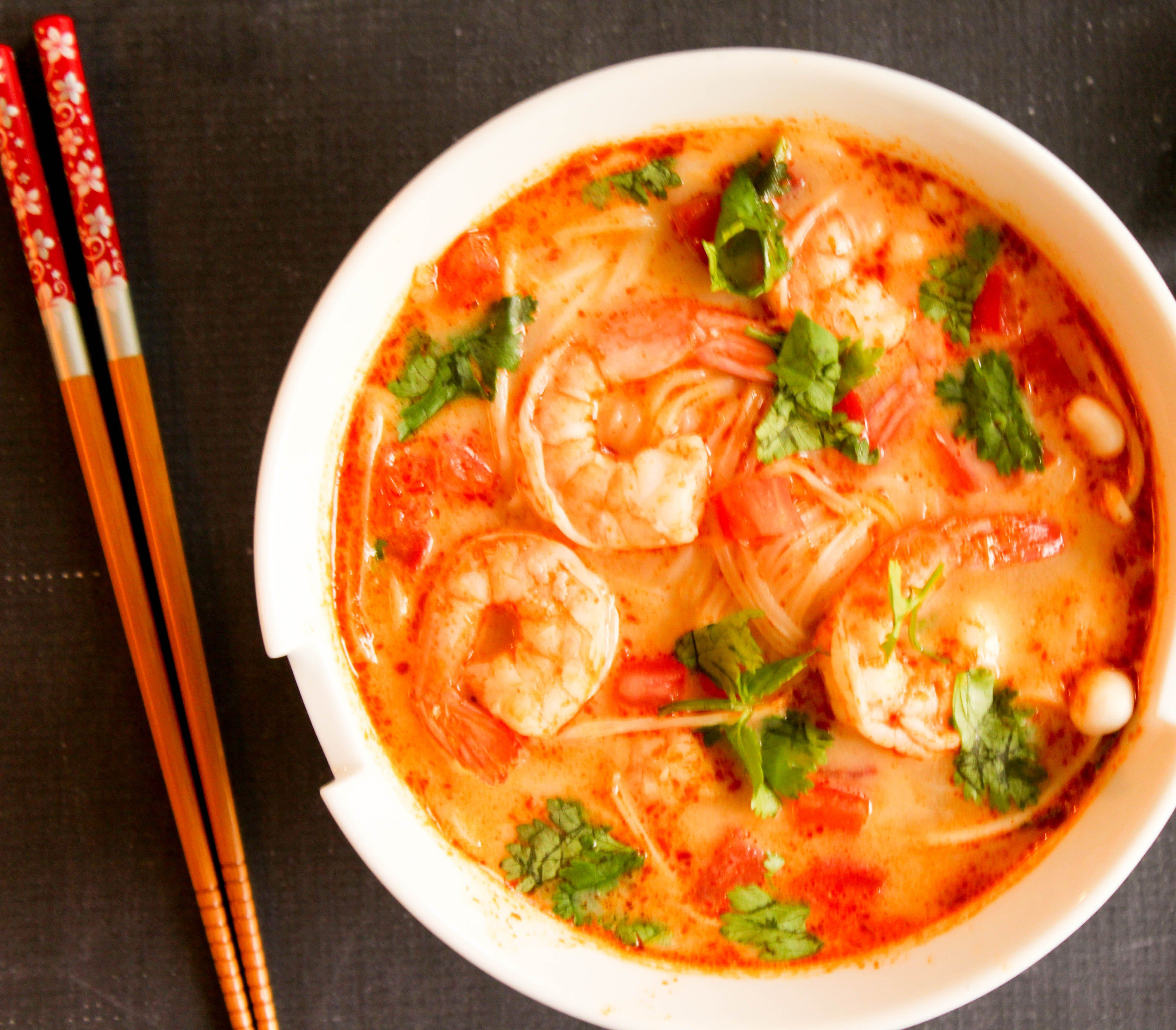
Tom yum
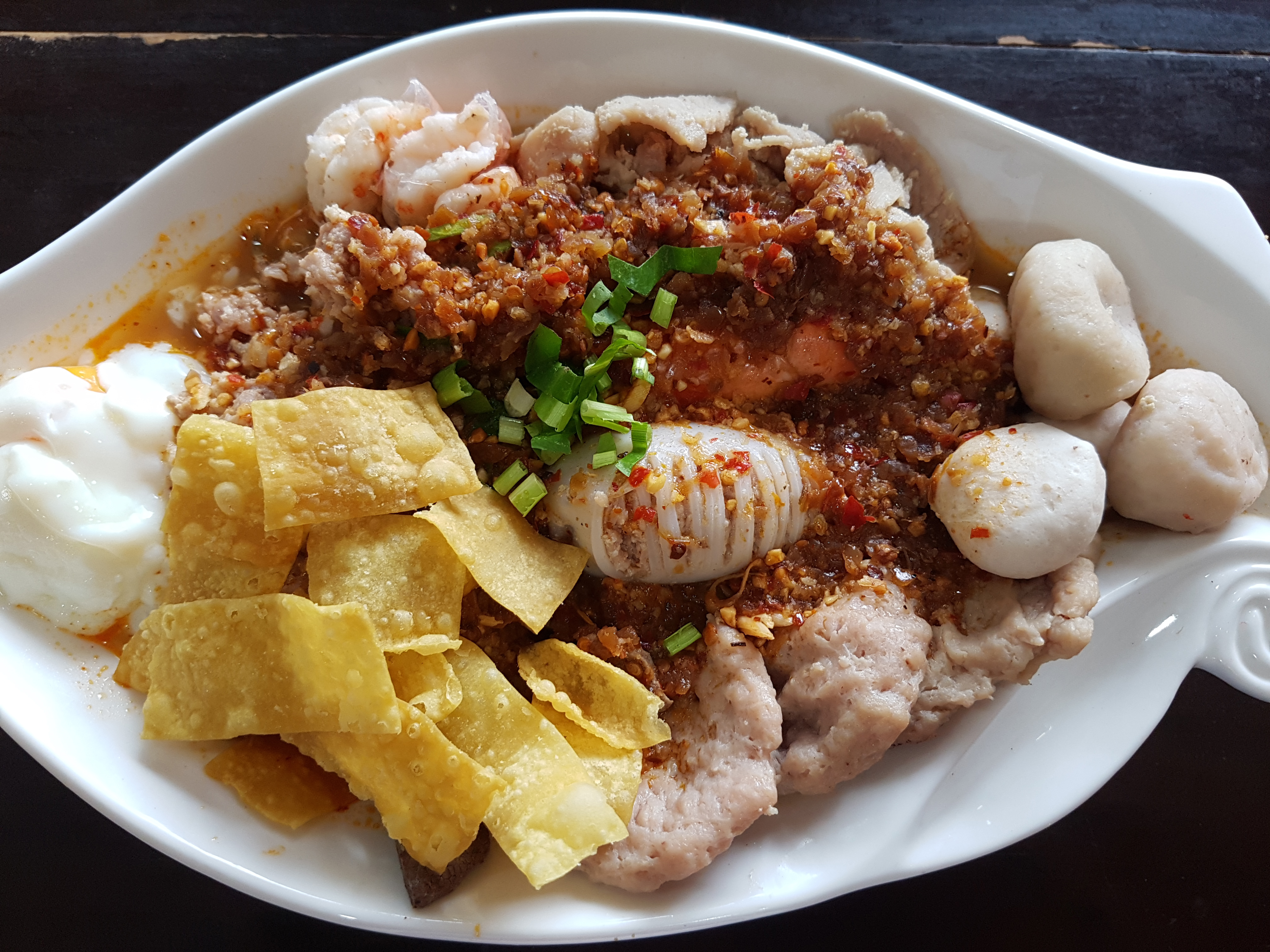
Tom yam keow teow
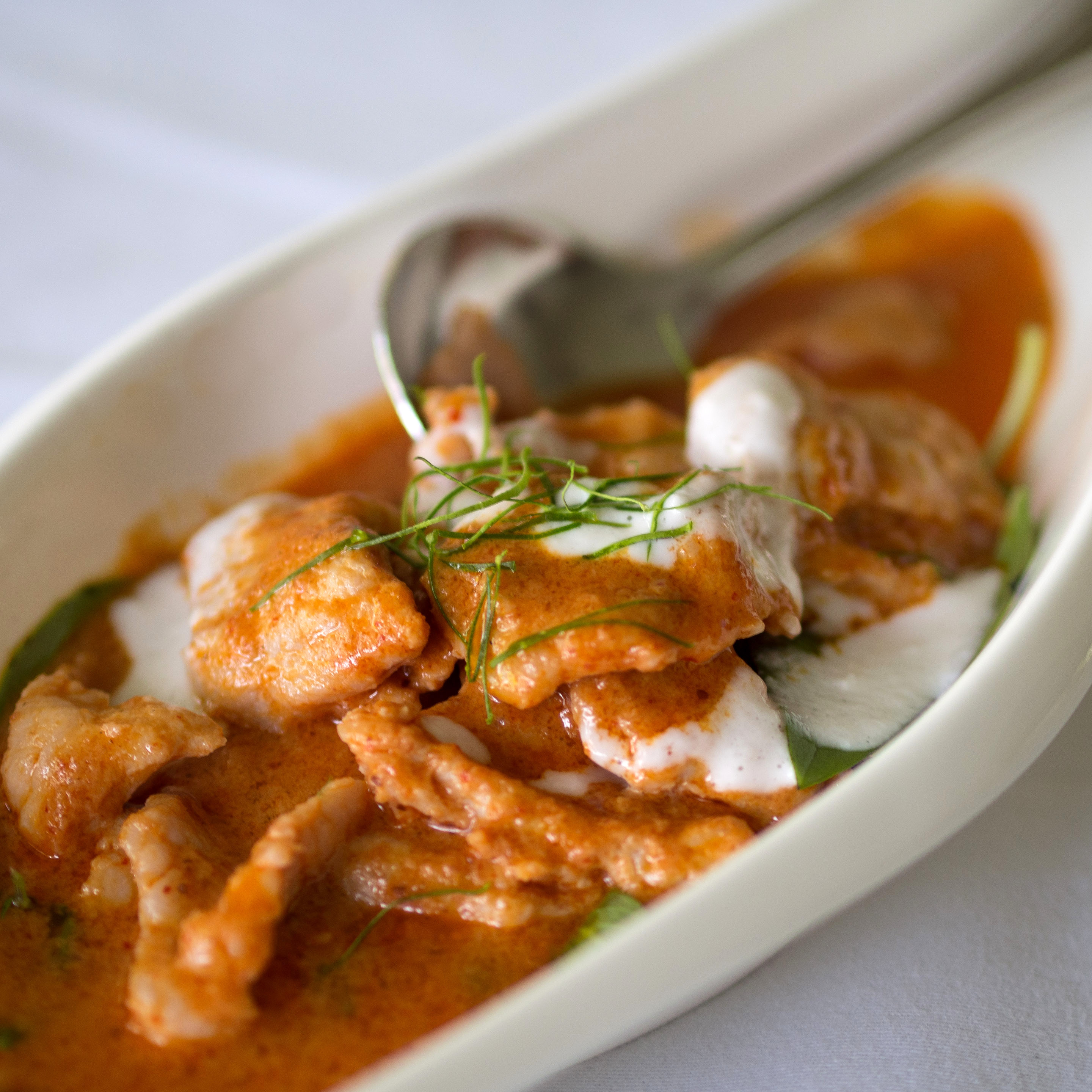
Pha naeng
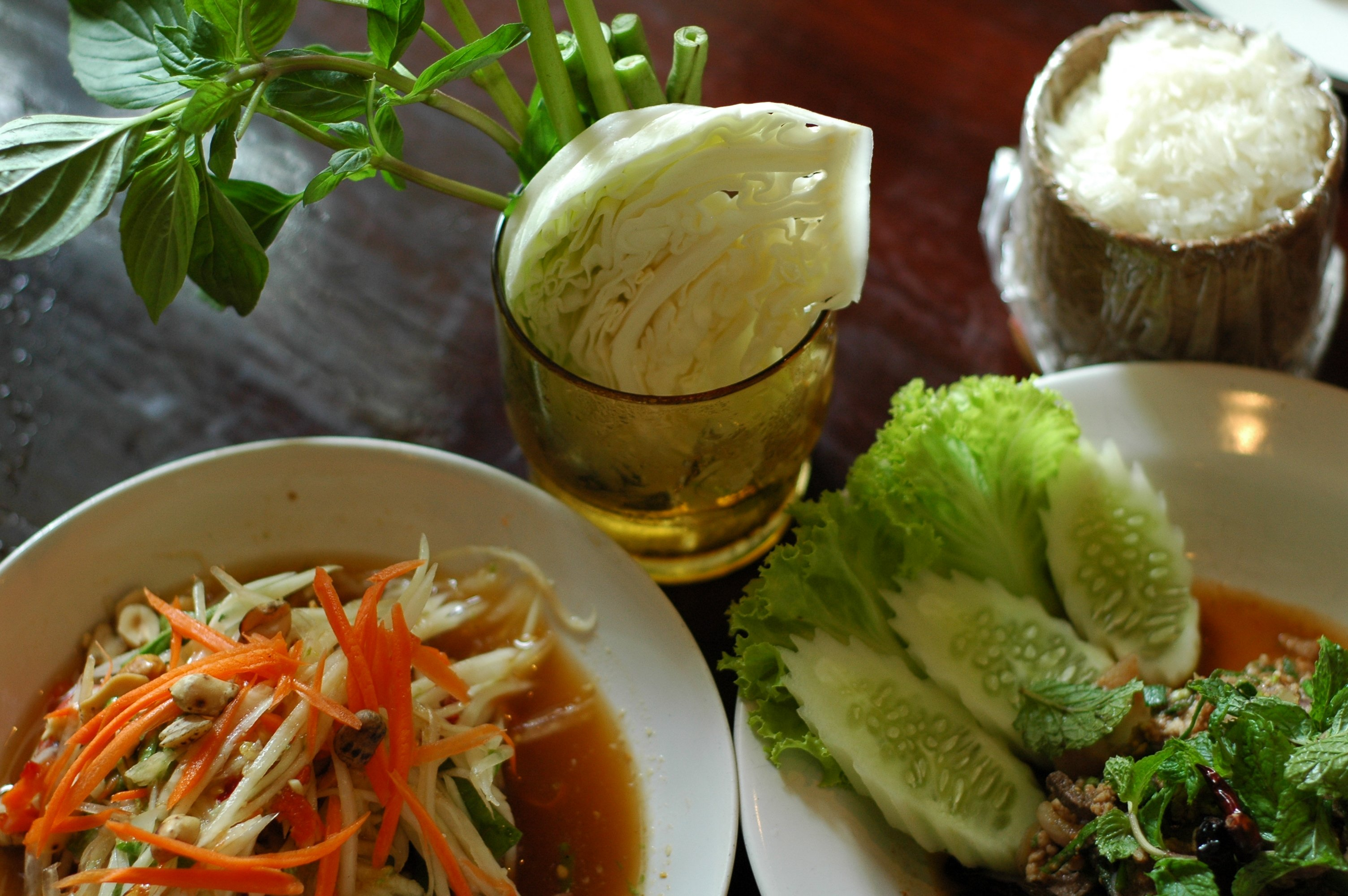
Som tam

### Unități de măsură
Thailanda utilizează în general sistemul metric, însă pentru măsurarea suprafețelor de teren se folosesc unități tradiționale, iar ocazional se folosesc unități imperiale pentru materiale de construcție. Anii sunt numerotați conform E.B. (Era Budistă) în educație, administrația publică, guvern, contracte și datele din ziare. Cu toate acestea, în sectorul bancar și tot mai mult în industrie și comerț, numărarea anilor conform calendarului occidental (Era Creștină sau Era Noastră) este practica standard.

### Sport

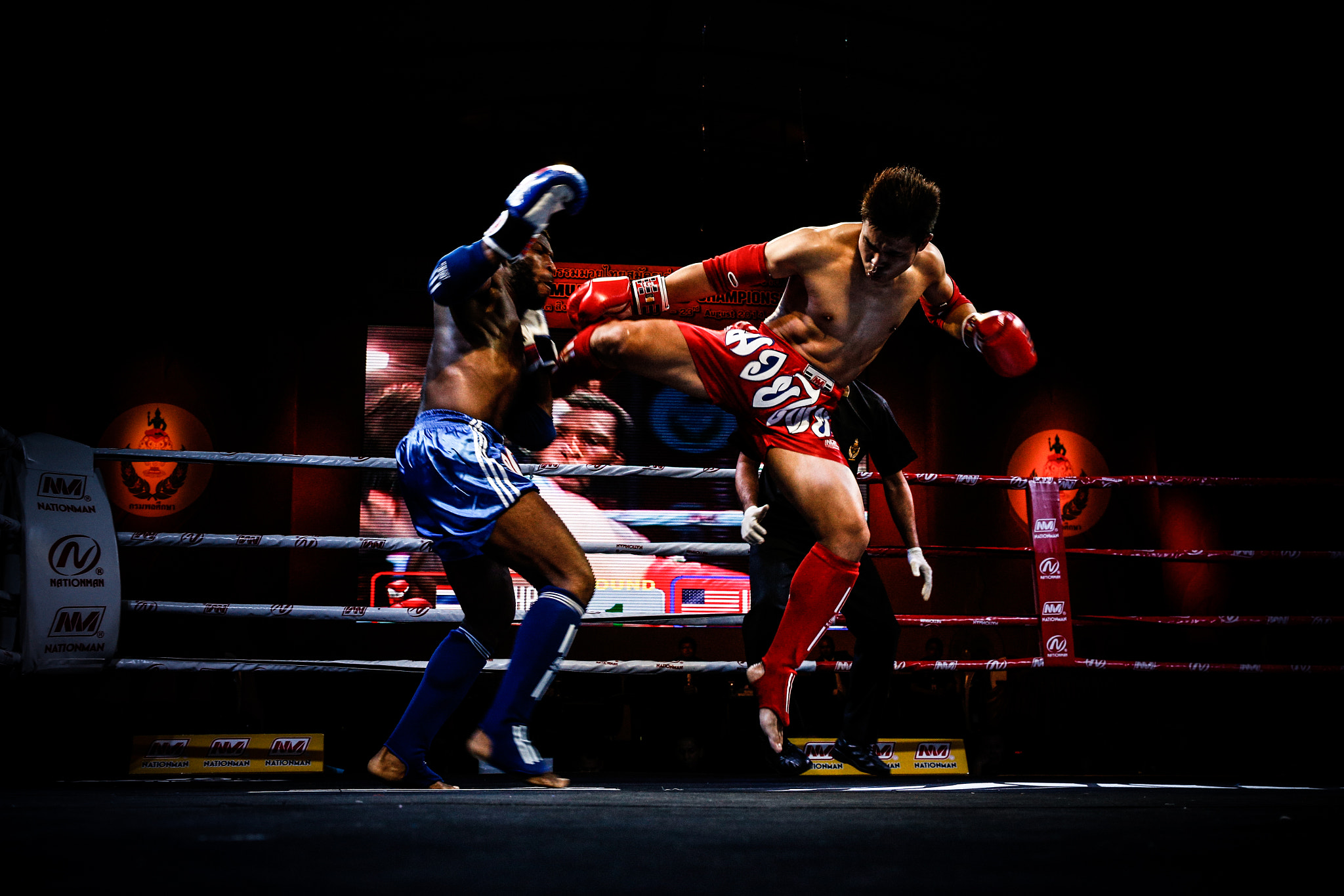
Muay Thai, sportul emblematic al Thailandei.

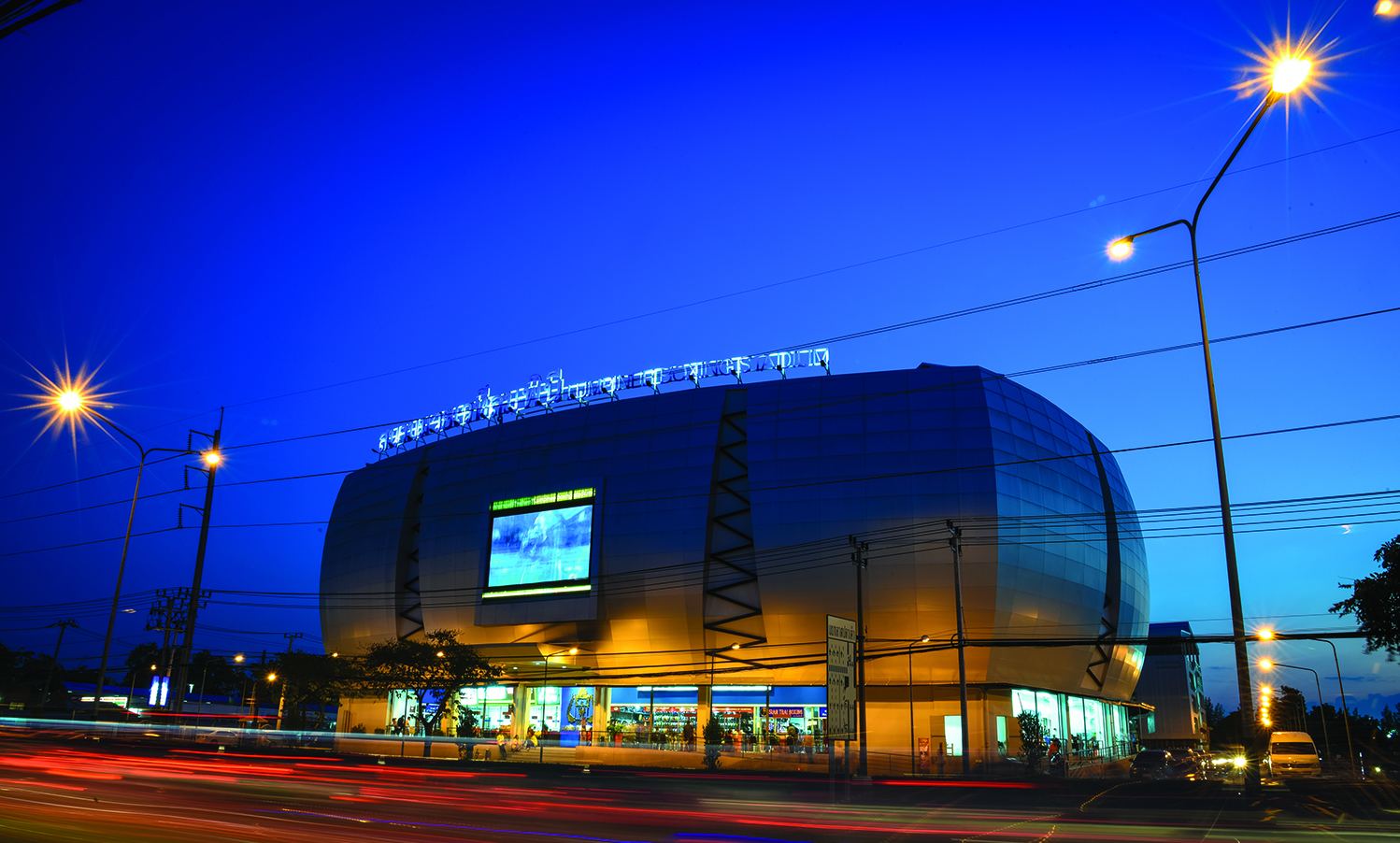
Stadionul de box Lumpinee.

Muay Thai (trad. „box thailandez”) este un sport de luptă care utilizează tehnici de lovire în picioare, împreună cu diverse tehnici de clinch. Muay Thai a devenit răspândit la nivel internațional la sfârșitul secolului al XX-lea și începutul secolului al XXI-lea. Printre practicanții celebri se numără Buakaw Banchamek, Samart Payakaroon și Apidej Sit-Hirun. Fotbalul a depășit Muay Thai ca cel mai urmărit sport în Thailanda. Echipa națională de fotbal a Thailandei a participat de șase ori la Cupa Asiei AFC și a ajuns în semifinale în 1972. Țara a găzduit Cupa Asiei de două ori, în 1972 și în 2007 (împreună cu Indonezia, Malaysia și Vietnam).
Voleiul este un sport care crește rapid în popularitate. Echipa feminină a participat frecvent la Campionatul Mondial, Cupa Mondială și Grand Prix-ul Asiatic, câștigând de două ori Campionatul Asiatic și o dată Cupa Asiatică. Takraw este un sport originar din Thailanda, în care jucătorii lovesc o minge din ratan și pot folosi doar picioarele, genunchii, pieptul și capul pentru a atinge mingea. Sepak takraw este o formă a acestui sport asemănătoare voleiului. Un joc similar, dar jucat doar cu picioarele, este buka ball.
Rugby-ul este, de asemenea, un sport în creștere în Thailanda, echipa națională de rugby ocupând locul 61 în lume. Thailanda a devenit prima țară din lume care a găzduit un turneu internațional de rugby pentru categoria 80 welterweight în 2005. Thailanda atrage, de asemenea, mulți jucători de golf din Japonia, Coreea și țările occidentale, având peste 200 de terenuri de golf de clasă mondială la nivel național. În Baschet, Chang Thailand Slammers au câștigat Campionatul Ligii de Baschet ASEAN în 2011. Echipa națională de baschet a Thailandei a avut cel mai mare succes la Jocurile Asiatice din 1966, câștigând medalia de argint.
Stadionul de box Lumpinee, situat inițial pe Rama IV Road, lângă Parcul Lumphini, a găzduit ultimele sale meciuri de Muay Thai pe 8 februarie 2014, după ce a fost deschis în decembrie 1956. Pe 11 februarie 2014, stadionul a fost mutat pe Ram Intra Road, datorită capacității noii locații. Stadionul Thammasat din Bangkok a fost construit pentru Jocurile Asiatice din 1998. Stadionul Național Rajamangala este cea mai mare arenă sportivă din Thailanda, având o capacitate de aproximativ 50.000 de locuri.